# Josip Broz Tito
Josip Broz Tito (cyr. Јосип Броз Тито), właśc. Josip Broz, ps. „Tito” (ur. 7 maja 1892 w Kumrovcu (25 maja według oficjalnego aktu urodzenia), zm. 4 maja 1980 w Lublanie) – chorwacki przywódca Socjalistycznej Federacyjnej Republiki Jugosławii od 1945 aż do swojej śmierci.
Był najmłodszym sierżantem armii austro-węgierskiej. Ranny i pojmany przez wojska Imperium Rosyjskiego w czasie I wojny światowej, został zesłany do obozu pracy na Uralu. Brał udział w rewolucji październikowej, dołączył do jednostki Czerwonej Gwardii w Omsku. Następnie powrócił do Jugosławii, gdzie został członkiem Komunistycznej Partii Jugosławii. Od 1937 do 1980 sekretarz generalny, a następnie przewodniczący Komunistycznej Partii Jugosławii (Związku Komunistów Jugosławii).
Podczas II wojny światowej współorganizował na obszarze Jugosławii antyfaszystowski ruch oporu, tworząc Narodową Armię Wyzwolenia Jugosławii. Od 1941 do 1945 roku był przywódcą partyzantki jugosłowiańskiej. Od 1943 roku był Marszałkiem Jugosławii i naczelnym dowódcą armii jugosłowiańskiej.
Po wojnie był założycielskim członkiem Kominformu, ale opierając się radzieckim wpływom, stał się jednym z założycieli i promotorów Ruchu Państw Niezaangażowanych. Był zwolennikiem tzw. „niezależnej drogi do socjalizmu”, określanej jako titoizm. Dzięki bardzo korzystnej reputacji za granicą – zarówno w krajach bloku zachodniego, jak i wschodniego, otrzymał 98 zagranicznych orderów, w tym Legię Honorową i Order Łaźni. Obok Jawaharlara Nehru, Gamala Abdel Nasera i Sukarno jeden z przywódców Ruchu Państw Niezaangażowanych. Racjonalna polityka niezaangażowania i współpracy z obydwoma blokami okresu zimnej wojny zaowocowała boomem gospodarczym Jugosławii lat 60. i 70.
Zmarł 4 maja 1980 roku w Lublanie, pochowany został w Belgradzie. Jego śmierć doprowadziła do wzrostu napięć między republikami Jugosławii, co ostatecznie doprowadziło do rozpadu kraju w 1991 roku.

## Życiorys

### Wczesne lata

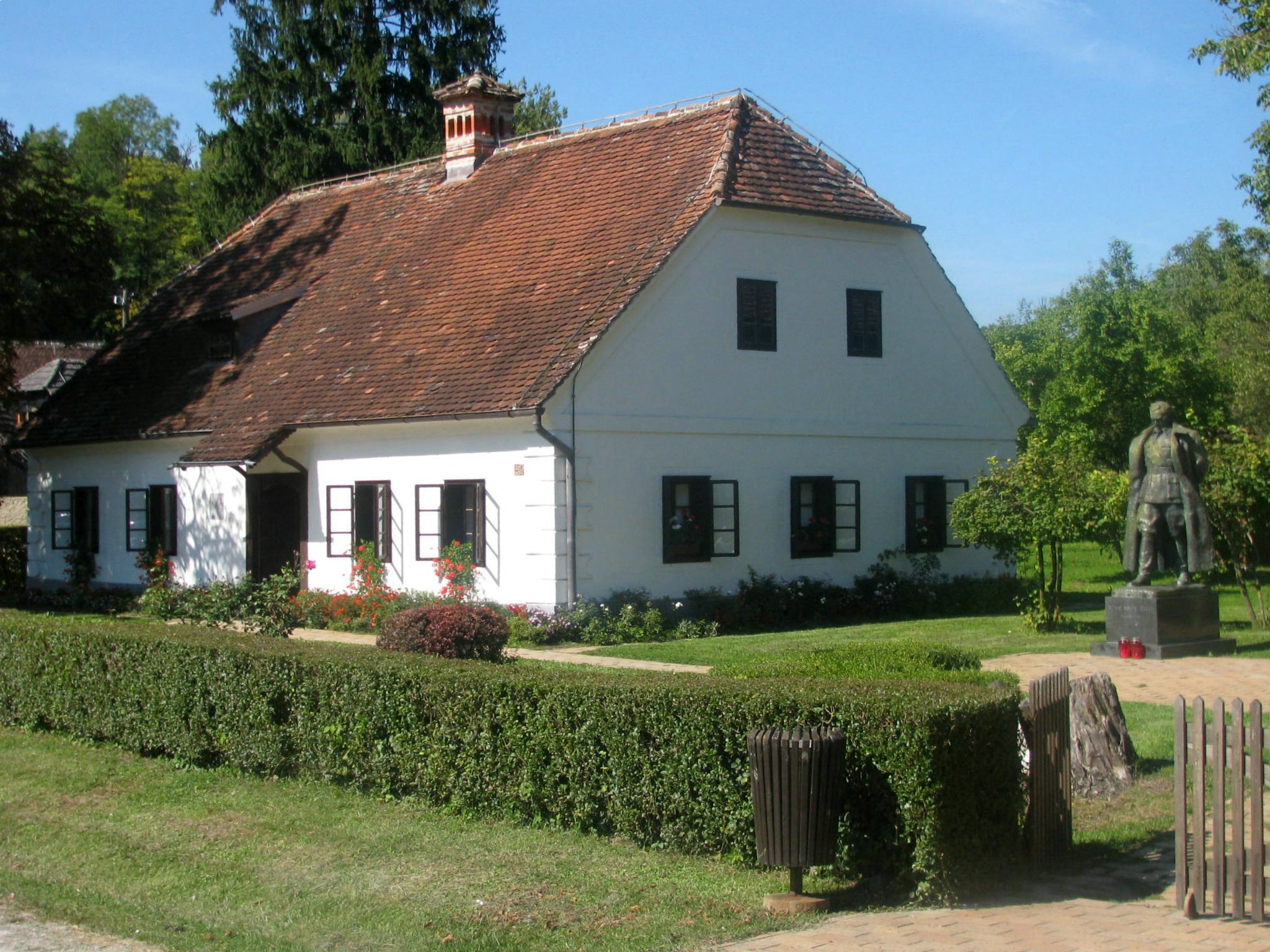
Dom narodzin Tity w miejscowości Kumrovec w Chorwacji

Urodził się 7 maja 1892 w Kumrovcu w rodzinie słoweńskojęzycznej w Chorwacji, wtedy części Austro-Węgier, na obszarze Hrvatskiego zagorja. Pewne kontrowersje budzi jego data urodzin. W księdze parafialnej i na świadectwie ukończenia szkoły powszechnej widnieje data urodzin 7 maja. W dokumentach wojskowych występuje data 25 maja i tę datę podawał Tito jako dzień swoich urodzin. Był siódmym dzieckiem Franja i Mariji Brozów. Jego ojciec był chorwackim chłopem, podczas gdy jego matka Marija była Słowenką. Jego rodzice pobrali się 21 stycznia 1891. W późniejszym czasie małżeństwo Brozów miało jeszcze ośmioro dzieci. Rodzina była uboga. Tito wczesne lata życia spędził z dziadkami ze strony matki w Podsredzie w Słowenii. Według Tity, jego babka opowiedziała mu historię pochodzenia rodziny Brozów. Rodzina miała zbiec przed Turkami znad granicy dalmatyńsko-bośniackiej. Według najstarszego zachowanego dokumentu, Brozowie osiedlili się w Hrvatskim zagorju około 1630 roku i przybyli z Pazina na półwyspie Istria. Tito od siódmego roku życia pomagał rodzinie przy pracy w polu. W 1900 roku rozpoczął naukę w szkole podstawowej w Kumrovcu, nie zaliczył jednak pierwszej klasy i musiał ją powtarzać. Jego problemy z nauką spowodowane były tym, że umiał mówić jedynie po słoweńsku, a słownictwo tego języka mieszało mu się z chorwackim. Po poprawieniu wyników w nauce rodzice przepisali go do lepszej szkoły ludowej, tzw. opetovnicy. Opuścił ją w 1905 roku. Początkowo chciał zostać krawcem, ale dziadek przekonał go, aby wybrał zawód mechanika. Początkowo podjął pracę w gospodarstwie wujka, gdzie przepracował osiem miesięcy. Po powrocie do domu chciał wyjechać do pracy w kopalni węgla na Śląsku, jednak zabrakło mu pieniędzy na podróż.
Po zakończeniu 4-letniej szkoły podstawowej w latach 1905–1907 uczęszczał do tzw. szkoły dla „powtórkowiczów”, czyli szkoły uzupełniającej dla osób o niezadowalających wynikach w nauce.
W 1907 roku przeniósł się z rodzinnej wsi do miasta Sisak. Pracował jako kelner w lokalnej kafanie. Po kilku miesiącach pobytu w mieście rozpoczął również wieczorową naukę w zawodowej szkole rzemieślniczej w specjalności ślusarz. W 1908 roku okazjonalnie występował jako statysta w przedstawieniach organizowanych przez teatr z Osijeku. Zaangażował się w ruch robotniczy i obchody Święta Pracy. W 1910 dołączył do związku pracowników metalurgicznych oraz do Socjaldemokratycznej Partii Chorwacji i Slawonii. O istnieniu partii dowiedział się od czeladników, którzy rozprowadzali wśród robotników „bibułę” – „Slobodna Reč” („Wolne Słowo”) i „Naša Snaga” („Nasza Siła”). 2 listopada 1910 roku z rąk majstra Nikoli Karasa otrzymał dyplom wykwalifikowanego ślusarza i ukończenia dwóch klas szkoły zawodowej.
Pod koniec 1910 roku wyjechał do Zagrzebia. Na wiosnę 1911 roku wziął udział w demonstracjach robotniczych i strajkach. Wysłuchawszy rad kolegów z pracy wyjechał na emigrację, początkowo przybył do słoweńskiej Lublany, a następnie Triestu, gdzie jednak pracy nie znalazł. Na krótko powrócił do rodzinnego Kumrovca. Wiosną 1912 roku wyjechał do Kamniku w Słowenii, gdzie pracował w fabryce wyrobów metalowych. Wraz z kolegami z pracy wstąpił do robotniczej Organizacji „Sokół”, utworzyli własny zespół gimnastyczny i konkurowali z drużyną „Orłów”. Po tym, gdy fabryce groziła likwidacja, wyjechał do miasta Čenkov w Czechach, gdzie starał się zdobyć pracę w miejscowej fabryce. Po przybyciu na miejsce okazało się, że w fabryce wybuchł strajk, a nowo przybyłych robotników uznano za łamistrajków. Szybko grupa Chorwatów dołączyła do strajku, aby uniknąć dalszych oskarżeń. Strajk okazał się sukcesem i robotnicy dostali podwyżki. Tito nie pracował w Čenkovie zbyt długo i wkrótce przeniósł się do Pilzna, celem podjęcia pracy w motoryzacyjnych Zakładach Škoda. Następnie udał się do Monachium i Zagłębia Ruhry w Niemczech. Znalazł pracę w fabryce samochodów Benz w Mannheim. Po miesiącu ponownie zmienił pracę – wyjechał do Wiednia, gdzie pracował w fabryce mostów „Griedl”. Potem przeprowadził się do Wiener Neustadt, gdzie pełnił funkcję kierowcy testowego Daimlera. Częste zmiany pracy były związane z jego niechęcią do pracy fizycznej oraz brakiem jakichkolwiek praktycznych, zawodowych umiejętności. Nie miało natomiast żadnego związku z jego rzekomą działalnością polityczną czy przynależnością do partii lub organizacji socjalistycznych, ponieważ nie należał do takowych aż do lat 20. W 1912 r. osiadł na chwilę w Wiedniu, gdzie był utrzymywany przez starszego brata Martina. Rozpoczął lekcje tańca i gry na fortepianie. Nabrał manier rodem z wyższych sfer i zaczął przywiązywać dużą wagę do ubioru. Po tym, gdy dostał wezwanie do wojska, musiał wrócić do rodzinnej miejscowości.

#### W wojsku

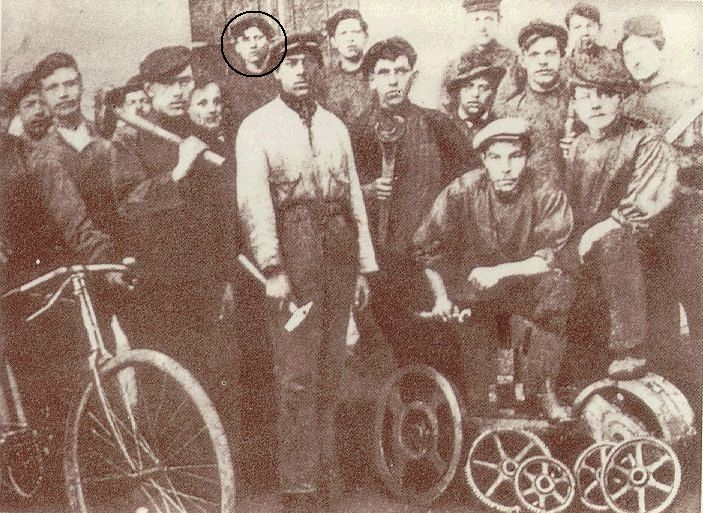
Tito w 1913 roku

Jesienią 1912 powołano go do armii Austro-Węgier. Początkowo został skierowany do pułku cesarsko-królewskiego w Wiedniu, gdzie rozpoczął służbę w artylerii technicznej. Został skierowany do zagrzebskiego 25. domobrańskiego pułku. Pod koniec roku dostał się do szkoły podoficerskiej. Kapitan docenił jego talent szermierczy i zapewnił mu udział w wojskowych zawodach szermierczych w Budapeszcie w maju 1914, gdzie Broz zdobył drugie miejsce; umiejętności tych nauczył się w czasie działalności w Organizacji „Sokół”. Dyplom i srebrny medal wręczył mu arcyksiążę Józef.
Po wybuchu I wojny światowej jako żołnierz 25 pułku 42 Dywizji Domobranów (Honwedu, oficjalnie Diabelska Dywizja), wziął udział w dwóch austro-węgierskich ofensywach podczas inwazji Serbii, ogłoszonej ekspedycją karną. Uczestniczył we wszystkich najważniejszych bitwach tej kampanii w zachodniej Serbii, w tym w bitwach na górze Cer i nad Kolubarą. Jego dywizja odegrała także bardzo ważną rolę w oblężeniu Belgradu. Miała udział w zbrodniach wojennych. W kampanii na froncie bałkańskim młody Broz wykazał się dużym zaangażowaniem, bowiem w ciągu kilku zaledwie miesięcy awansował do stopnia starszego sierżanta. Był przy tym najmłodszym o takim stopniu żołnierzem w 42 Pułku, a nawet, jak twierdzą niektórzy w całej armii austro-węgierskiej. Za kampanię na froncie serbskim otrzymał Srebrny Medal Waleczności. Epizod jego udziału w walkach z Serbami na froncie bałkańskim był utrzymywany później w tajemnicy. Sam Tito wielokrotnie mu zaprzeczał, twierdził jedynie, że dotarł ze swoim pułkiem jedynie do serbskiej granicy. Jugosłowiańska poprawność polityczna po 1945 r. nie pozwalała na eksponowanie historii kombatanckich Tity z okresu I wojny światowej i jego udziału w walce z Serbami. Kłóciło się to z jego hasłem „Bratstvo i jedinstvo” – braterstwo i jedność. Komunistyczna propaganda przypisuje mu za to antywojenną postawę, dzięki której miał rzekomo trafić do twierdzy petrovaradińskiej. Przeczą temu dwa fakty – jedyna fotografia Broza z tamtego okresu przedstawiająca go strzelającego w okopie w towarzystwie dwóch austro-węgierskich żołnierzy. Wszyscy ubrani są w lekkie, letnie mundury i niskie buty. Świadczy to o tym, że zdjęcie zrobiono latem lub jesienią jeszcze podczas walk w Serbii. Gdyby zrobione było już na froncie rosyjskim, gdzie przebywał w zimie, miałby na sobie mundur zimowy. Drugim faktem są awanse i odznaczenie Broza. Nie otrzymał ich raczej za odmowę walki na froncie i uwięzienie w twierdzy. W styczniu 1915 został wysłany na front wschodni w Galicji, gdzie w ciągu dwuipółmiesięczych walk został ranny najpierw w lewą rękę, a później ciężko ranny od ciosu lancą pod lewą łopatkę. W międzyczasie, za wzięcie do niewoli czterech żołnierzy rosyjskich, został na wniosek dowódcy swojego batalionu odznaczony po raz drugi medalem za odwagę. Po odniesieniu drugiej rany dostał się do rosyjskiej niewoli. Dowództwo jego jednostki, nie mając jakichkolwiek wieści uznało go za poległego, co widoczne jest na liście poległych ogłaszanej przez austro-węgierskie Ministerstwo Wojny.

#### Więzień i rewolucjonista w Rosji
Po 13 miesiącach spędzonych w szpitalu, trafił do obozu w Ałatyrze na Uralu, gdzie więźniowie wybrali go na swojego reprezentanta. Na miejscu Rosjanie tworzyli korpus ochotników słowiańskich. Większość żołnierzy zdecydowała się na przejście na stronę Rosjan. Całe dni jeńcy poświęcali na musztrę i ćwiczenia oraz szkolenia polityczne, z których wynikało, że korpus tworzony jest na rozkaz króla Serbii. Kilkudziesięciu jeńców ujawniło się ze swoimi socjalistycznymi poglądami – zadeklarowali, że nie chcą walczyć, ani za Wielką Serbię ani za Wielką Chorwację, a jeśli już mają walczyć, to za zjednoczony kraj Słowian południowych. Do buntu doszło, gdy jeńcy mieli złożyć śluby wierności królowi Serbii, żołnierze woleli walczyć pod rozkazami cara Rosji. Siedemdziesięciu jeńców, którzy zaprotestowali, stanęło do raportu, wśród nich znalazł się Broz. Oficerowie serbscy zagrozili protestującym rozstrzelaniem jednak najprawdopodobniej do egzekucji nie doszło na skutek protestu ze strony Rosjan.
Broz został odesłany do obozu w Ardatowie, a potem do pracy w Kalasjejewie, gdzie pracował jako ślusarz. W sierpniu 1916 roku przeniesiony został do obozu w Kungurze. Pracował przy budowie drogi żelaznej, wykonywał zadania biurowe. Z pomocą więźniom obozu przyszedł Międzynarodowy Komitet Czerwonego Krzyża, który dostarczał im paczki z żywnością, odzieżą i lekami. W obozie Broz spotkał inżyniera polskiego pochodzenia, Katza, wraz z nim uczestniczył w spotkaniach grupy socjalistów. Za działalność socjalistyczną dwukrotnie trafił do więzienia, jednak został uwolniony po apelach Katza. Po tym, gdy rozpoczęła się nagonka na sympatyków bolszewików, Broz dzięki pomocy syna Katza uciekł do Piotrogrodu i rozpoczął pracę w Zakładach Putiłowskich. Uczestniczył tam w demonstracjach 16–17 lipca 1917 roku, które poprzedzały rewolucję październikową. Po tym, gdy aresztowano syna Katza, Broz musiał uciekać z Rosji, trafił do Finlandii, jednak znowu został złapany i przewieziony do Twierdzy Pietropawłowskiej, gdzie przebywał przez trzy tygodnie do czasu gdy wyjaśniono, że nie jest on bolszewikiem. Wysłano go z powrotem do obozu, ale podczas podróży uciekł z pociągu. Udał się w kierunku Omska i ostatecznie osiedlił we wsi Michajłowskoje, gdzie podjął pracę w miejscowym młynie. W 1918 roku ożenił się po raz pierwszy z wiejską dziewczyną Piełagieją Denisowną Biełousową. W chwili ślubu panna młoda miała zaledwie 14 lat. Gdy w 1919 r. wojska bolszewickie podeszły pod Omsk, Broz zaczął starania o radzieckie obywatelstwo i zapragnął (dopiero wtedy) wstąpić do Rosyjskiej Komunistycznej Partii (bolszewików). Jego prośby nie zostały spełnione, bowiem stwierdzono, że wcześniej uciekał przed Armią Czerwoną. Wreszcie wiosną 1920 r. otrzymał dokument zezwalający na powrót do Chorwacji.
Gdy z prasy dowiedział się o powstaniu chorwackich chłopów, w styczniu 1920 roku wraz z rodziną wyruszył w podróż do stron ojczystych. Po przybyciu do Estonii spotkał komisarza Jaroslava Haška, od którego dostał dokumenty i wraz z grupą Jugosłowian ruszył do ojczyzny niemieckim statkiem „Lilly Fuermann”. Statek dopłynął do Szczecina, po czym Jugosłowianie udali się do Jugosławii poprzez Niemcy i Austrię. Rodzina Brozów dotarła na miejsce we wrześniu 1920 roku.

### Powrót do Jugosławii
Po przybyciu do słoweńskiego Mariboru został przesłuchany przez policję królewską. Ze względu na udział w rewolucji został wpisany na listę osób podejrzanych politycznie. W listopadzie Josip i Piełagieja przyjechali do Zagrzebia. Na miejscu Tito został wezwany na komendę policji, nakazano mu osiedlenie się w rodzinnym Kumrovcu. Okazało się, że jego rodzinny dom stoi pusty, matka zmarła w 1918 roku, a ojciec przeprowadził się do miejscowości Kupinec, gdzie pracował jako gajowy. Rodzeństwo Josipa wyjechało za pracą za granicę. Już w Kumrovcu Piełagieja urodziła dziecko, które zmarło jednak po czterech godzinach od przyjścia na świat. Broz z żoną wyjechał za pracą do Zagrzebia. Początkowo pracował w zakładzie ślusarskim należącym do Filipa Bauma. W 1921 roku pracował jako mechanik w młynie Samuela Polaka we wsi Veliko Trojstovo. Zaradność małżeństwa Brozów i tragedia związana ze śmiercią ich dziecka spowodowała, że chłopi zamieszkujący wieś przyjęli ich przyjaźnie. Do wsi z frontu wrócił kombatant Armii Czerwonej, Stevo Sabić. Sabić i Broz zaprzyjaźnili się i wspólnie szukali innych jugosłowiańskich komunistów. W 1923 roku w Bjelovarze Broz spotkał komunistę Djurę Segovicia, który słyszał o wcześniejszej działalności rewolucyjnej Broza i Sabicia, z tego powodu zgodził się wprowadzić ich do komunistycznej konspiracji. Broz i Sabić rozrzucił w Bjelovarze i okolicznych wsiach ulotki komunistyczne, dzięki czemu Segović zgodził się wprowadzić ich do nowo powstałej partii komunistów.
Po powrocie w ojczyste strony Josip Broz wstąpił do Komunistycznej Partii Jugosławii. Wpływ KPJ na życie polityczne kraju bardzo szybko wzrastał. W 1920 roku w wyborach, komuniści uzyskali 59 miejsc w parlamencie i stali się trzecią siłą polityczną kraju. KPJ została zdelegalizowana przez reżim królewski w 1921 i utraciła wszystkie mandaty parlamentarne. Z początkiem 1921 roku Broz przeprowadził się do Velikiego Trojstva i znalazł pracę jako mechanik, kontynuował także działalność w podziemnej partii komunistycznej. W 1924 roku został wybrany do lokalnego biura partii komunistycznej. W tym samym roku Sabić, Broz i Śegović dostali zadanie tworzenia magazynów broni i przeszkolenia militarnego chłopów w celu przygotowania ich do ewentualnego powstania. Gdy w marcu 1925 roku umarł lewicowy działacz polityczny Vincek Valente, Broz zorganizował jego pogrzeb. Pogrzeb odbył się na cmentarzu w miejscowości Markovac. Na pogrzeb przybyła grupa robotników z Bjelovaru, a w czasie pogrzebu rozwinęli oni sztandar z sierpem i młotem. Tego samego dnia królewskie służby bezpieczeństwa aresztowały Segovicia i Broza. Obaj działacze zostali zakuci w łańcuchy i prowadzeni przez miejscowość, w czasie trasy policjanci szydzili z nich i obrażali, co miało skompromitować działaczy w oczach mieszkańców. Dwaj komuniści postawieni przed miejscowym sądem zostali dość szybko uwolnieni, gdyż jeden z sędziów po cichu popierał ideały komunistów. Mimo uwolnienia, działacze cały czas obserwowani byli przez agentów. W czasie pobytu w Velikim Trojstovie umarło dwoje dzieci Broza – dwuletnia Zlatica i Hinko, który umarł po ósmym dniu od narodzin. W 1925 roku Broz wraz z żoną i synem Žarkiem przeprowadził się do Kraljevicy, gdzie znalazł pracę w stoczni. Został wybrany na przywódcę związku zawodowego i w 1926 stanął na czele strajku stoczniowców, strajk okazał się sukcesem, a pracownicy dostali podwyżki. W tym samym roku napisał swój pierwszy artykuł, który ukazał się w gazecie „Zorganizowany robotnik”. Pracodawcy chcąc się pozbyć niewygodnego pracownika i organizatora związkowego w październiku wyrzucili go z pracy.
Przeprowadził się do Belgradu, nie mógł tam jednak przez długi czas znaleźć pracy. Utrzymywał się z zasiłków, które dostawał z partii komunistycznej. W styczniu 1927 roku znalazł pracę w fabryce pociągów „Jasenica” w Smederevskiej Palance, ponownie nawiązał tam działalność agitacyjną. Wkrótce przeniósł się do Zagrzebia, pracował w zakładzie ślusarskim, gdzie mianowano go sekretarzem Związku Pracowników Przemysłu Metalurgicznego Chorwacji. Został zwolniony, gdy ujawniono jego działalność w partii komunistycznej. W kwietniu został członkiem tamtejszej partii komunistycznej, a w lipcu mianowany został sekretarzem Lokalnego Komitetu partii. W tym samym roku został on aresztowany i wysłany do więzienia, początkowo został osadzony w Ogulinie. 28 października skazano go na siedem miesięcy pozbawienia wolności. Wyrok nie był prawomocny, a Broz szybko wyszedł z więzienia w oczekiwaniu na następną rozprawę. Na ten czas przyjechał do Zagrzebia, gdzie mianowano go sekretarzem Związku Robotników Przemysłu Skórzanego i sekretarzem politycznym Komitetu KPJ w mieście. 1 maja dostał się do więzienia na trzy tygodnie za organizowanie obchodów Święta Pracy. 2 sierpnia mianowano go sekretarzem Okręgowego Komitetu KP Chorwacji. Aresztowany 4 sierpnia, w jego kryjówce przy ulicy Vinogradarskiej 46 znaleziono broń, materiały wybuchowe, ulotki i gazetki. Broz został zdradzony przez współtowarzysza, oprócz Broza do więzienia trafiło piętnastu innych działaczy.
Komuniści znajdujący się na wolności zorganizowali akcję ucieczki przetrzymywanych działaczy. Akcji przewodził Đuro Đaković, który poprzez strażnika więziennego przemycił piłki do metalu. Gdy Broz uporał się z większą częścią kraty niespodziewanie przeniesiono go do innej celi. W listopadzie odbył się proces komunistów znany jako „Bombaški proces”. Proces był szeroko relacjonowany przez media, a słowa Tity „Nie czuję się winnym, choć przyznaję się do tego, co mi zarzuca prokurator. Ale ja nie uznaję tego sądu za kompetentny, uznaję jedynie sąd partii” przeszły do legendy. 14 listopada zapadł wyrok, Broz trafił za kraty na pięć lat do więzienia politycznego w Lepoglavie. W czasie odbywania kary poznał Mošę Pijade, który stał się jego ideologicznym mentorem. Więzienie w Lepoglavie zaliczane było do jednych za najcięższych w Jugosławii, panowały tam złe warunki, sen był ciągle przerywany, podawano minimalne ilości żywności, a cel nie ogrzewano. W czasie jego pobytu w kraju wprowadzono dyktaturę. W 1931 przeniesiono go do więzienia w Mariborze, gdzie znalazł się w grupowej celi, mógł czytać, rozpoczął naukę języka angielskiego. W więzieniu poznał komunistów takich jak Rodoljub Ćolaković, Rade Vuković.

#### Po wyjściu z więzienia politycznego
Po wyjściu z więzienia żył incognito i posługiwał się pseudonimem „Walter”. Dostał od rządu nakaz osiedlenia się w rodzinnym Kumrovcu i nakaz codziennego meldowania się na posterunku. W 1934 roku wszedł w skład Biura Politycznego Komitetu Centralnego Komunistycznej Partii Jugosławii, a w 1934 roku wyjechał z fałszywymi dokumentami do Wiednia. Od tego czasu nosił pseudonim „Tito”, który wziął się od TT. W czasie podróży do Wiednia często przebierał się, zapuścił wąsy i przefarbował włosy, a nawet zmieniał sposoby mowy i chodu, najczęściej przemieszczał się dzięki pomocy przemytników kursujących między Jugosławią a Austrią. We wrześniu tego roku uczestniczył w konferencji Komunistycznej Partii Słowenii. Wiedeń nie był przypadkowym miejscem wyjazdu Tito – to tam ukrywali się wszyscy członkowie KC KPJ. W listopadzie Broz udał się na plenarne zebranie KC w czechosłowackim Brnie. W czasie spotkania powołany został do pracy w Kominternie (Sekretariat Wykonawczy na Bałkany), gdzie nawiązał kontakt z działaczami jugosłowiańskimi takimi jak Edvard Kardelj, Milovan Đilas, Aleksandar Ranković i Boris Kidrič. W 1935 Tito wyemigrował do Związku Radzieckiego, gdzie pracował przez rok w bałkańskiej sekcji Kominternu i studiował w Międzynarodowej Szkole Leninowskiej w Moskwie. Był członkiem Wszechzwiązkowej Komunistycznej Partii (bolszewików) i radzieckiej tajnej policji (NKWD). Tito prowadził nabór do Batalionu im. Georgi Dymitrowa wchodzącego w skład Brygad Międzynarodowych walczących w hiszpańskiej wojnie domowej.
Do ZSRR dotarł przez Polskę w lutym 1935 roku, podając się za fryzjera Juraćeka. Zamieszkał w hotelu „Lux” przy ulicy Gorkiego. Komitet Wykonawczy dążył do zjednoczenia lewicy jugosłowiańskiej pod sztandarem KPJ. Grupa w Jugosławii utworzyła Zjednoczoną Partię Robotniczą, jednak partia została rozbita, a jej 950 działaczy i zwolenników trafiło do więzienia. Tito w ZSRR spotkał się z Vladimirem Ćopiciem, którego wkrótce stał się bliskim przyjacielem. Ćopić był oficjalnym reprezentantem KP Jugosławii przy Międzynarodówce. W liście polecającym Tito napisanym przez Milana Gorkicia znalazły się informacje o tym, że Tito jest wykształconym intelektualistą[...] reprezentuje najlepszą część robotniczą aktywu. Przełożonym Broza (działającego w Moskwie pod pseudonimem Walter) był Niemiec Wilhelm Pieck, a sekretariatowi Bałkanów podlegały partie z Rumunii, Jugosławii, Grecji oraz Bułgarii. Tito w czasie pobytu w ZSRR poznał komunistów takich jak Georgi Dymitrow, Palmiro Togliatti, Maurice Thorez, Klement Gottwald.
Broza przeraziła sytuacja w stalinowskim ZSRR, dowiedział się o tym, że wielu ludzi jest aresztowanych, a następnie ginie bez żadnego śladu. Zachowywał ostrożność i powstrzymywał się od rozmów z przypadkowo spotkanymi osobami. Przetłumaczył na język chorwacki „Krótki kurs historii WKP(b)”. Książka ukazała się w 1938. Wykładał oprócz tego w Szkole Leninowskiej i na Uniwersytecie Komunistycznym. W czasie wykładów spotkał Rodoljuba Čolakovicia i Kardelja, a drugiemu z działaczy pomógł otrzymać pracę w Międzynarodówce. W październiku 1935 roku Broz spotkał Luciję Bauer, żonę lidera młodzieżówki komunistycznej w Niemczech, skazanego przez nazistów na 15-letni wyrok więzienia. Do Josipa dołączyła Pelagija i ich syn Žarko. W 1936 roku Broz rozwiódł się z Pelagiją, a na jesieni tego roku ożenił się z Bauer. Pelagija opuściła ZSRR w 1938 i dostała dziesięcioletni zakaz przebywania w Moskwie. W lecie 1936 roku w ZSRR doszło do narady kierownictwa KP Jugosławii. KC ustalił, że Tito powróci z Wiednia na teren Jugosławii. W Wiedniu pozostać miał sekretarz polityczny, na którego wybrano Broza. Na jesieni wyjechał on z ZSRR i przyjechał do Wiednia. Po wojnie pojawiła się plotka, według której Tito miał przebywać i walczyć na terenie Meksyku jako „companiero Vives”. Został on o to zapytany w 1963 roku w czasie swojej wizyty w Meksyku. Odpowiedział on Słyszałem już o tym, ale to nieprawda. Wcześniej nigdy nie byłem ani w Meksyku, ani w żadnym z południowo-amerykańskich państw. Ani w ogóle w Ameryce.
Po przyjeździe do Wiednia, nielegalnie udał się do Zagrzebia, Splitu, Bjelovaru i Lublany, gdzie spotykał się ze starymi przyjaciółmi i budował struktury komunistyczne. W kraju przebywał przez siedem miesięcy, a od czasu do czasu wyjeżdżał do stolicy Austrii i Francji (w Paryżu znajdowała się inna siedziba KC). Wraz z Gorkiciem przygotowali wyprawę ochotników z Jugosławii do Hiszpanii. Wyprawa nie powiodła się z powodu działań wywiadu faszystowskich Włoch i trudnych warunków pogodowych.
W 1937 na rozkaz Józefa Stalina radzieckie służby specjalne zamordowały w Moskwie, Sekretarza Generalnego KPJ Milana Gorkicia, którego oskarżono o trockizm i zdradę, a stanowisko po nim objął Tito. W 1936 roku, Komintern wysłał Tito jako „Towarzysza Waltera” do Jugosławii. Jako sekretarz generalny krytykował faszystowskie Włochy i nazistowskie Niemcy. W maju 1938 roku, Tito utworzył Tymczasowe Kierownictwo KP Jugosławii (już na terenie kraju). Przed wojną KPJ o mało nie podzieliła losu rozbitej przez stalinistów Komunistycznej Partii Polski. Także tej partii groziła czystka wśród liderów i rozwiązanie. Także Tito na samym początku wojny został oskarżony o trockizm, współpracę z Gestapo i jugosłowiańskimi służbami bezpieczeństwa. Prawdopodobnie uratował go fakt wpadki funkcjonariusza radzieckich służb specjalnych, który sformułował oskarżenia względem Tity, funkcjonariusz dostał się w ręce hitlerowskiego wywiadu Gestapo w Belgradzie. W obliczu możliwego rozwiązania partii, KPJ przyjęła stalinowski kurs ideologiczny.
W latach 1936–1941 posługiwał się w Jugosławii dokumentami na nazwisko Ivan Kostanjsek oraz inżynier Babić. Równocześnie otrzymał pseudonim „Stary”.

### II wojna światowa

#### Przed atakiem na Jugosławię
Pod koniec lata 1939 roku wyjechał z Jugosławii i dostał się do ZSRR. Atak Niemców na Polskę nie zaskoczył KC KPJ, jedynie Broz dowiedział się o nim z radzieckiego radia – wiadomość została nadana w chwili, gdy Tito znajdował się na statku płynącym z Francji do ZSRR. Królewskie władze Jugosławii ogłosiły, że Hitler akceptuje granice z Jugosławią. Tito był przeciwnego zdania – uważał, że „Hitleryzm nie jest „przyjacielem i dobrym sąsiadem”, lecz przysięgłym wrogiem wolności i niezawisłości narodów Jugosławii. Hitler wskrzesza stare, niemieckie cesarstwo i idee cesarza Wilhelma – kontynuowania polityki „drang nach Osten” – parcia na wschód. Ta droga prowadzi także przez Jugosławię do Egejskiego Morza. Pomaga mu w tym Mussolini, który chce dla siebie Dalmacji...”.
W czasie pobytu w ZSRR Broz zastanawiał się, dlaczego władze ZSRR cieszą się z powodu podboju Polski, jako komunista był nawet gotowy uważać, że upadek Polski to upadek jednego z autorytarnych rządów, lecz miał wątpliwości co do całej sytuacji i zaczął nawet podejrzewać, że Niemcy podbiły Polskę przy pomocy ZSRR. Chciał powrócić do Jugosławii poprzez Stambuł. W Turcji posługiwał się kanadyjskim paszportem na nazwisko Spiridon Mekas. Tito nie mógł jednak powrócić do kraju przez Turcję ze względu na problem z paszportem. Próbował udać się tam okrężną drogą włoskim statkiem. Ponownie uniemożliwiły mu to problemy natury prawnej. Ostatecznie pomoc przyszła ze strony kurierki partii Miry Ružić (naprawdę była to Herta Has, którą Tito spotkał po raz pierwszy w 1937 roku w Paryżu). Ružić sfałszowała wizę, a dzięki jej pomocy Broz otrzymał wizę Bułgarii, dzięki czemu powrócił on do Jugosławii. Podobno w gazetach pisano o tym, że w Jugosławii zaginął Kanadyjczyk o nazwisku Mekas, a szukała go policja włoska, brytyjska i jugosłowiańska.
W 1940 roku przebywał w Zagrzebiu. Na jesień organizował V Krajową Konferencję KPJ. Po raz pierwszy odrzucono wówczas wytyczne, które pochodziły z Kominternu – międzynarodówka nakazała Jugosłowianom skupienie się na walce klasowej – Broz uważał natomiast, że głównym przeciwnikiem jest faszyzm i właśnie taką tezę udało mu się na Konferencji przeforsować. Mieszkał wraz z nową żoną Hertą Has, która urodziła ich syna Aleksandara, znanego potem jako Mišo Broz. Gdy królewski rząd przyłączył się do państw Osi, rozpoczęły się ogólnokrajowe protesty, a mieszkańcy kraju uznali tę decyzję za zdradę. Tito zwołał KC i wydał odezwę do Jugosłowian, wezwał do obrony niezależności Jugosławii i zawarcie sojuszu z ZSRR (choć ten na skutek paktu Ribbentrop-Mołotow był obojętny wobec poczynań Niemców). Masowe protesty doprowadziły do chaosu w kraju, w wyniku którego Hitler nakazał zaatakować Jugosławię.

#### Komuniści na początku wojny

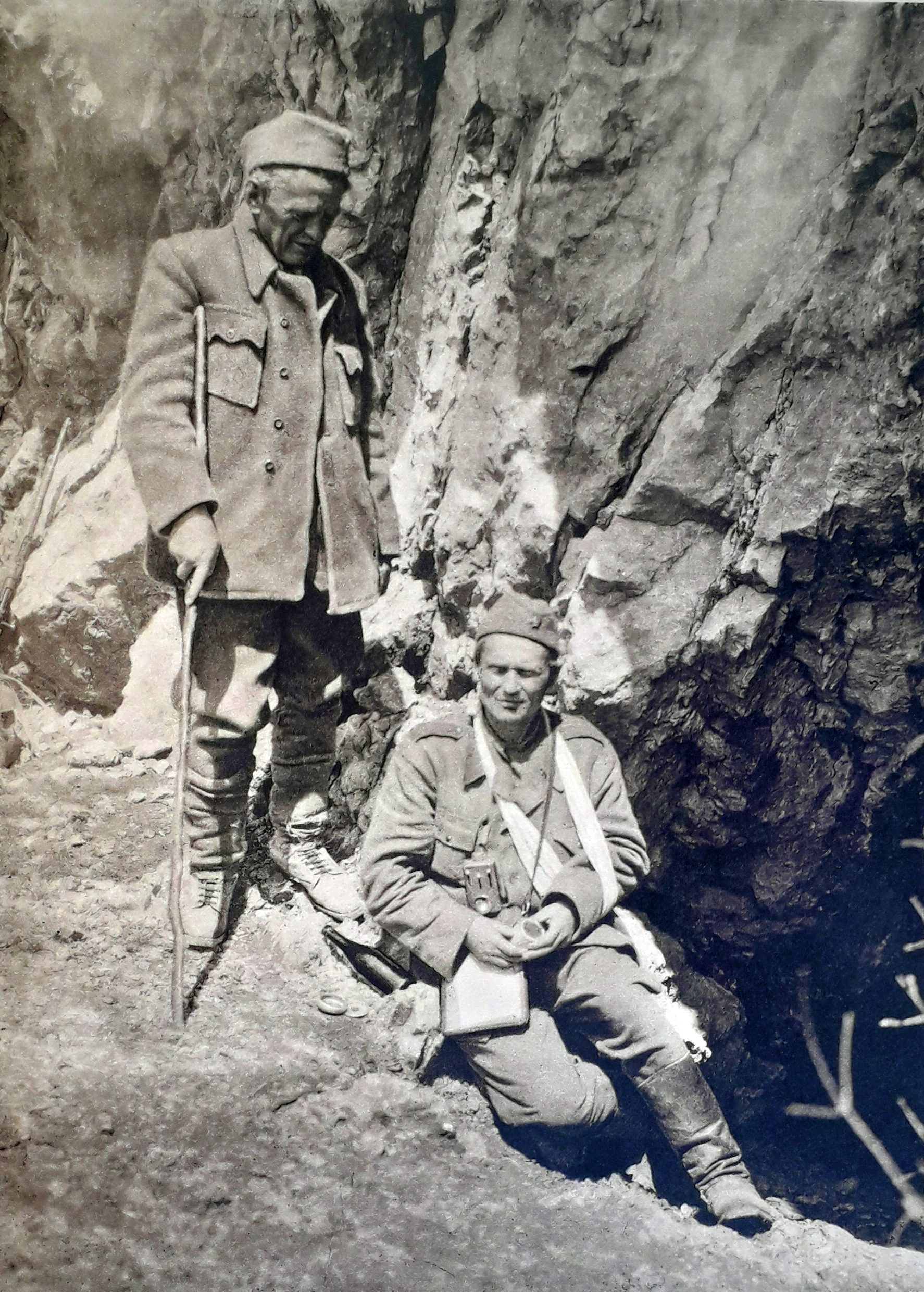
Ivan Ribar (z lewej) i Tito, 1943

6 kwietnia 1941 roku niemieckie, włoskie i węgierskie siły zaatakowały Jugosławię i w ciągu kilkunastu dni zajęły cały kraj. 10 kwietnia 1941 roku przedstawiciel faszystowskich, chorwackich ustaszy, Slavko Kvaternik proklamował powstanie satelickiego Niezależnego Państwa Chorwackiego. Odpowiedzią Tito i jego partii na atak przeciwko Jugosławii ze strony państw osi było powołanie Komitetu Wojskowego działającego w ramach Komitetu Centralnego Komunistycznej Partii Jugosławii. 17 kwietnia 1941 Jugosławia skapitulowała. Formowanie komunistycznego ruchu oporu na terytorium okupowanej Jugosławii rozpoczęło się 28 kwietnia 1941 w słoweńskiej Lublanie. Tito od początku odgrywał w tym ruchu przywódczą rolę. 1 maja 1941 roku, Tito wydał ulotkę wzywającą społeczeństwo do zjednoczenia się w walce przeciwko okupantom. 27 czerwca 1941 roku KC KPJ mianowało Tito na naczelnego dowódcę całej armii partyzanckiej. Komuniści rozpoczęli przygotowania do przeprowadzenia ogólnonarodowego powstania.
Komuniści opracowali plan walki narodowowyzwoleńczej. Tito przedostał się do Belgradu, skąd dowodził przygotowaniami do tworzenia ruchu oporu. Zamieszkał przy ulicy Molerovej w mieszkaniu kolejarza Savicia. Komunistów ożywiła inwazja Niemców na ZSRR, Broz natychmiast zwołał KC. Opinie był podzielone, Milovan Đilas krzyknął: „Zobaczycie, za dwa miesiące Czerwona Armia będzie w Jugosławii!”. Innego zdania był Aleksander Ranković, który uważał, że atak na ZSRR osłabi morale komunistów Jugosławii. W czasie spotkania KC próbowano złapać zasięg zagranicznych stacji, radia radzieckie i niemieckie podawały muzykę. W końcu udało się złapać sygnał stacji węgierskiej, która podała, że wkrótce Armia Czerwona zostanie rozbita. KC wydał odezwę wzywająca do powstania, podobny apel wydała licząca 30 tysięcy osób organizacja młodzieżowa SKOJ. 28 czerwca KPJ powołała Główny Sztab Narodowo-Wyzwoleńczych Partyzanckich Oddziałów Jugosławii. Do sztabu weszli Edvard Kardelj, Aleksander Ranković, Franc Leskošek, Ivan Milutinović, Rade Končar (członkowie KC partii), którzy rozdzielili się i wyruszyli w różne części okupowanego kraju. 4 lipca wezwano do powstania – na szczytach gór rozpalano ogniska (według prasłowiańskiego zwyczaju było to wezwanie do walki). 13 lipca zaczęło się powstanie w Czarnogórze i po kilku dniach wojska włoskie działały już tylko w kilku miejscowościach. 22 lipca wybuchło powstanie w Słowenii, 27 w Chorwacji, Bośni oraz Hercegowinie a 11 października w Macedonii.

#### Republika Užicka
We wrześniu 1941 roku partyzanci wyzwolili pierwsze tereny Serbii, znajdowały się one w rejonie Šabaca i Užic. Na tereny Republiki Užičkiej – jak zwane były wyzwolone tereny – przeniósł się Główny Sztab Narodowo-Wyzwoleńczych Partyzanckich Oddziałów Jugosławii, a wraz z nim Josip Broz, 26–27 września w Stilicach doszło do narady liderów powstań z obszaru Chorwacji, Słowenii, Hercegowiny i Bośni. Na naradzie zmieniono nazwę Głównego Sztabu na Naczelny Sztab, oraz przeorientowano go w kierownictwo wojskowo-polityczne ruchu oporu. Na wyzwolone tereny dość szybko przybyły rzesze uchodźców w tym kobiety, dzieci i osoby starsze. Mężczyźni, którzy przybyli na tereny Republiki Užičkiej, odbyli szkolenie militarne i stworzyli oddziały bojowe. Wraz z uchodźcami pojawiły się samozwańcze bandy zwalczane przez komunistów – ich działalność przysporzyła jednak Ticie dużo kłopotów, poczynania band wykorzystywane były przez propagandę nazistowską w celu dyskredytacji partyzantki.
Na terenach, które przeszły pod kontrolę partyzantów, powstawały organy ruchu oporu – Narodowo-Wyzwoleńcze Komitety, uruchamiały one szkoły, roznoszono broń i żywność, wznoszono polowe szpitale i przygarniano sieroty po zabitych towarzyszach. Sukcesy Tity sprowokowały hitlerowców do kontrofensywy, w celu likwidacji wystąpień antyhitlerowskich na Bałkany sprowadzono dywizje niemieckie z obszaru Grecji, Francji, ZSRR oraz kolaborantów – ustaszy, czetników, domobranów i nediczowców. Mimo represji siły ruchu oporu ciągle rosły, pod koniec 1941 partyzantka liczyła już 80 tysięcy żołnierzy, walczyły one przeciwko 400 tysiącom żołnierzy państw Osi. W obliczu wielkiej ofensywy niemieckiej, Tito zaproponował czetnikom pokaźne liczby broni wyprodukowane w fabryce w Užičach. Rozmowy zatrzymane zostały na skutek naporu wojsk hitlerowskich. Tito nakazał ewakuować fabryki, magazyny broni, dokumentację sztabową. Z terenów republiki ewakuowano rannych i chorych oraz wywieziono z niej żywność i leki. Pokaźne sumy pieniężne partyzantów, 55 milionów dinarów spakowano w 103 worki, które ukryto. Broz opuścił miasto w obliczu nieuchronnej porażki broniących go wojsk. Wraz z częścią oddziałów wycofał się do Zlatiboru. Na miejscowość szybko zaczęli nacierać Niemcy, zostali odparci, a Tito wycofał się do Čajetiny po drodze, przyjmując do oddziału ponad 30 tysięcy żołnierzy, którym udało się wycofać z republiki. Obrona miasta nie została doceniona w zachodnich mediach, zamiast tego w radiu nadawano komunikaty o działalności czetników działających na o wiele mniejszą skalę.

#### Strategia

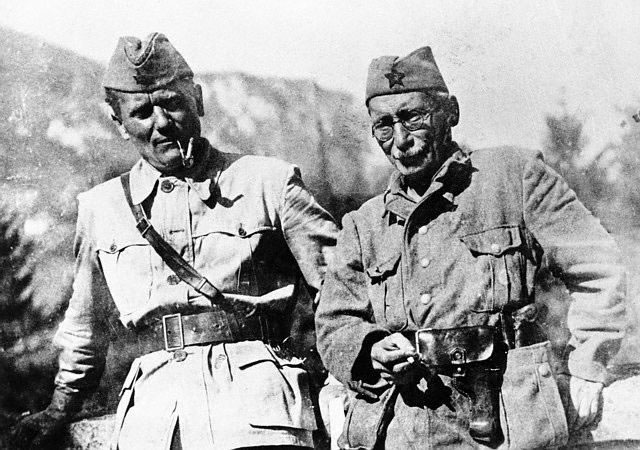
W czasie dowodzenia partyzantką

Tito łączył prowadzenie wojny z rewolucją. Taktyka zakładała budowę organów władzy rewolucyjnej na podstawie walczących z okupantami, komitetów ludowowyzwoleńczych. Tito realizował tę strategię niezależnie od pozostałych partii ruchu komunistycznego, odrzucił tym samym politykę frontu ludowego postulowaną przez większość ówczesnych partii. Tito uważał, że front ludowy przyczynił się do porażki republikanów w hiszpańskiej wojnie domowej – „Wynikająca z hiszpańskiej wojny domowej nauka, że należy budować od dołu nowy, rewolucyjny rząd, stała w centrum polityki prowadzonej wówczas przez KPJ”. Do nowej strategii Tity, krytycznie odniosło się kierownictwo Kominternu. Na wyzwolonych terytoriach partyzanci organizowali komitety ludowe, które miały działać jako rządy cywilne. Tito był najbardziej znanym przywódcą Antyfaszystowskiej Rady Wyzwolenia Narodowego Jugosławii (AVNOJ), która zebrała się w Bihaciu 26 listopada 1942 roku i w Jajcach 29 listopada 1943 roku. Podczas tych dwóch sesji zostały określone podstawy powojennego federacyjnego państwa jugosłowiańskiego. W Jajcach Tito został wybrany Prezydentem AVNOJ. 4 grudnia 1943 roku, mimo że większa część kraju znajdowała się ciągle pod okupacją, Broz proklamował tymczasowy demokratyczny rząd Jugosławii. W Jajcach wybrano 67-osobową „prezydencję” i ustanowiono liczący dziewięć osób Narodowy Komitet Wyzwolenia Jugosławii pełniący funkcję rządu tymczasowego, w skład rządu wchodziło pięciu komunistów. Prezesem Narodowego Komitetu Wyzwolenia został sam Tito.
W szeregach armii partyzanckiej wprowadzono określone zasady – np. nie można było pić alkoholu (mówiono o tym, że partyzantów Tity poznawano po tym, że nie cuchnęli rakiją jak konkurencyjni czetnicy i ustasze, wyjątkiem były ciężkie zimy, w czasie których sam Broz nakazywał rozdzielać alkohol pochodzący ze zdobycznych zapasów). Wprowadzono też surowe kary za kradzieże, w przypadku gdy okradzeni zostali cywile złodziej-partyzant mógł być ukarany nawet śmiercią. Jako jedna z pierwszych armii w historii Jugosławii, partyzantka na równych prawach przyjmowała kobiety. Tito uważał, że kobiety nie walczą tylko przeciwko okupantom, lecz walczą też o swoje równouprawnienie. Uprawianie seksu w czasie służby w armii partyzanckiej było zabronione, stąd też w jednej jednostce nie mogło być pary małżonków, zezwalano natomiast na flirty czy wzajemną miłość bez kontaktów seksualnych (było to zgodne z tradycją ludową, według której czas wojny był czasem żałoby, w której stosunki seksualne były wstrzymywane).
Od 13 maja 1941 roku Tito i jego partyzanci musieli rywalizować z silniejszymi Królewskimi Wojskami Jugosłowiańskimi w Ojczyźnie generała Dragoljuba „Dražy” Mihailovicia, zwanymi czetnikami (czetnicy powstali już po tym jak titoiści zaczęli działalność militarną). Czetnicy cieszyli się poparciem Wielkiej Brytanii, USA i jugosłowiańskiego rządu na wygnaniu króla Piotra II. Tito uważał, że należy dojść z czetnikami do porozumienia i proponował Mihailoviciowi wspólne walki przeciwko Niemcom. Pomimo konfliktu z czetnikami, partyzanci Tito wyzwolili pewne tereny, zwłaszcza na obszarze proklamowanej przez partyzantów „Republice Užičkiej”. 19 września i 27 października 1941 roku, Tito przeprowadził nieudane rozmowy z liderem wojsk czetnickich Mihailoviciem. Po jednym ze spotkań grupa czetnickich oficerów próbowała samowolnie dokonać zamachu na Broza, zamachowców powstrzymał Mihailović.

#### Przebieg walk po upadku Republiki Užickiej
Tito zarządził pobór do wojska. Komunistyczny ruch partyzancki wkrótce zaczął osiągać sukcesy w kolejnych kampaniach partyzanckich oraz stopniowo wyzwalał terytorium Jugosławii. Działania partyzantów sprowokowały Niemców do zemsty na cywilach. Objawiała się ona masowymi mordami (śmierć każdego żołnierza niemieckiego skutkowała zamordowaniem 100 cywilów, za każdego rannego ginęło ich 50). Od 21 grudnia 1941 roku partyzanci zaczęli tworzyć pierwsze Brygady, pierwszą z nich była Pierwsza Brygada Proletariacka z dowódcą Kocą Popoviciem. Pierwsza Brygada Proletariacka wygrała pierwszą bitwę już cztery dni po jej powstaniu. Żołnierze Brygady rozbili trzy kolumny wojsk włoskich i jedną czetnicką koło miasta Ruda. Rozbicie kolumn zniszczyło efekty propagandy hitlerowskiej i czetnickiej, według której po zniszczeniu Republiki Užickiej, siły partyzanckie na terenie Serbii miały zostać zniszczone.
Pierwsza Brygada Proletariacka przekroczyła tereny Bośni. Przeciwko partyzantom, Niemcy posłali siły antypartyzanckie. Ofensywa trwała w dniach 17–23 stycznia 1942 roku i przyłączyły się do niej wojska ustaszy, domobranów i czetników. Na skutek rozkazu Broza, Pierwsza Brygada podzieliła się na dwie grupy – jedna powędrowała do Jahoriny a druga do Trnovy. Sam Tito wziął udział w marszu zwanym „Igmańskim Marszem” – na skutek trudnych warunków pogodowych wielu uczestników marszu zginęło, temperatura spadła do -32 stopni Celsjusza. Partyzanci znaleźli schronienie w lasach Igmanu. Batalion Pierwszej Brygady Proletariackiej wraz z grupami żołnierzy czarnogórskich wyzwolił miasta Foča i Čajniče. Były to kolejne z wyzwolonych terenów. Szybko na nowe tereny przybyły fale uciekinierów. Oddział Tity przemaszerował do Čajnič przez zamarzniętą rzekę Lim. 1 marca 1942 Tito utworzył II Proletariacką Brygadę Szturmową. Do wojsk Tito dołączyło 2000 Żydów uratowanych z holocaustu. Początek wiosny zaowocował utworzeniem nowych oddziałów, wielu świeżych rekrutów wywodziło się z czetników, którzy zaczęli dezerterować i przechodzić na stronę komunistów. Komuniści utworzyli Ochotnicze Wojska Jugosławii. Naczelny Sztab Narodowo-Wyzwoleńczych Partyzanckich Oddziałów Jugosławii został zreorganizowany w Naczelny Sztab Narodowo-Wyzwoleńczych Wojsk i Ochotniczych Wojsk Jugosławii. Pod koniec marca ruszyła trzecia z kolei ofensywa Osi. Tito nakazał wycofanie oddziałów w kierunku Czarnogóry. Nowe schronienie znaleźli na linii Tjentište-Kalinovnik.
Poza terenami walk oddziału Tity, komuniści toczyli zacięte boje w Dalmacji i w Słowenii. Szczególnie krwawa bitwa rozegrała się w górach Kozara, gdzie ruch oporu utworzył wolne terytorium. Do ofensywy antypartyzanckiej ruszyło 70 tysięcy Niemców, podczas gdy partyzantów było 4 tysiące (ponadto chronili oni 100 tysięcy cywili). 20 tysięcy osób ewakuowało się, duża część zginęła w wyniku pacyfikacji i na skutek wywózek do obozów śmierci.

#### Pościg za Titą
Postać Tito owiana była tajemnicą, a sam lider partyzantów nie podawał swojego prawdziwego nazwiska. Publicysta „New York Times”, C. Leo Sulzberger, 5 grudnia 1943 roku napisał, że sporną sprawą jest, czy Tito jest prawdziwą czy fikcyjną postacią. Według relacji Sulzbergera, jego rywale rozgłaszali plotki, według których miał on być Lebiediewem, przedwojennym radcą ambasady ZSRR w Belgradzie. Plotka ta okazała się fałszywa po tym, gdy okazało się, że Lebiediew opuścił Jugosławię wraz z rządem królewskim i po ucieczce z kraju zamieszkał w Moskwie. Według innej wersji, Tito miał być Kostą Nadją, jak się jednak okazało Nadja był jedynie generałem wojsk Tity. Sulzberger podał, że być może Tito to Mośa Pijade, serbski komunista i malarz pochodzenia żydowskiego. Pijade przed wojną był więziony przez władze królewskie. Według jeszcze innej teorii Tito miał być kobietą. Teza, według której Tito miał w ogóle nie istnieć, zakładała, że to skrót organizacji – Tajna Internacjonalistyczna Terrorystyczna Organizacja.
Niemcy, aby zdyskredytować Tito wśród Jugosłowian, twierdzili, że Tito jest Rosjaninem, a tezę tę podchwycili nawet Amerykanie. Dowódca czetników, a zarazem konkurent Tity, Dragoljub Mihailović dostarczył policji czetnickiej fotografię Tity i fotografię radcy Lebiediewa z pytaniem czy są to dwie te same postaci. Odpowiedź belgradzkiej policji była negatywna. Agenci Gestapo, Abwehry i służb specjalnych Włoch, ale też czetnicy i ustasze torturowali schwytanych członków ruchu oporu, aby wydobyć z nich informacje na temat prawdziwej tożsamości Tity. Postać Tity stopniowo zaczęła osnuwać się legendami, z których wiele trafiło do konspiracyjnych gazetek, a po wyzwoleniu kraju do literatury wspomnieniowej. Jako pierwsi kim jest Tito dowiedzieli się hitlerowcy. Stało się to, gdy ustasze porwali działacza komunistów, który na skutek tortur wyjawił nazistom prawdziwe imię lidera ruchu oporu. Trudno stwierdzić czy Tito dowiedział się o tym wydarzeniu, choć 22 grudnia 1942 roku, Tito publicznie przedstawił się na wiecu w wyzwolonym mieście Cazin na obszarze Bośni. W maju i czerwcu 1943 roku w czasie bitwy w rejonie Zalengory i dolinie rzeki Sutjeski, Niemcy w swojej propagandzie przedstawiali Tito jako bolszewickiego agenta. Heinrich Himmler wydał za Titą listy gończe umieszczane w okupacyjnej prasie: Nagrodę 100 000 reichsmarek w złocie otrzyma ten, kto dostarczy żywego lub martwego komunistycznego przywódcę Tito. Przestępca ten wtrącił kraj w największe nieszczęścia. Jako bolszewicki agent, ten bezcześciciel kościołów, złodziej i przydrożny zbój chciał zorganizować w kraju radziecką republikę. W tym celu głosi, że jest powołany do „wyzwolenia” narodu. Do zrealizowania tego zamiaru przygotowywał się w czasie hiszpańskiej wojny domowej i w Związku Radzieckim, gdzie poznał wszystkie terrorystyczne metody GPU, metody bezczeszczenia kultury i bestialskiego niszczenia ludzkiego życia. Ta jego „wyzwoleńcza akcja”, która miała utorować drogę bolszewizmowi, temu najgroźniejszemu politycznemu reżimowi na świecie – odebrała mienie, dobro i życie tysiącom ludzi. To ona zniweczyła spokój chłopów i mieszczan, wtrąciła kraj w niepojętą nędzę i nieszczęście. Zniszczone kościoły i spalone wsie – to ślady jego pochodu. Z tych to powodów ten niebezpieczny dla kraju bandyta oceniany jest na 100000 reichsmarek w złocie. Ten, kto udowodni, że unieszkodliwił tego przestępcę lub przekaże go najbliższym, niemieckim władzom, dostanie nie tylko nagrodę w wysokości 100000 reichsmarek w złocie, lecz dokona także patriotycznego czynu – ponieważ wyzwoli naród i ojczyznę od krwawego terrorysty.

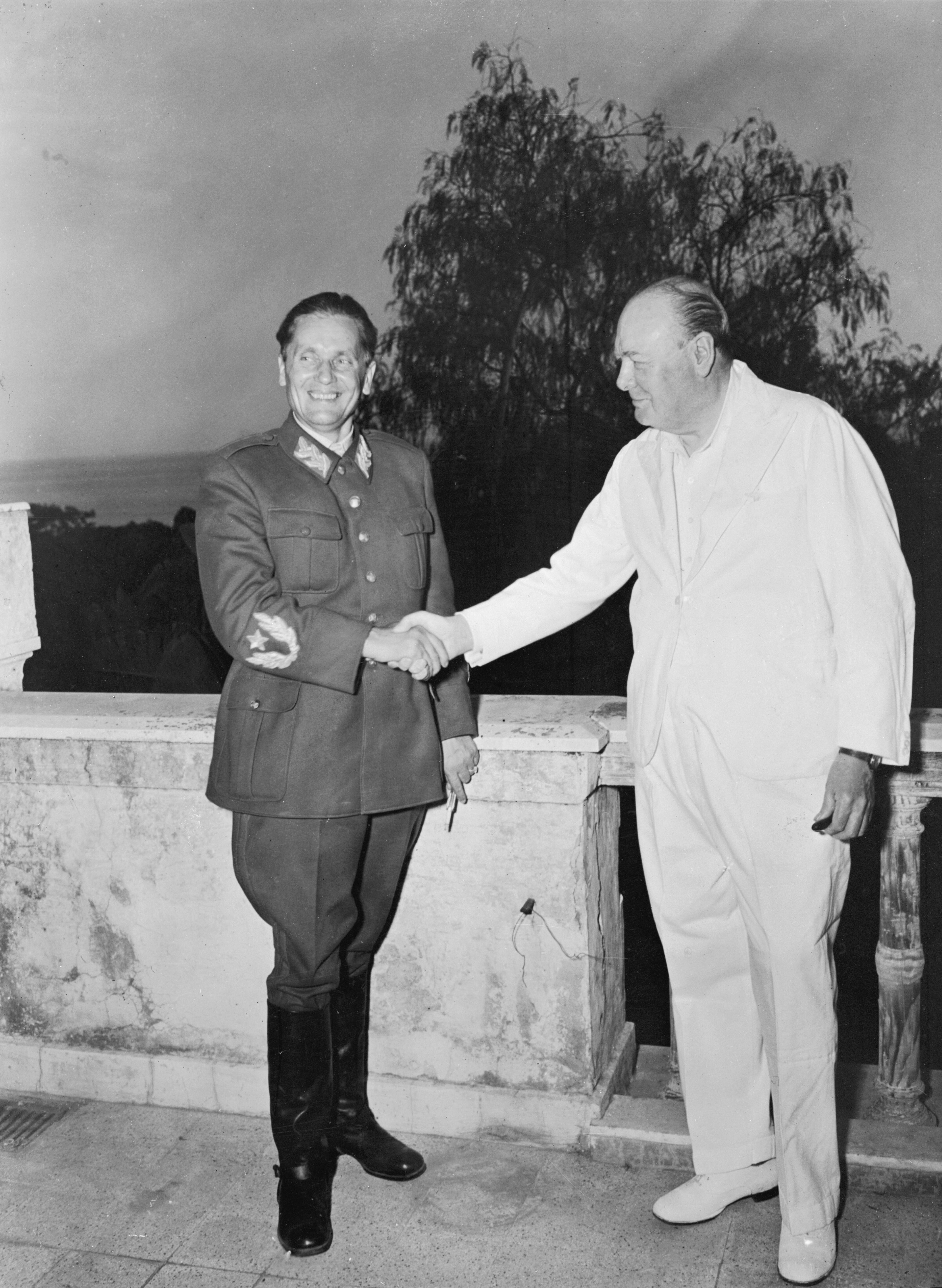
Tito i Winston Churchill w 1944 roku

Po wydaniu listów gończych, po raz pierwszy publicznie ukazał się wizerunek Tity. Posunięcie to nie okazało się dla hitlerowców korzystne, społeczeństwo po raz pierwszy zobaczyło bowiem twarz Tity i rozwiało to plotki negujące istnienie komunistycznego partyzanta. Znana jest wypowiedź pisarza i poety Ivo Andrića, który w rozmowie z profesorem Vasą Ćubrilovicią stwierdził: „Jak szlachetną twarz rewolucjonisty ma ten człowiek! Niemcy uczynili mu wielką przysługę, publikując jego wizerunek”. Tito stał się celem sił Osi w okupowanej Jugosławii. Niemcy mieli trzy okazje, by go zabić. W 1943 roku w operacji o kryptonimie Biały (Operation Weiß), następnie w operacji Wariant Czarny (Fall Schwarz), podczas której Tito został ranny 9 czerwca (ocalenie zawdzięczał swojemu psu) oraz 25 maja 1944 roku podczas akcji Skok konika szachowego (Unternehmen Rösselsprung) – desantu powietrznego w pobliżu sztabu dowodzenia partyzantów w Drvarze. Zamachy na niego i ofensywa osi związana była z możliwością inwazji alianckiej na Bałkany.

#### Uznanie międzynarodowe
Na początku czerwca partyzanci wysłali do Międzynarodówki Komunistycznej telegram, w którym zażądali, aby ZSRR wycofał swoje poparcie dla czetników. Partyzanci otrzymali odmowę – ZSRR nie mogło bowiem poddać krytyce lub zaprzestać wspierania sił lojalnych wobec rządu, z którym utrzymywali sojusz (królewski rząd jugosłowiański na uchodźstwie). Kolejny telegram Tito wysłał 21 czerwca, partyzanci czarnogórscy poinformowali w nim o zdradzie i kolaboracji prowadzonej przez czetników. 6–7 lipca treść telegramu została przedstawiona w radiu „Slobodna Jugoslavija”. 21 lipca przedruk telegramu umieszczony został w piśmie szwedzkich komunistów, „Ny Dag”. Po publikacji w szwedzkiej gazecie, przedruki ukazały się w gazetach obu Ameryk, Australii i w Nowej Zelandii (były to główne skupiska emigrantów z Jugosławii). Czetników skrytykował nawet biuletyn ambasady ZSRR w Londynie. 3 sierpnia ZSRR przekazał posłowi reprezentującemu Jugosławię notę, w której poinformował, że czetnicy to niemieccy kolaboranci. 5/6 sierpnia jugosłowiański rząd królewski Jugosławii na uchodźstwie złożył noty protestacyjne skierowane do USA i Kanady – stwierdził w nich, że tamtejsze gazety ciągle atakują ministra i generała Draźę Mihailovicia. W ostatnich dniach grudnia, przedstawiciel ZSRR w rozmowie z Anthonym Edenem poruszył kwestię kolaboracji czetników z siłami faszystów. 11 stycznia 1943 roku Anthony Eden zażądał od jugosłowiańskiego rządu królewskiego na emigracji, aby wymusił na czetnikach wstrzymanie walk przeciwko partyzantom i aby czetnicy rozpoczęli walkę przeciwko wojskom niemieckim.
Alianccy przywódcy zaprzestali popierać czetników, Brytyjczycy cofnęli poparcie dla nich nawet przed tym, gdy Sowieci oficjalnie uznali komunistów jugosłowiańskich za jedynego alianta w tym kraju, powodem decyzji Brytyjczyków była prowadzona przez czetników polityka kolaboracji. Król Jugosławii Piotr II i prezydent Franklin Roosevelt dołączyli do radzieckiego dyktatora Józefa Stalina w oficjalnym uznaniu Tity i jego partyzantów na konferencji w Teheranie. W wyniku tej reorientacji politycznej zachodnich aliantów partyzanci Tity zaczęli otrzymywać wsparcie także od nich. 17 czerwca 1944 roku na dalmatyńskiej wyspie Vis, podpisano „traktat z Vis” (viski sporazum, znany też jako Porozumienie Tito-Šubašić), który scalił rząd Tity z rządem na wygnaniu króla Piotra II. Partyzanci byli wspierani bezpośrednio przez alianckich spadochroniarzy przydzielonych do ich sztabu dowodzenia z brygadierem Fitzroyem Macleanem na czele, jednak współpraca między nimi a Titą była bardzo trudna. W czerwcu 1944 roku alianci powołali także Bałkańskie Siły Powietrzne, które startując z Włoch, udzielały wsparcia jugosłowiańskim bojownikom.
Jeszcze w czasie wojny doszło do pierwszych starć na linii Tito-Stalin. Jugosłowianie, wbrew zaleceniom ZSRR, odmówili nawiązania sojuszu z czetnikami, a nawet dochodziło do walk pomiędzy obydwoma ugrupowaniami. Pod koniec 1943 roku, wbrew postulatom Stalina, zorganizowany przez komunistyczny ruch oporu parlament w praktyce proklamował republikę i utworzył rząd tymczasowy. Sekretarz KW Międzynarodówki Komunistycznej, Dmytro Manujilski, informował o tym, że „Gospodarz [Stalin] jest niebywale wściekły. Uważa, że to cios w plecy ZSRR i decyzji podjętych w Teheranie”. Biurokracja stalinowska ZSRR nie chciała, aby w Jugosławii czy w innym kraju doszło do rewolucji, według strategii Moskwy najpierw do danego kraju musiały wkroczyć oddziały Armii Czerwonej a dopiero później miała tam powstać władza komunistyczna – miał to być gwarant utrzymywania w tym kraju kontroli ze strony ZSRR.
12 września 1944 roku, król Piotr II wezwał wszystkich Jugosłowian do uznania rządu Tity i stwierdził, że ci, którzy są przeciwnikami partyzantów są „zdrajcami”. W krótkim czasie Tito jako premier Jugosławii, został uznany przez wszystkie rządy alianckie (w tym rząd na wygnaniu). 28 września 1944 roku, radziecka agencja TAAS poinformowała, że Tito podpisał umowę zezwalającą wojskom radzieckim na wkroczenie na terytorium Jugosławii w celu pokonania sił Osi na północno-wschodnich obszarach Jugosławii. Pod koniec wojny partyzanci utworzyli regularną, liczącą 800 tysięcy żołnierzy armię. Wspomagani przez Armię Czerwoną partyzanci wyzwolili swój kraj w 1945 roku.
Komunistyczni partyzanci Jugosławii nawiązali też stosunki z partyzantami albańskimi. Na terenie Kosowa podzielonego na Albańczyków i Serbów działały bowiem nieprzychylnie wojskom Tity oddziały partyzanckie proalbańskie i wielkoserbskie (wzajemnie się zwalczały). Doradcą wojskowym albańskich komunistów został Blaźo Jovanović.

#### Sukcesy ruchu oporu
W maju 1942 roku pojawiły się pierwsze samoloty partyzantów – piloci Rudi Ćajavec i Franjo Kluz oraz mechanik Milutin Jazbec porwali z lotniska wojskowego hitlerowski samolot Potez-25. Dzień, w którym porwano samolot (15 maja) po wojnie uznany został za święto lotnictwa Jugosławii. W lecie utworzono marynarkę wojenną partyzantów, pierwszą bazą marynarki ustanowiono w Podgorze, a obok niej powstał też jej sztab. Flota partyzantów liczyła początkowo kilka łodzi i czółen uzbrojonych w karabiny maszynowe. Łodzie zostały wykorzystane podczas wyzwalania wysp adriatyckich. Łodzie wykorzystano w czasie głośnej akcji ratowania cywilnych mieszkańców wybrzeża dalmatyńskiego zagrożonego po włoskiej kapitulacji ofensywą niemiecką. Tysiące cywili z wybrzeża ewakuowanych zostało na wyspy, a następnie do Brindisi, skąd do Egiptu przetransportował ich polski okręt „Batory”. Naczelny Sztab i Tito przenieśli się do Glamoć w Bosanskiej Kraijnie. Na miejscu wyzwolono kolejne obszary. Po dotarciu do wybrzeży Adriatyku, bazę przeniesiono do Bihaća. Na wyzwolonych przez partyzantów obszarach przeprowadzono wybory lokalne (wyzwolone tereny liczyły już 1/5 terenów całej Jugosławii). Na początku 1942 roku utworzono pierwsze dywizje oraz korpusy. W czerwcu z rozkazu Broza powołano III, IV oraz V Brygady Proletariackie operujące w Czarnogórze i Sandźaku. Ruch partyzancki rozszerzył się na tereny całego kraju. Partyzanci toczyli z Niemcami regularne bitwy, zabijano kolaborantów. Wyzwalano coraz większe obszary Bośni i Hercegowiny. Na wolnych terytoriach wieszano flagi jugosłowiańskie z czerwonymi gwiazdami, a w urzędach portrety przywódców bloku alianckiego – Winstona Churchilla, Franklina Delano Roosevelta i Józefa Stalina. 1 listopada 1942 roku Tito utworzył Narodowo-Wyzwoleńcze Wojska Jugosławii – od tamtego czasu wojska Tity nie były już postrzegane jako ruch partyzancki, lecz armia. Na zjeździe 26–27 listopada delegaci partyzanccy zebrali się w miejscowości Bihać, na spotkaniu zapadła decyzja o utworzeniu quasi-rządu Antyfaszystowskiej Rady Wyzwolenia Narodowego Jugosławii. Przeciwko utworzeniu rządu zaprotestowało ZSRR, które poprzez Międzynarodówkę Komunistyczną wysłało notkę „nie tworzyć niczego, co byłoby przeciwstawne emigracyjnemu rządowi w Londynie”.
W armii Tity po raz pierwszy w historii krajów Jugosławii znalazły się kobiety, dołączały one do oddziałów bojowych, ale też pracowały jako kurierki i w tajnych drukarniach. Z bezpośredniej inicjatywy Tity utworzono Antyfaszystowski Front Kobiet. Na przełomie 1942 i 1943 roku Tito związał się z Davorjanką Paunović, choć ciągle żałował swojej rozłąki z Hertą.
W grudniu 1942 roku Tito opublikował artykuł przedstawiający wizję przyszłej Jugosławii. Artykuł ukazał się w gazecie „Proleter” stanowiącej organ komunistów Jugosławii. Tito odrzucił Jugosławię pełną antagonizmów narodowych i obiecał utworzenie Jugosławii wolnej od nacjonalizmu i zjednoczonej. Hasłem przewodnim tej wizji były zawołania „Smrt faśizmu – Sloboda narodu!” oraz „Bratstvo i Jedinstvo”.
W grudniu 1942 wojska komunistyczne liczyły 150 tysięcy żołnierzy. Walczyli oni przeciwko 930 tysiącom żołnierzy okupantów.

#### Operacja Weiss

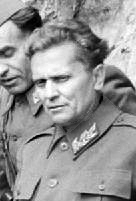
Tito w czasie II wojny światowej

20 stycznia 1943 roku doszło do czwartej ofensywy hitlerowskiej przeciwko partyzantom. Ofensywa ruszyła pod nazwą „Weiss”. Do walki z partyzantami ruszyło 130 tysięcy żołnierzy państw Osi. Pierwotnie ofensywa miała trwać do 24 marca, lecz przedłużyła się do kwietnia. Celem akcji była likwidacja Republiki Bihaćkej i ruchu partyzanckiego w Dalmacji, Kordunie i Chorwacji. Działania operacji rozpoczęły się w rejonie Kordunu. Przed ofensywą z terenów Chorwacji do Bośni uciekło około 80 tysięcy mieszkańców kraju. Już po pierwszym uderzeniu Niemcy wkroczyli na tereny Bośni. Przeciwko wojskom niemieckim w Bośni stanęło 20 tysięcy żołnierzy Tity. Naczelny Sztab podjął decyzję o ewakuacji partyzantów w kierunku Neretvy. Wraz z wojskami ewakuowany został Centralny Szpital, w którym przebywało wówczas cztery tysiące osób.
Ewakuację uniemożliwiały wojska czetników. Na prawym brzegu Mihailović wystawił przeciwko uciekającym partyzantom liczącą 18 tysięcy partyzantów armię czetnicką. Otoczeni przez Niemców, Włochów i czetników zdecydowali się na uderzenia na wojska włoskie. W starciach z Włochami udało się im zdobyć broń maszynową i artylerię oraz autobus który posłużył ewakuacji szpitala.
Do długich bitew doszło w dolinie Neretvy i Ramy. Jugosłowianie użyli przeciwko Niemcom haubic 120 mm. Na pomoc wycofującym się hitlerowcom stanęli czetnicy. Tito aby nie dopuścić do dotarcia czetników w rejon doliny nakazał wysadzić most żelazny w pobliżu Jablanicy, a sami partyzanci ruszyli do dalszej ewakuacji. Tito rozkazał rozmieścić na rzece drewniane kładki, które posłużyły do ewakuacji rannych i chorych. Na wieść o bitwie nad Neretvą i Ramą, pozostałe jednostki partyzanckie w całym kraju ruszyły do ataku na niemieckie formacje – celem tych akcji było zmuszenie Niemców do zaprzestania pościgu za ewakuowanymi Serbami. Wysadzano w powietrze tory kolejowe i mosty oraz organizowano zasadzki. Ewakuacja ponownie została wstrzymana po dotarciu nad Drinę. Na miejscu partyzanci stoczyli dwudniową bitwę z Włochami i czetnikami. Wojskom Tity udało się przepłynąć rzekę i zaatakować nieprzyjaciół z zaskoczenia. Po wygranej bitwie ranni i cywile rozeszli się po okolicznych wsiach, a wojska partyzanckie powędrowały w stronę wyzwolonych terenów. 17 kwietnia do Jugosławii przybyły trzy grupy komandosów kanadyjskich jugosłowiańskiego pochodzenia. Kanadyjczycy mieli zbadać doniesienia na temat kolaboracji czetników i wspomóc w walce wojska Tity. Wraz z komandosami do Jugosławii przybyli trzej przedstawiciele rządów USA i Wielkiej Brytanii. Pomoc Jugosłowianom obiecał też Komintern, według depeszy Międzynarodówki rząd Wielkiej Brytanii zgodził się zorganizować przerzut brytyjskich ochotników do Jugosławii, wśród ochotników znaleźć się mieli m.in. działacze Komunistycznej Partii Wielkiej Brytanii.

#### Ofensywa w Serbii, Macedonii i Kosowie
Po zakończeniu operacji Weiss, Sztab Naczelny Tity podjął decyzję o ataku partyzantów na Macedonię, Kosowo i południową Serbię. Ranni z bitwy pod Neretvą zostali rozmieszczeni w szpitalach polowych w Ćelebić. Niemcy wyprzedzili Jugosłowian i już w marcu zaplanowali nową akcję antypartyzancką. Ofensywa Niemców ruszyła pod nazwą „Schwarz” (czarny). Na wieść o ruchach wojsk niemieckich Tito zdecydował o przechodzeniu wojsk jugosłowiańskich na obszar Bośni. Naczelny Sztab ruszył w stronę Tjentiśte i Zelengory, Sztab został zaatakowany przez Wehrmacht przy udziale Luftwaffe i artylerii. Tito zadecydował, że wojska skupią się w trójkącie pomiędzy Neretvą a Sutjeską. Do ataku na trójkąt Neretva-Sutjeska ruszyły połączone dywizje kolaborantów (w tym czetników którzy co prawda już 11 maja dostali od rządu na uchodźstwie, instrukcję w której rozkazano aby zerwali oni współpracę z okupantami), Niemców, Bułgarów i Włochów. 15 maja do partyzantów dotarła depesza z ZSRR, w której poinformowano o likwidacji Kominternu, co zostało przeprowadzono oficjalnie „ze względu na radykalną zmianę sytuacji, jaka nastąpiła w czasie drugiej wojny światowej w układzie sił partii komunistycznych w różnych krajach, zwłaszcza walczących z hitleryzmem i faszyzmem”. W praktyce Komintern i jego działacze byli niewygodni w kontaktach ZSRR-Zachód. Tito był zszokowany decyzją o rozwiązaniu Międzynarodówki, lecz nie miał czasu na protesty – w tym samym momencie rozpoczęła się bitwa nad Sutjeską. Do walki przeciwko Jugosłowianom stanęło 127 tysięcy wojsk Osi, wojska Tity liczyły zaledwie 19 700 żołnierzy. Początkowo Tito chciał ewakuować się do centralnej Bośni, jednak zwiady partyzanckie natknęły się tam na silne oddziały niemieckie. Gdy partyzantom odcięta została droga ewakuacji, Tito zdecydował się o koncentracji wojsk w dolinie Sutjeski. Na pomoc partyzantom Brytyjczycy posłali majora Williama Stuarta i kapitana Williama Deakina. Najkrwawsze boje toczyły się od 6 do 8 czerwca. Po przełamaniu ofensywy Tito nakazał głównym oddziałom ewakuację do Sandźaku. Po przejściu na południe siły te miały oczyścić drogę ewakuacji dla rannych i Komitetu Wykonawczego Rady Antyfaszystowskiej. Sam Tito wraz z wiernymi mu oddziałami powędrował na północ. Celem tej operacji było odwrócenie uwagi Niemców, aby ci nie przypuścili szturmu na Sandźak. Tito przejął osobiste dowództwo nad Pierwszą Proletariacką Brygadą Szturmową. Brygada przełamała okrążenie 10 czerwca. W wyniku niemieckiego nalotu ranni zostali – William Deakin i Tito, na miejscu zginął William Stuart. Na skutek ran do organizmu Tity wdarła się gangrena gazowa.
W bitwie na skutek masakr niemieckich zginęło 1300 rannych partyzantów z Trzeciej Dywizji Proletariackiej. Niemcy zamordowali 30 lekarzy i 300 pielęgniarek. W starciach zginęło 6000 żołnierzy jugosłowiańskich. Po bitwie Tito wysłał do ZSRR dwie depesze, w pierwszej poinformował o przebiegu bitwy, a w drugiej o śmierci majora Stuarta. Opowieści o ciężkich bojach partyzantów dotarły do aliantów. Winston Churchill zdecydował o udzieleniu partyzantom większej pomocy finansowo-wojskowej. 27 czerwca do Głównego Sztabu NOV w Słowenii dostała się misja wojsk alianckich na czele z kanadyjskim majorem Williamem Johnsonem. Trzy dni po tym brytyjskie samoloty zrzuciły w Bośni ładunki z materiałami wybuchowymi i oddział komandosów. Tito wraz ze swoim sztabem przebywał w jaskini koło Kladanj. W tym czasie na terenie Chorwacji, Słowenii i Bośni ulokowanych było 20 dywizji ruchu oporu. W maju Tito podjął decyzję o nadawaniu stopni podoficerskich i oficerskich.

#### Po kapitulacji Włoch
10 lipca alianci wylądowali na Sycylii, a wojska włoskie szybko poddawały się wojskom sprzymierzonym. Na wieść o inwazji na Włochy, wielu żołnierzy włoskich poddawało się partyzantom tylko po to, aby powrócić do ojczyzny. 15 lipca odbyła się narada Komitetu Centralnego KP Jugosławii i Naczelnego Sztabu. Uzgodniono, że kierownictwo przeniesie się ze wschodniej Bośni do Bosanskiej Krajiny. Tito zwrócił się do ZSRR o pomoc wojskową, poprzez radzieckie radio „Slobodna Jugoslavija”. Wezwał też żołnierzy włoskich do poddania się i przejścia na stronę ruchu oporu. Sytuację partyzantów poprawiły wydarzenia z 25 lipca – wówczas Wielka Rada Faszystowska zdymisjonowała Benito Mussoliniego, a on sam został aresztowany. Zaskoczeni tą sytuacją Niemcy nakazali wysłanie do Jugosławii Grupy Armii F. W słoweńskiej Lublanie zorganizowano strajk generalny, który przerodził się w otwarte antywłoskie powstanie.
Rząd królewski na emigracji opracował „Plan Wyzwolenia Jugosławii” zakładający dokonanie desantu wojsk wiernych królowi na wybrzeżu adriatyckim i podjęcie akcji przeciwko okupantom, które miałyby przyćmić sukcesy Tity. Do realizacji planu jednak nie doszło, ponieważ alianci zachodni uznali te plany za nierealne i awanturnicze. Na skutek ingerencji państw zachodnich zdymisjonowano premiera rządu królewskiego, a nowym mianowano Boźidara Puricia. W Szwajcarii emigranci powołali Komitet Narodowego Wyzwolenia Jugosławii. Do Jugosławii z całej Europy napływały tysiące ochotników, a z Jugosłowian powoływano kolejne oddziały. Z wyzwolonej Wojwodiny przewożono do Bośni transporty zawierające odzież, leki czy żywność. Wszystkie te rzeczy przekazywane na rzecz ruchu oporu pochodziły z dobrowolnych darów ludności cywilnej przychylnej wobec partyzantów. Armia Tity coraz mniej przypominała partyzantkę, a coraz bardziej regularne wojsko. Tito ustanowił nawet odznaczenia wojskowe – Bohatera Narodowego, Partyzanckiej Gwiazdy, Wyzwolenia Narodowego, Za Odwagę i Za Dzielność.
Wraz z kolejnymi porażkami sił Osi na stronę partyzantów przechodziły całe jednostki kolaboranckie. W Zagorju na stronę ruchu oporu wraz z oficerami przeszedł cały Varadzinski Pułk Artyleryjski. W Slavonii z ochotników z Czechosłowacji powstał batalion „Jan Žižka”, ochotniccy niemieccy założyli batalion „Ernst Thalmann”, a węgierscy „Sándor Petőfi”. Tito przedstawił oddziałom włoskim w Słowenii dwa żądania: mają one zaprzestać zwalczania partyzantów i ruszyć do walki z nazistami lub też opuścić Jugosławię i przekazać broń oddziałom partyzanckim.
17 sierpnia w mieście Quebec w Kanadzie doszło do spotkania prezydenta USA i brytyjskiego premiera. Na spotkaniu omówiona została sytuacja na Bałkanach. Ustalono nową inicjatywę mającą pojednać komunistów i czetników – obydwie armie miały walczyć tylko na kontrolowanym przez siebie rejonie. Wielka Brytania zdecydowała się na przesłanie Jugosłowianom 40 samolotów z zapasami broni.
Włoska armia skapitulowała 8 września. Oddziały partyzantów rozbroiły Włochów na terenie Słowenii przy czym nie obeszło się bez walk komunistów ze słoweńskimi faszystami z Białej i Błękitnej Gwardii. Na ogół włoscy dowódcy odrzucali propozycje przejścia na stronę Jugosłowian. W przeciwieństwie do dowództwa, zwykli żołnierze i niżsi oficerowie włoscy ochoczo przyłączali się do ruchu partyzanckiego i rozpoczynali walkę z hitlerowcami. Z włoskich antynazistowskich ochotników sformowano batalion „Mateotti” oraz dywizję „Garibaldi”. Według Paolo Mieliego na Istrii gdzie dochodziło do walk etnicznych, partyzanci zabili około 5 tys. Włochów, a ich ciała wrzucali do krasowych gardzieli zwanych fojba.

#### Szósta ofensywa niemiecka
Dzięki kapitulacji Włochów w Słowenii powstało wolne terytorium, natomiast w regionach Primorja wybuchło powstanie narodowowyzwoleńcze. Wojsko jugosłowiańskie liczyło 20 dywizji ze 120 tysiącami ludzi. W tym momencie lider partyzantów rozważał potrzebę utworzenia Antyfaszystowskiej Rady Wyzwolenia Narodowego Jugosławii. Początkowo obawiał się, że jeśli utworzy tenże organ, zostanie oskarżany przez zachodnich aliantów i ZSRR o samowolę. We wrześniu przeciwko jego siłom Niemcy posłali 600 tysięcy żołnierzy, w tym kolaborantów. 19 września rozpoczęła się szósta ofensywa hitlerowska, która trwała do stycznia kolejnego roku. Dzień wcześniej Tito spotkał się z przedstawicielami zachodniej misji wojskowej (USA i Wielkiej Brytanii). Niemiecka ofensywa objęła tereny od Udine do Triestu, Lublany, Karlovaca i granicy z Chorwacją. Prawdopodobnie nowa ofensywa została zaplanowana i zatwierdzona przez samego Adolfa Hitlera. Niemcom wbrew przewidywaniom ich dowództwa nie udało rozbić się partyzantki, która po kapitulacji Włoch przejęła dużą liczbę broni i zaopatrzenia. Według relacji samego Tity w październiku, KPJ liczyła 20 tysięcy członków. Tito odrzucił projekt aliantów zakładający lądowanie w Jugosławii regularnej armii, argumentując to nierealnością militarną takowego planu. Jednocześnie lider komunistów zaprotestował przeciwko przekazaniu rządowi królewskiemu przez USA czterech bombowców „Liberator”. Zażądał również od aliantów, aby zwrócili im broń i okręty, które wojska Włoch zajęły dwa lata wcześniej.

#### Kontakty z ruchem oporu w Grecji i Albanii
Na jesieni 1943 roku utworzył Bałkański Sztab, na czele którego stanął. Sztab miał objąć dowództwo nad całym ruchem oporu w kraju. Tito wysłał do Macedonii, Metohii i Kosowa, Serba Svetozara Vukmanovicia Tempo mającego nawiązać kontakt z tamtejszym ruchem oporu i KPJ. Tempo zaproponował tamtejszym partyzantom uznanie Naczelnego Sztabu za jedynie dowództwo naczelne partyzantów na całych Bałkanach. Plan przyjęła większość dowódców. Plan poparli Albańczycy, natomiast Grecy stwierdzili, że Sztab powinien mieć kolektywne dowództwo składające się z czterech komisarzy i komendantów. Tempo obiecał Grekom, że Sztab wspomoże ich w walce przeciwko Brytyjczykom na wypadek, gdyby ci chcieli zachować swoje wpływy w kraju. Prawdopodobnie Grecy zawiadomili o tej obietnicy rząd ZSRR, który natychmiast udzielił Ticie reprymendy. Tito, nie chcąc utracić wsparcia aliantów, wysłał do Tempo depeszę, w której poinformował go o tym, że nie jest on już jego pełnomocnikiem, a Sztab nie zostanie utworzony. W tym samym okresie podchwycił on projekt lidera Albańczyków, Envera Hodży, który zakładał utworzenie po wojnie Federacji Bałkańskiej. Według powojennych wspomnień Tempo, plan obejmował utworzenie federacji obejmującej Grecję, Bałkany i część Turcji w Europie. Prezydentem tworu miał zostać Josip Broz. Pomysł ten zarzucono po ostrej interwencji Wielkiej Brytanii.

#### Kurs prozachodni

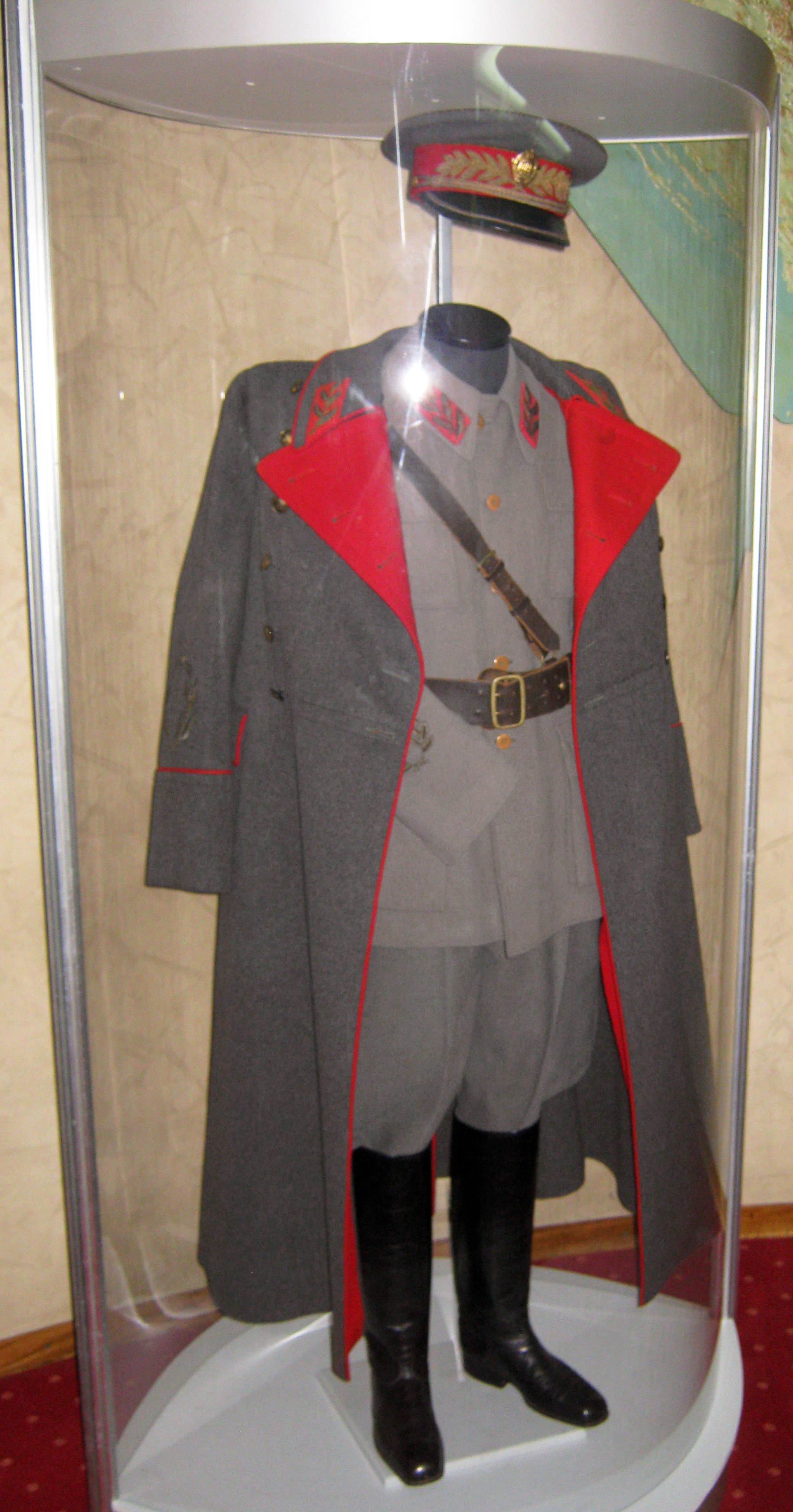
Mundur Tito jako marszałka

Po raz pierwszy od wybuchu wojny prasa w USA pozytywnie oceniła działanie ruchu oporu w wielonarodowym kraju. W połowie listopada New York Times napisał o tym, że siły titoistów jako jedyne walczą z okupantami na terenie Jugosławii. W małej miejscowości Jajce w Bośni odbyło się spotkanie delegatów Antyfaszystowskiej Rady Wyzwolenia Narodowego Jugosławii z całego kraju. Nie wszystkim uczestnikom udało się dostać na kongres z powodu obław organizowanych przez Niemców (z 286 delegatów udało się dotrzeć 142). W czasie spotkania powołano Narodowy Komitet Wyzwolenia Jugosławii stanowiący organ centralnej władzy państwowej. Delegaci zdecydowali o pozbawieniu rządu na emigracji praw reprezentacji narodu poza granicami, a królowi zakazano powrotu. Aby nie narazić się zachodowi, uzgodniono, że sprawa przyszłego ustroju kraju zostanie przesądzona przez naród już po wojnie. W kwestii nowej Jugosławii ustalono, że będzie to równouprawniona federacja narodów oraz zdecydowano o przyłączeniu do państwa spornych obszarów Przymorza Słoweńskiego, półwyspu Istria i miast chorwackich oraz wysp na Adriatyku zajętych przez Włochy. Powołano komisję do ścigania zbrodniarzy. Rada zdecydowała o wprowadzeniu obowiązku służby wojskowej dla mężczyzn od 18 do 50 roku życia (do armii ochotniczo wstępować mogły także i kobiety). W zamian za zasługi Tity w organizacji ruchu oporu i walce przeciwko Niemcom, Josip Vidmar (delegat ze Słowenii) zaproponował pozostałym uczestnikom nadanie Ticie stopnia marszałka, co spotkało się z aprobatą uczestników spotkania. W trakcie rady powstał jeden z najbardziej znanych portretów przedstawiających Broza, jego autorem był Boźidar Jakac. Spotkanie zaowocowało utworzeniem podwalin nowej Jugosławii, obsadzono stanowiska ministrów (informacji, oświaty, gospodarki, finansów, komunikacji, odbudowy gospodarki, polityki socjalnej, zaopatrzenia, lasów, minerałów, sądownictwa, spraw wewnętrznych i zagranicznych) oraz wicepremierów rządu. Prezesem rady ministrów został Broz. Oprócz tego funkcjonował parlament Jugosławii.
Wkrótce po spotkaniu partyzantów odbyła się konferencja teherańska, na której podjęto decyzję o zwiększeniu pomocy dla partyzantów – zwiększono zapasy zaopatrzenia, wysłano do kraju misję Armii Czerwonej oraz wsparto ich akcjami komandosów. Na konferencji nie rozstrzygnięto spraw zachodniej granicy kraju (Broz domagał się powiększenia obszarów Jugosławii). Aby wywalczyć sobie wpływy wśród Wielkiej Trójki, 27 listopada do Kairu wylecieć miał wysłannik Jugosłowian, sekretarz Związku Młodzieży Komunistycznej Jugosławii Ivo Lola Ribar. Ribar objął stanowisko specjalnego delegata Naczelnego Sztabu przy Dowództwie Sprzymierzonych. Przed startem samolotu doszło do niespodziewanego nalotu, w którym Ribar zginął. Tito powołał także agencję informacyjną, TANJUG – Telegraficzną Agencję Nowej Jugosławii na czele z Vladislavem Ribnikarem i Mošą Pijade. Do pomysłu wysłania misji jugosłowiańskiej do Egiptu, Tito powrócił w grudniu. Na jej czele tym razem stanął Vladimir Velebit. Velebit nawiązał pierwszy oficjalny kontakt z rządami sprzymierzonych. W tym miesiącu alianci, chcąc przetestować czetników, zażądali poprzez Wilsona, aby oddziały czetnickie w celu utrudnienia koordynacji hitlerowców, wysadziły dwa mosty kierujące na południe kraju. Czetnicy nie wywiązali się z tegoż rozkazu, przez co alianci nabrali przekonania, że czetnicy cały czas kolaborują z okupantami. Churchill w czasie pobytu w Kairze spotkał się z królem Jugosławii i emigracyjnym premierem Božidarem Puriciem. Churchill oznajmił im, że to titoiści są główną siłą Jugosławii oraz zażądał, aby rząd emigracyjny zerwał z czetnikami ze względu na prowadzoną przez nich politykę kolaboracji. Po tym, gdy rząd na emigracji utracił poparcie Brytyjczyków, jego przedstawiciele zwrócili się do ZSRR, jednak ambasador tego kraju po konsultacji z Moskwą oświadczył, że musi odmówić rządowi na emigracji. Według oficjalnego stanowiska Londynu król i Tito mieli się porozumieć i utworzyć wspólny front, jednocześnie wiedząc, że probrytyjski król nie ma już żadnego wpływu na sytuację w kraju. Rząd brytyjski starał się zachować swoje wpływy na politykę wewnętrzną Jugosławii – celem tej polityki miała być zgoda Broza na przeprowadzenie po wyzwoleniu wolnych wyborów. Brytyjczycy dalej uznawali rząd emigracyjny, lecz wycofali swoje poparcie dla czetników.
20 grudnia tego roku Gabinet Wojenny Wielkiej Brytanii zażądał, aby król Jugosławii wszedł do Sztabu Naczelnego partyzantów i utworzył wspólny rząd bez udziału lidera czetników. Na propozycję Brytyjczyków początkowo nie godził się sam Broz, siedem dni później w oświadczeniu ogłosił, że król przestanie być zwalczany jeśli odetnie się od czetników. W tym samym czasie sam Mihailović zgłosił chęć zakończenia ataków na partyzantów i rozpoczęcia rozmów z partyzantami (przy udziale obserwatorów z Wielkiej Brytanii), brytyjski wywiad uznając, że na porozumienie z czetnikami jest już zbyt późno, odmówił udziału w mediacjach między skłóconymi ugrupowaniami. Churchill zakończył też działanie misji wojskowej przy czetnikach. Gdy Churchill się rozchorował, Broz posłał mu telegram z życzeniami powrotu do zdrowia, a mile zaskoczony premier nakazał swojemu ministrowi zagranicznemu, aby ten zażądał od Puricia ostatecznego zerwania kontaktów z czetnikami. Ówczesny niechętny Ticie minister Anthony Eden, apelował u premiera, aby ten zażądał od Tity gwarancji na przeprowadzenie rozmów z królem. Między premierem a ministrem rozpoczął się krótkotrwały spór, który zakończył się po tym, gdy pod pretekstem podziękowań za życzenia, Churchill wysłał do Tity list, w którym zapewnił go, że Wielka Brytania nie będzie wpływać na skład powojennego rządu. List do przywódcy partyzantów wręczyła brytyjska ekspedycja, która w Jugosławii wylądowała 20 stycznia 1944 roku. W skład ekspedycji wchodził syn premiera Wlk. Brytanii Randolph Churchill. Ekspedycja miała też wymusić zgodę na powrót do Jugosławii króla oraz załagodzić konflikt z czetnikami.
Na tamten moment Tito spodziewał się, że w Jugosławii wyląduje wierna rządowi emigracyjnemu armia (a zatem nieprzychylna komunistom) wsparta przez polskie oddziały Władysława Andersa, jak się jednak okazało misja ta nie powiodła się, gdyż piloci jugosłowiańscy okazali się zajmować nieprzychylne rządowi emigracyjnemu stanowisko protitoistowskie. Na koniec stycznia zwołano KC KPJ, delegaci wysłali list do liderów partii w całym kraju, w którym prosili o zmianę nastawienia do USA i Wlk. Brytanii w prasie partyjnej. Nowy kurs zakładał pozytywny stosunek do aliantów zachodnich, równocześnie zabroniono wychwalania ZSRR. Zamiast obszernych informacji o działaniach na froncie radzieckim pojawić się miały informacje o walkach na pozostałych frontach, natomiast gazetki lokalne miały zająć się jedynie sprawami centralnymi, zostawiając kwestie międzynarodowe pismom centralnym. W lutym Broz zaproponował Brytyjczykom kilka warunków dt. współpracy z Piotrem II – rząd na emigracji zostanie rozwiązany, generał Mihailović zostanie poddany do dymisji, alianci uznają partyzanckie struktury władzy, a sam monarcha zaakceptuje decyzje II spotkania Rady Antyfaszystowskiej. Pod koniec miesiąca Churchill w czasie debaty parlamentarnej wyraził uznanie dla walczących z Niemcami Jugosłowian, a Titę określił jako sławnego lidera. Premier stwierdził, że jest gotów zgodzić się na warunki Tity, jeśli ten zgodzi się na powrót króla do kraju i utworzy z nim rząd (hipotetycznym premierem miał być Tito). W tym samym miesiącu przez Egipt, Algierię i Włochy do Jugosławii dotarła misja wojskowa ZSRR na czele z Nikołajem Korniejewem. 27 lutego przybyła misja USA z Richardem Vilem.

#### Ponowne przyjęcie kursu proradzieckiego
W zimie 1944 roku wybuchł kolejny konflikt na linii partyzanci-rząd na emigracji. Po tym, gdy Broz dowiedział się, że rząd chce rozporządzać depozytem finansowym Narodowego Banku Jugosławii, wysłał on swoje zastrzeżenia do banków w Rio De Janeiro i w Ankarze oraz do rządu Wielkiej Brytanii. Broz zastrzegł, że rząd na emigracji nie ma prawa do rozporządzania depozytami, a jedyne prawo ma do tego Narodowy Bank działający na obszarach wyzwolonych przez partyzantów. Interwencję partyzantów jako jedyny uznał bank z Brazylii, który zablokował 11250 tysięcy dolarów. Po kryzysie Churchill zwołał naradę rady ministrów poświęconą Jugosławii. Premier zaproponował utworzenie nowego rządu na emigracji i zmianę przywódcy czetników – miało się to odbyć poprzez zamach stanu wewnątrz armii czetników. Po namowach Brytyjczyków, Piotr II zdecydował, że rząd na emigracji zostanie zastąpiony przez mniej liczny rząd, którego członkowie akceptowani będą przez Broza. Tito mimo pewnych ustępstw utracił zaufanie do Brytyjczyków i ponownie zwrócił się po pomoc do ZSRR, tym razem poprosił o wsparcie dla dywizji walczących w Zlatiborze. Jak pisał w liście do Dymitrowa Naszym zdaniem Anglicy nas sabotują i nie dają zaopatrzenia tym dywizjom, ponieważ one przechodzą do Serbii i walczą nie tylko przeciwko Niemcom, ale i żołnierzom Nedicia i czetnikom Mihailovicia. 18 marca na pomoc Ticie do Słowenii przybyli sowieccy doradcy Nikołaja Patralcewa. Powodem tej zmiany były nieczyste zagrywki brytyjskiego wywiadu – służby miały doradzać królowi Piotrowi, aby ten nie odwoływał rządu. Następnie zażądał on od Brytyjczyków odesłania do kraju Chorwatów i Słoweńców, którzy po tym, gdy zostali przymusowo włączeni do armii włoskiej znaleźli się w alianckich obozach jenieckich. Kolejnym krokiem było wysłanie depeszy, w której poinformował on brytyjskiego premiera o tym, że nie zgodzi się na powrót do kraju monarchy w celu utworzenia rządu koalicyjnego, w zamian za to zaproponował, aby Piotr powrócił do kraju i wstąpił do lotnictwa partyzanckiego, przez co miałby odkupić swoje winy jakie miał wyrządzić Jugosłowianom. Aby uspokoić partyzantów minister spraw zagranicznych Eden zgodził się, aby premierem rządu emigracyjnego został umiarkowany Ivan Śubaśić.

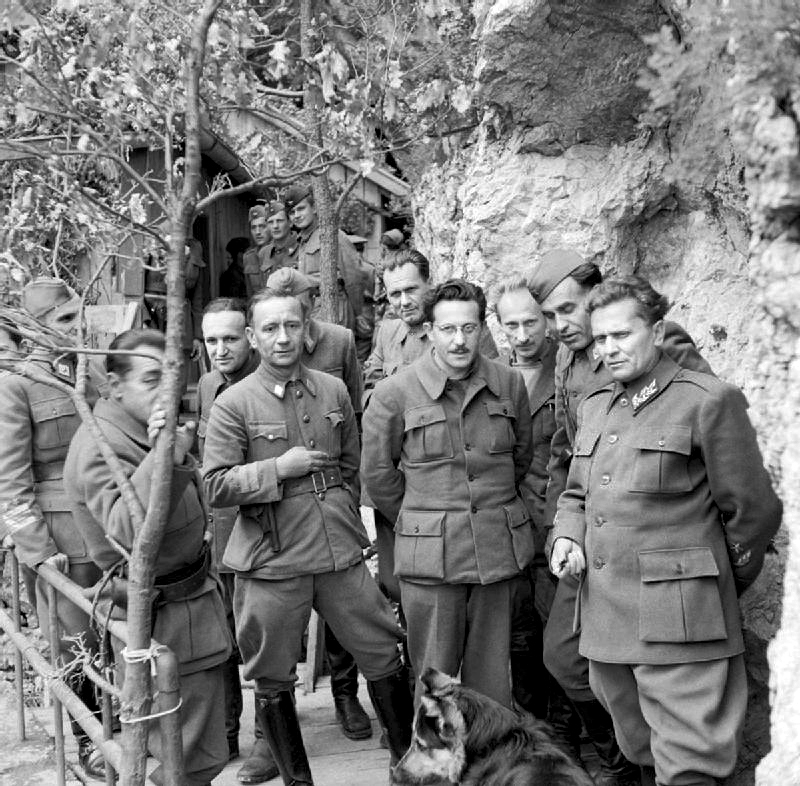
Tito w 1944 roku

W czasie trwania sporu hitlerowcy rozpoczęli kolejną ofensywę, w której zajęli wybrzeże Adriatyku, a jedyną wolną enklawą pozostała wyspa Vis (dzięki wsparciu brytyjskiej floty), celem akcji było uniemożliwienie zachodnim aliantom przeprowadzenia desantu. Niemcy wzmogli terror – palili całe wioski, masowo mordowali zakładników. W związku z klęską głodu Tito wysłał telegram do UNRRA, w którym poprosił o zwiększenie dostaw dla cywili, zyskał jednak odmowę, UNRAA stwierdziła, że może uwzględnić wyłącznie prośby premiera rządu na emigracji (a ten nie skierował prośby). Choć zachód nie dostarczył pomocy cywilnej, zgodził się zwiększyć dostawy sprzętu wojskowego. W rozmowie z Agencją Associated Press marszałek zapowiedział utworzenie gospodarki planowanej. Stosunki zagraniczne miały bazować na dobrych kontaktach z USA, ZSRR i Wielką Brytanią, przy czym twierdząc, iż Doświadczenie z przeszłości pokazuje, jak wiele i jak drogo płacił naród Jugosławii za to, że obce mocarstwa mieszały się do jego wewnętrznej i zagranicznej polityki. Doprowadzało to do międzynarodowych komplikacji, starć i wreszcie wojny zapowiedział, że Jugosławia będzie prowadziła niezależną politykę.

#### Bitwa o Drvar
Od stycznia przebywał w Drvar w Bośni. W maju w miejscowości odbył się II Kongres Zjednoczonego Związku Antyfaszystowskiej Młodzieży Jugosławii, a po jego rozwiązaniu szkolenia i obchody urodzin marszałka. W Kongresie udział wzięło kilkaset delegatów (234 dziewczyn i 582 chłopców), wśród nich znaleźli się też obcokrajowcy m.in. Polak. Pozostałe kryjówki znajdowały się w jaskini w pobliżu Batastasi i na zboczach Gradiny, gdzie w tamtejszą jaskinię wbudowano barak. Z tych trzech kryjówek Tito najczęściej przebywał w jaskini w Bastasi, gdzie oprócz niego przebywali pozostali członkowie Sztabu, KC oraz przedstawiciele misji wojskowych aliantów. W tym czasie funkcjonowały dwie radiostacje – radziecka i jugosłowiańska „Slobodna Jugoslavija” (wychodził też dziennik pod tą samą nazwą). Już w kwietniu informowano o możliwym ataku hitlerowskim na Drvar, natychmiast do ochrony regionu wysłano trzecią brygadę VI Dywizji Lickiej. Na początku maja alianci zniszczyli szybowce desantowe nadesłane przez hitlerowców. W Drvarze pozostawiano tylko liczący 300 partyzantów batalion ochrony Sztabu, a resztę brygady oddelegowano. Jak się okazało był to celowy manewr Hitlera, który przewidział decyzję partyzantów i zdecydował o wysłaniu na Drvar silnej armii mającej zabić Titę. Za zabicie Tity odpowiadać miał Himmler. Himmler przygotował atak wraz z Lotharem Renduliciem, któremu oddał swój 500 batalion spadochronowy SS. Oddziały SS i grupy powietrznodesantowe wsparte miały zostać przez czetników. Łącznie w ataku na Drvar uczestniczyć miało 40 tysięcy żołnierzy niemieckich. Do szczegółowego poznania planów Tity, Niemcy wykorzystali dezertera z oddziału partyzanckiego. Według planu już po wylądowaniu desantu w celu zabicia lub pojmania Tity miało zostać wysłanych kilka grup, które miały również zdobyć dokumenty. Inna z grup zająć się miała rozbiciem radzieckiej misji wojskowej, a jeszcze inne misją brytyjską i amerykańską. Kwaterę Tity zdobyć miał oddział SS-manów „Pantera”. Operacja rozpoczęła się 25 maja z samego rana, Tito do Drvaru przybył 24 na zorganizowane przez organizację młodzieżową obchody swoich urodzin. Zaskoczeni Jugosłowianie dysponowali nielicznym garnizonem złożonym ze starszych wiekiem partyzantów. Na korzyść partyzantów wpłynęło położenie terenu – kilka z samolotów rozbiło się na nierównościach, a część żołnierzy zginęła w katastrofie. Partyzanci nie stawiali oporu, zamiast tego skryli się w pobliskich górach, a Tito wraz ze współpracownikami opuścił jaskinię, w której mieszkał. W tym czasie Niemcy mozolnie przeszukiwali miejscowość w poszukiwaniu dowódców partyzantki i alianckich doradców. Niemcy dowiedzieli się, w którą stronę wycofali się partyzanci i ruszyli za nimi w pościg. SS-manów zatrzymał oddział partyzantów jugosłowiańskich i polskich na czele z Aleksanderem Rankovićem. Aby załamać partyzantów SS-mani porwali z Drvaru grupę dziewcząt i ustawili je przed sobą jako żywe tarcze. W chwili gdy Niemcy zbliżyli się wystarczająco blisko do partyzantów, dziewczęta padły na ziemię, a partyzanci zasypali SS-manów gradem kul skutecznie rozbijając grupę prowadzącą pościg. Na pomoc Drvarowi przybyła trzecia brygada VI Dywizji Lickiej oraz uczniowie miejscowej szkoły oficerskiej. Odsiecz powiodła się, a partyzantom udało się zabić większość SS-manów, partyzanci wycofali się na rozkaz Tito po tym, gdy w kierunku miasta Niemcy skierowali oddziały pancerne. Bitwa o Drvar okazała się dla hitlerowców jedynym w historii II wojny światowej nieudanym desantem powietrznym. Niemcy ponieśli olbrzymie straty – zginęło tysiąc żołnierzy, a dwa tysiące zostało rannych, dla porównania Jugosłowianie stracili jedynie dwustu partyzantów, a rannych zostało czterystu innych. Jedynym sukcesem Niemców okazało się zdobycie munduru Tity, który następnie został pokazany na wystawie w Wiedniu.

#### Pobyt na Visie
Atak na Drvar rozpoczął VII ofensywę antypartyzancką. Wycofujący się Tito nawiązał kontakt z aliantami, dzięki czemu w Kupresie samoloty Brytyjczyków zrzuciły mu zaopatrzenie, utracono natomiast kontakt z resztą oddziałów. Na skutek namów delegatów misji z Wielkiej Brytanii i ZSRR, Tito zdecydował się na opuszczenie ogarniętego walkami regionu i wycofanie się na bezpieczniejsze tereny. Alianci zaproponowali mu wyjazd do Włoch, jednak Broz nie zgodził się na wyjazd z kraju, ostatecznie przez wieś Ravno, gdzie urządzono lotnisko, wycofał się na wyzwoloną wyspę Vis. Ewakuację przeprowadził radziecki pilot, major Aleksander Szornikow. Początkowo Tito wraz ze sztabem udał się do Włoch, po czym na okręcie brytyjskim udał się na Vis. Vis do czasu wyzwolenia Belgradu stała się kwaterą główną Sztabu. Alianci dostarczyli na wyspę 10 ton benzyny, 10 tysięcy karabinów, 100 ton amunicji i 10 ton leków i opatrunków. Broz zamieszkał w jaskini wykutej w skale, skąd wydawał rozkazy partyzantom działającym w kraju. USA w kwestii Jugosławii zostawiło wolną rękę Brytyjczykom i Sowietom. W chwili gdy alianci zajęli Rzym i Normandię, nad Jugosławią działalność rozpoczęły Bałkańskie Siły Lotnicze (uczestniczyli w nich piloci z Wlk. Brytanii, USA, Polski, Grecji, Włoch i Jugosławii). Wykorzystując pobyt Tity na wyspie, Churchill szykował plan przerzucenia Piotra II do Jugosławii. Według planów to Piotr II miał zostać liderem czetników, a Tito miał wyrzec się komunizmu, co miało pozwolić na wciągnięcie do partyzantki kilku tysięcy Serbów, którzy nie akceptowali komunizmu. 24 maja Piotr II zdymisjonował lidera czetników.
Umiarkowany premier królewski Śubaśic spotkał się z liderem komunistów 14 czerwca. W wyniku ich porozumienia do rządu londyńskiego dołączyło trzech krajowych ministrów, ustalono też, że żaden z ministrów tego rządu nie może być byłym kolaborantem bądź uczestnikiem walk z partyzantką. Po spotkaniu Śubaśić uznał Ruch Narodowo-Wyzwoleńczych, natomiast Tito nawiązał oficjalne stosunki z rządem emigracyjnym. Odtąd głównym celem Śubaśica stała się organizacja pomocy żywieniowej dla mieszkańców kraju. Śubaśić przedstawił Ticie kolejne żądanie, zaproponował, by Tito spotkał się z Źivkiem Topaloviciem – liderem Centralnego Narodowego Komitetu znajdującego się pod kontrolą czetników, Tito odmówił negocjowania z czetnikami i włączenia ich do rządu. Wkrótce do rządu dołączyło dwóch polityków z nadania Broza. Rozmowy przerwano po protestach promonarchistycznych polityków serbskich w Londynie i protitoistowskich działaczy ludowych ze Słowenii i Chorwacji. Następnie skierował się na pozostałe kraje półwyspu, w liście do Dymitrowa skrytykował bierną jego zdaniem postawę komunistów w Bułgarii i Grecji. W liście poruszył on też temat Macedończyków nie uznawanych za naród ani przez Grecję, ani przez Bułgarię. Marszałek pochwalił jedynie Albanię, w której jego zdaniem sytuacja rozwijała się pomyślnie.
Pod koniec lipca USA i ZSRR uznały koalicyjny komunistyczno-monarchistyczny rząd Śubaśicia, Wielka Brytania obiecała uznać tenże rząd i przekazać Jugosławii należące do niej okręty, jeśli partyzanci nawiążą rzeczywistą współpracę z rządem króla. 6 lipca w Casercie Tito spotkał się z marszałkiem polnym Wilsonem, Tito poprosił marszałka polnego o dostarczenie mu czołgów i artylerii, w Neapolu spotkał się natomiast koło jeziora Bolzano z Haroldem Alexandrem. Na spotkaniu z Churchillem Tito poruszył m.in. temat przyznania Jugosławii Przymorza Słowenii i Istrii, Churchill zapowiedział, że sprawa ta rozstrzygnięta zostanie na konferencji pokojowej. W sierpniu na Vis przybył premier Śubaśić, zgodził się on na uznanie partyzanckich organów władzy w deklaracji nowego gabinetu królewskiego, a ponadto umieścił w niej apel o wspólną walkę przeciwko Niemcom pod przywództwem marszałka. Śubaśić poparł rozszerzenie Jugosławii na tereny zachodnie.

### Wyzwolenie kraju
Pod koniec lata Niemcy ponosili znaczne straty na Ukrainie, a na stronę aliantów przeszła Rumunia. Rozentuzjazmowani dowódcy partyzantów ruszyli do zorganizowanych ataków na pozostałe w kraju siły okupacyjne, często ponosząc przy tym dotkliwe straty w ludziach. Broz zaapelował do oficerów, aby atakowali siły Osi w sposób bardziej rozważny, gdyż wojna może się przedłużyć, a straty w ludziach nie są Jugosławii potrzebne. 29 sierpnia Śubaśić wydał dekret, w którym założono, że jedynym dowódcą sił walczących z Niemcami jest Tito, w rezultacie Mihailović został zdymisjonowany i przeszedł na emeryturę. Po dymisji w szeregach oddziałów czetnickich wybuchło wielkie zamieszanie, Tito wykorzystał tę sytuację i ogłosił amnestię dla niektórych członków kolaboracyjnych formacji wojskowych w tym czetników czy domobranów chorwackich i słoweńskich, warunkiem było przejście na stronę ruchu oporu, terminem granicznym był 15 września tego roku, amnestia objęła również oficerów, którzy mogli zachować swoje stopnie wojskowe (jeśli tylko nie mieli na sumieniu zbrodni wojennych). Osoby, które nie skorzystały z oferty zostały uznane za zdrajców i kolaborantów i zazwyczaj były sądzone przed trybunałami wojskowymi. Na stronę Broza przeszły całe oddziały zazwyczaj razem z ich dowódcami i pełnią ekwipunku. Po amnestii Niemcy stracili część wiernych oddziałów, zdecydowali więc o wysłaniu na Bałkany jeszcze większej liczby żołnierzy i obstawili drogi z północy na południe. Tito chcąc wyzwolić kraj przed wkroczeniem do niego Armii Czerwonej, nakazał niszczyć szlaki komunikacyjne i atakować na masową skalę oddziały nieprzyjaciela. Marszałek licząc na to, że odwlecze wkroczenie do kraju Armii Czerwonej poprosił ZSRR o dostarczeniu mu czołgów i zaopatrzenie, które miałoby trafić do partyzantów poprzez Rumunię. 6 września w obliczu wkroczenia Armii Czerwonej do kraju Tito wydał rozkaz o nawiązaniu łączności ze stroną radziecką. Jak się okazało jeszcze tego samego dnia do Serbii wkroczył 3 Front Ukraiński.
Wraz z wyzwoleniem kraju, Śubaśić zaproponował utworzenie nowego rządu komunistów i monarchistów. Jego pomysł poparł brytyjski minister spraw zagranicznych, który obawiał się, że jeśli nie dojdzie do zawarcia porozumienia krajowi grozi wojna domowa. Gdy marszałek dowiedział się o propozycji rządu emigracyjnego, nakazał odwołanie Antyfaszystowskiego Zgromadzenia Wyzwolenia Narodowego zwołanego przez działaczy z Serbii. 9 września na stronę aliantów przeszła Bułgaria, w której doszło do powstania, w wyniku którego obalono tamtejszy reżim carski i utworzono rząd składający się z komunistów. Równocześnie Niemcy ewakuowali się z Grecji – Tito wydał rozkaz atakowania wycofujących się jednostek i uniemożliwiania im zajmowania obiektów jugosłowiańskich. W czasie przeglądu wojsk Tito wygłosił przemowę, w której zawarł m.in. słowa: Dzięki naszej walce nasi bracia w Istrii, Słoweńskim Przymorzu i Karyntii muszą być i będą wyzwoleni, będą swobodnie żyć w swojej nowej ojczyźnie ze swymi rodakami. To jest pragnienie nas wszystkich, to jest ich pragnienie. My cudzego nie chcemy, ale swego nie damy!, w których jasno domagał się rewizji granic na niekorzyść Austrii i Włoch, słowa te były powtarzane przez kolejne dwa lata niemal jako hasło narodowe. Hasło to zostało skrytykowane jedynie przez Macedończyków, którzy poczuli się niedocenieni – Tito nie wymienił w przemowie spornych Macedonii Piryńskiej i Egejskiej należącej do Grecji i Bułgarii, Tito tłumaczył się, że w tej sytuacji politycznej nie chce wiązać się w konflikt z południowymi sąsiadami, lecz w odpowiednim momencie powróci do tego problemu. Równocześnie tępił dążenia separatystyczne we własnym kraju, skrytykował utworzenie Telegraficznej Agencji Chorwacji twierdząc, że jedyną oficjalną agencją jest ogólnokrajowa TANJUG.
Vis opuścił 19 września i udał się poprzez Rumunię do Moskwy, gdzie po raz pierwszy w życiu spotkał się z Józefem Stalinem. Stalin obiecał Ticie dostarczenie mu dywizji albo całego korpusu pancernego. 28 września we wspólnym komunikacie Agencji TASS i TANJUG ogłoszono, że armia ZSRR wkroczy na tereny przy granicy Jugosławii z Węgrami w celu rozbicia tamtejszych oddziałów niemieckich i wiernych kolaboracyjnemu reżimowi strzałokrzyżowców. ZSRR zapewniło też, że po rozbiciu wojsk niemieckich na Węgrzech opuści tereny Jugosławii. Decyzję Jugosłowian skrytykowali alianci zachodni. Po powrocie do Jugosławii udał się do Vrśac w Serbii. W nocy z 15 na 16 października do Valjeva udały się organa władzy przebywające dotychczas na wyspie Vis. 6 października do kraju wkroczyła I brygada jugosłowiańska utworzona na terenie ZSRR. Na konferencji alianckiej w Moskwie (9-17), premier Wielkiej Brytanii zaproponował dyktatorowi ZSRR podział stref interesów na Bałkanach, ZSRR miało uzyskać 90% przewagę w Rumunii, Wielka Brytania 90% w Grecji, ZSRR 75% w Bułgarii natomiast Węgry i Jugosławia po 50%. Stalin i Churchill zgodzili się na wspólne prowadzenie wewnętrznej i zewnętrznej polityki jugosłowiańskiej. Ministrowie spraw zagranicznych Wielkiej Brytanii i ZSRR (Wiaczesław Mołotow i Eden) skierowali list do Tity i premiera na emigracji, w której zażądali od nich utworzenia wspólnego rządu.
Broz połączył dziewięć dywizji, które wspólnie ruszyły w stronę stolicy kraju, Belgradu który Niemcy zmienili w twierdzę. W przeddzień bitwy Tito odwołał spotkanie z premierem rządu emigracyjnego i ostro skrytykował pretensje aliantów zachodnich związane z jego wizytą w ZSRR. Bitwa o stolicę rozpoczęła się 14 października a wojskom jugosłowiańskim na pomoc przybyła Armia Czerwona. Przeciwko wojskom Tity stanęło 30 tysięcy żołnierzy hitlerowskich posiadających 70 czołgów, samochodów pancernych i aż 400 dział. Przeciwko hitlerowcom stanęło 55 tysięcy żołnierzy jugosłowiańskich i radziecki korpus zmechanizowany. Niemcom na pomoc ruszyła armia licząca 30 tysięcy żołnierzy. Bitwa o ulice miasta trwała sześć dni, żołnierzy partyzanckich wspomogli cywile. Część żołnierzy musiała się wycofać z ulic miasta i stanąć do walki z 30 tysięczną armią która przyszła na pomoc garnizonowi miejskiemu. Dzięki wsparciu artylerii i czołgów armia niemiecka została rozbita, a 20 października miasto było już wolne. W krwawej bitwie poległo tysiąc żołnierzy ZSRR i trzy tysiące żołnierzy Jugosławii. Z drugiej strony zginęło lub trafiło do niewoli aż 25 tysięcy Niemców, którzy utracili zapasy broni pancernej i żywności. Połączone oddziały jugosłowiańsko-sowieckie wyzwoliły miasto Niś, tym samym zablokowały one odwrót Grupy Armii E wycofującej się z Grecji do Rzeszy. 16 marszałek podpisał umowę z Fiodorem Tołbuchinem na mocy której pod dowództwo Jugosławii przeszła sowiecka grupa lotnicza „Witruk”.
Przywódca Jugosławii do Belgradu udał się 25 października i na miejscu utworzył tam kwaterę Sztabu Naczelnego. 27 października na Banijcy odbyła się defilada wojsk biorących udział w wyzwoleniu miasta. Wkrótce do stolicy przybył Śubaśić, a Tito otrzymał listy gratulacyjne od przywódców alianckich. Śubaśić podpisał z marszałkiem kolejne porozumienie mocy której Jugosławii zagwarantowano reprezentację w szeregach utworzonej po wojnie ONZ. Na spotkaniu uzgodniono, że do kraju monarcha nie powróci aż do czasu gdy wypowie się o tym naród jugosłowiański, a do czasu jego powrotu władzę sprawować będą namiestnicy powołani przez Titę i Śubaśicia. Na początku kolejnego miesiąca marszałek utworzył elitarną Brygadę Gwardyjską Naczelnego Sztabu oraz kilka innych jednostek odpowiedzialnych za obronę ambasad, instytucji KPJ i Sztabu Naczelnego. Jednostki te przetrwały do końca istnienia Jugosławii i działały pod nazwą Titova Garda. W połowie miesiąca w Belgradzie zwołano spotkanie Wielkiego Antyfaszystowskiego Zgromadzenia Narodowego Wyzwolenia Serbii w którym osobisty udział wziął sam marszałek. Na spotkaniu wybrano parlamentarzystów i robocze organa grupy. Na spotkaniu Tito odznaczony został Orderem Bohatera Narodowego. Jeszcze wówczas Brytyjczycy licząc na uratowanie swoich wpływów na sytuację w Jugosławii szykowali projekt desantu na wybrzeże Adriatyku. Brytyjscy żołnierze wylądowali jedynie w Dubrowniku, gdzie chronić mieli artylerię. Gdy marszałek dowiedział się, że Brytyjczycy ratują kolaborantów – ustaszy i czetników – zdecydował, aby władzę w mieście objął jugosłowiański II Korpus. W grudniu rząd emigracyjny i krajowy ustaliły, że wybory odbędą się w przeciągu trzech miesięcy, a do czasu ich przeprowadzenia władzę obejmie Rada Antyfaszystowska. Dalej toczyły się walki na północy kraju, szczególnie ciężkie na Froncie Sremskim, a w kraju przebywała Armia Czerwona z którą Tito miał problemy – żołnierze niekiedy dokonywali ataków rabunkowych na cywili oraz gwałcili jugosłowiańskie kobiety. Tito powrócił do tego problemu trzydzieści lat później gdy w czasie uroczystości z okazji wyzwolenia stolicy w obecności marszałków z ZSRR stwierdził: nie mogę sobie darować, że zgodziłem się na wejście Armii Czerwonej do naszego kraju... Do końca roku na wyzwolone obszary z pomocą UNRRA dostarczano żywność i rozdzielano zwierzęta hodowlane, a KPJ umocniła swoją władzę lokalną.

### Powojenna Jugosławia

#### Kształtowanie się niepodległej Jugosławii
Jugosławia jako jedyny kraj w Europie zdołała wyzwolić się samodzielnie. Na początku zimnej wojny Jugosławia znalazła się w bloku wschodnim, lecz jako jedyna z ówczesnych państw nie była państwem uzależnionym od ZSRR. Po wyzwoleniu kraju Tito cieszył się masowym poparciem społeczeństwa i traktowany był jako wyzwoliciel Jugosławii. Na początku roku marszałek utworzył trzy armie, które zasiliły Wojska Narodowo-Wyzwoleńcze. Na tamtą chwilę wyzwolone zostały tereny południowej Jugosławii – Macedonii i Czarnogóry. Choć niemal cały kraj znajdował się w rękach titoistów, Piotr II nie zaakceptował porozumienia między Tito a rządem na emigracji. Widząc nieugiętość króla, a przy tym skierowane przeciwko niemu protesty organizowane w Jugosławii z inicjatywy KPJ (na polecenie marszałka), Brytyjczycy zaprzestali popierania go obawiając się, że jego postawa doprowadzi do zerwania wcześniejszych porozumień. W rezultacie monarcha zgodził się na oddanie swojej władzy w ręce Rady Regencyjnej. Marszałek wezwał rząd na emigracji do powrotu do kraju, tym samym usunięto ostatnie przeszkody w utworzeniu wspólnego rządu. Pod koniec lutego Titę odwiedził Harold Alexander, dowódca aliantów w regionie Morza Śródziemnego. Rozmowy poświęcono współdziałaniu wojsk jugosłowiańskich i zachodnich. 7 marca 1945 roku, Tito proklamował w Belgradzie, Tymczasowy Rząd Demokratycznej Federacji Jugosławii (Demokratska Federativna Jugoslavija, DFY). Nazwa rządu celowo nie zawierała określenia republika bądź królestwo; rząd miał bowiem grupować zarówno republikański ruch oporu, jak i rojalistyczny rząd na emigracji. Tymczasowym premierem został Tito, a ministrem spraw zagranicznych Šubašić. Rząd wygłosił swój program, który zawierał postulaty odbudowy kraju, zdobycia Istrii, Triestu, Karyntii i Przymorza Słoweńskiego. Rząd zagwarantował równe prawa wszystkim obywatelom kraju niezależnie od ich pochodzenia.
Przeorganizował armię partyzancką w Jugosłowiańską Armię Ludową (Jugoslavenska Narodnej armija, JNA), była ona wówczas czwartą pod względem liczebności armią Europy. Większość stanowisk państwowych zajęli weterani partyzantki. Oprócz zwykłego wojska, powołano służby UDBA i wywiad oraz Departament Bezpieczeństwa Ludowego. UDBA i Departament Bezpieczeństwa Ludowego zajmowały się między innymi wyszukiwaniem, ściganiem, więzieniem oraz likwidacją nazistowskich kolaborantów i zbrodniarzy wojennych. Wywiad Jugosławii aresztował dużą liczbę kolaborantów nazistowskich oraz co wzbudziło duże kontrowersje, wielu chorwackich księży katolickich – związane to było z powszechną kolaboracją duchownych z reżimem ustaszy. Lider czetników został aresztowany 13 marca 1946 roku, Draža Mihailović został uznany winnym kolaboracji, zdrady i zbrodni wojennych, w rezultacie rozstrzelany został w lipcu 1946 roku. W tym czasie trwały także deportacje „etnicznych Niemców” (Volksdeutsche) z Jugosławii. Wielu z nich walczyło w 7 Ochotniczej Dywizji Górskiej SS Prinz Eugen. W sierpniu zorganizowano III posiedzenie Antyfaszystowskiej Rady Wyzwolenia Narodowego, na którym Tito określił swój stosunek do Polski i potwierdził uznanie dla tamtejszego rządu. Ponownie zażądał od aliantów aby ci uznali rewizję granic Jugosławii na korzyść tego kraju. Trzy dni po posiedzeniu Rada przekształcona została w Tymczasowe Zgromadzenie Ludowego do którego wstąpili przedstawiciele wszystkich legalnych partii i organizacji politycznych w tym parlamentarzyści przedwojenni i politycy prawicy. Tymczasowe Zgromadzenie Ludowe podjęło się szeregu reform m.in. rolnej i o konfiskacie majątków kolaborantów. Uchwalono formalne włączenie do Jugosławii spornych obszarów przygranicznych Austrii i Włoch.

#### Proces jednoczenia kraju
20 Armia Jugosłowiańska ruszyła do ostatniej operacji przeciwko Grupie armii E, która kontrolowała tereny od rzeki Dravy po Sarajewo i Dalmację. W bitwie Niemcy stracili 100 tysięcy żołnierzy a 210 tysięcy trafiło do niewoli. Jugosłowianie zdobyli 1520 dział, 40 samolotów i 97 czołgów, a w operacji wyzwolono Sarajewo. Kolejnym krokiem było wyzwolenie Triestu z rąk Niemców. Marszałek oddał do dyspozycji aliantów zachodnich wojska, które wyzwoliły Istrię (poza Pulą i Rovinjem) – był to manewr strategiczny – Tito chciał, aby to właśnie wojska Jugosłowian wyzwoliły sporne obszary włosko-jugosłowiańskie. Dzięki manewrowi marszałka wojska jugosłowiańskie objęły władzę w Puli i Trieście przy czym alianci zachodni mogli korzystać z portów znajdujących się w tych miastach. Gdy Tito oznajmił, że obszary te są jugosłowiańskie i zostały jej odebrane w 1918 roku, został skrytykowany przez Brytyjczyków. Marszałek Alexander w celu zażegnania sporu wysłał do Jugosławii generała Morgana, którego misja jednak nie powiodła się a strona jugosłowiańska dalej twierdziła, że zajęte tereny są etnicznymi ziemiami Jugosławii. Na zdobytym obszarze władzę objęły cywilne rady narodowowyzwoleńcze wybrane jeszcze w czasie trwania wojny. Po nieudanej misji Morgana, Alexander zagroził nawet, że użyje wojska przeciwko samowoli Jugosłowian, a rozwścieczeni politycy brytyjscy porównywali Titę do Hitlera i Mussoliniego.
Po wojnie pojawił się problem albański. Choć nadużycia wobec Albańczyków były surowo karane, to często dochodziło do ataków serbskich nacjonalistów propagujących idee Wielkiej Serbii a Albańczyków uważali oni za intruzów. Albańczycy mieszkali w Kosowie i Metohii. Marszałek przyjął delegację Albańczyków, która zapewniła go o tym, że nie ma znaczenia czy Albańczycy będą mieszkać w Albanii czy Jugosławii jeśli rząd zapewni im równe prawa. Po spotkaniu z Albańczykami lider jugosłowiańskich komunistów udał się do ZSRR, gdzie 11 kwietnia podpisał Umowę o Przyjaźni i Powojennej Współpracy ZSRR i Jugosławii. Rząd Jugosławii nawiązał stosunki dyplomatyczne z wyzwolonymi krajami, 30 marca uznał on Rząd Tymczasowy Rzeczypospolitej Polskiej.
Wojna w Europie skończyła się w dniu 9 maja, lecz w Jugosławii dalej trwały walki. Broz ogłosił dzień 9 maja dniem święta narodowego i wysłał telegramy z gratulacjami do państw Aliantów. Podsumowując, w wojnie Jugosławia odniosła trzecie największe w Europie straty (po Polsce i ZSRR), w wojnie zginęło 304 540 żołnierzy partyzantki. Ogólnie zginęło ok. 1,7 miliona Jugosłowian, domy utraciło 330 tysięcy ludzi, a w ruinę popadł przemysł, porty czy linie kolejowe. 12 maja marszałek uczestniczył w kongresie, na którym powołano Komunistyczną Partię Serbii. Na kongresie przedstawił zadania z którymi boryka się kraj – odbudowę kraju, umocnienie braterstwa i równouprawnienia wszystkich narodów Jugosławii. Skrytykował również aliantów zachodnich, przypomniał, że ani Wielka Brytania, ani USA nie odpowiedziały na wniosek Broza, aby włączyć do Jugosławii fragment Austrii zamieszkiwany przez Słoweńców, a ponadto kraje te żądają od Jugosławii opuszczenia Karyntii i negują prawo do posiadania przez tenże kraj obszaru Istrii, Przymorza Słoweńskiego i Triestu. Tito opowiedział się za sojuszem z ZSRR. Jeszcze tego samego dnia ambasador Wielkiej Brytanii ponownie zażądał od Tity, aby ten wycofał swoje wojska z Austrii i Włoch i cofnął się do granic z roku 1937. 15 maja Niemcy ponieśli ostateczną katastrofę, w Słowenii tuż przy samej granicy z Austrią, Jugosłowianom poddało się aż 250 tysięcy żołnierzy niemieckich oraz ich kolaborantów. Do niewoli Jugosłowian trafił Alexander Löhr, dowódca sił niemieckich na Bałkanach odpowiedzialny za liczne zbrodnie wojenne, stanął on przed sądem i został skazany na wyrok śmierci poprzez rozstrzelanie. W chwili zwycięstwa nad Niemcami armia Jugosławii liczyła aż 800 tysięcy żołnierzy. 9 czerwca przywódca podpisał z USA i Wielką Brytanią umowę, na skutek której sporne tereny podzielono na strefę A – okupowaną przez armie Wielkiej Brytanii i USA oraz B – należącą do Jugosławii. Miało być to rozwiązaniem do czasu, gdy podpisany zostanie aliancki traktat pokojowy z Włochami. Alianci zachodni nie kwestionowali żądań ponownego włączenia do Jugosławii terenów zajętych przez faszystowskie Włochy, przy czym pożyteczne okazały się starania Stalina, który wysłał depeszę do Alexandra, w której poparł żądania strony jugosłowiańskiej. Wojska jugosłowiańskie ewakuowały się ze spornych obszarów 16 czerwca.

#### Konflikt między opozycją i byłymi kolaborantami a rządem
Byli partyzanci skupili się wokół Frontu Narodowego natomiast opozycja wokół monarchistycznej Partii Demokratycznej grupującej działaczy z kraju i z emigracji. Celem Partii Demokratycznej było zawiązanie z komunistami rządu koalicyjnego i powrót do systemu przedwojennego. Partia Demokratyczna popierana była przez wyższą hierarchię kościelną i część rolników. Najsilniejszą partią Frontu Narodowego byli komuniści, partia ta liczyła w 1941 roku zaledwie 12 tysięcy członków, z czego 9 tysięcy zginęło w czasie walk z okupantami. W chwili wyzwolenia kraju partia liczyła już 141 066 członków. 4 czerwca 1945 roku, spotkał się z przewodniczącym Konferencji Episkopatu Jugosławii, Alojzym Stepinacem. Obie strony nie mogły wypracować porozumienia na temat stanu Kościoła katolickiego. Pod przewodnictwem Stepinaca, we wrześniu 1945 roku, Konferencja Episkopatu potępiła domniemane zbrodnie wojenne antyfaszystowskich partyzantów z września 1945 roku. Stepinac został aresztowany i postawiony przed wymiarem sprawiedliwości pod zarzutem wspierania przymusowych konwersji Serbów na katolicyzm i wspierania terroru ustaszy. Aresztowani zostali również pozostali przywódcy NDH: Slavko Kvaternik, gen. Leo Rupnik i biskup Roźman. Na zachodzie aresztowania i wyroki uznane zostały za dowód na zaprowadzenie w Jugosławii komunistycznego terroru. Wkrótce Stepinacowi złagodzono wyrok, a wkrótce mu go skrócono i zredukowano do aresztu domowego, z możliwością wyjazdu do dowolnego arcybiskupstwa. W kraju istniały zbrojne grupy podziemne składające się z byłych żołnierzy oddziałów kolaboracyjnych. Ich liczebność ocenia się na około 12 tysięcy partyzantów. Jedną z takich grup byli tzw. Krzyżowcy (Križari), czyli byli ustasze, na czele tejże grupy stał były zbrodniarz wojenny Vjekoslav Luburić. Trzysta tysięcy osób uciekło z państwa, natomiast dwieście tysięcy pozbawiono prawa wyborczego ze względu na kolaborację z okresu wojny. Dziesiątki tysięcy byłych kolaborantów stanęło przed trybunałami wojskowymi często wobec byłych kolaborantów zapadały surowe wyroki.

#### Wybory powszechne
Zgodnie z umową między liderami ruchu oporu a rządem na uchodźstwie, powojenne wybory miały określić przyszłe formy ustroju Jugosławii. Wybory zaplanowane zostały przez Zgromadzenie Ludowe na 11 listopada. Wybory poprzedzone zostały przez ostrą walkę polityczną. Prawa do głosu pozbawiono wszystkich dawnych kolaborantów co wzbudziło protesty działaczy opozycji, która zbojkotowała wybory oskarżając organizatorów o niedemokratyczne procedury. Jednocześnie do dymisji podał się minister spraw zagranicznych Śubaśić. W listopadzie 1945 roku, republikański Front Ludowy, na czele z Komunistyczną Partią Jugosławii, wygrał wybory z przytłaczającą większością głosów, wybory zostały jednak zbojkotowane przez monarchistów. Kandydaci Frontu Narodowego uzyskali 90% głosów. Po zdecydowanej wygranej, Tito został zatwierdzony jako premier i minister spraw zagranicznych FLRJ, oprócz tego uzyskał stanowisko komendanta naczelnego armii. Wicepremierem mianowano Edvarda Kardelija. Wkrótce zmieniono nazwę kraju na Federacyjna Ludowa Republika Jugosławii (od 1961, Socjalistyczna Federacyjna Republika Jugosławii). W krótkim okresie po zakończeniu wojny, administracji jugosłowiańskiej udało się stłumić nastroje nacjonalistyczne poszczególnych narodów federacji. 29 listopada 1945 roku, Jugosłowiańskie Zgromadzenie Ustawodawcze, formalnie zdetronizowało króla Piotra II. Ten sam zespół wkrótce przygotował nową, republikańską konstytucję kraju. Rząd Tymczasowy formalnie istniał do końca następnego roku i zyskał sobie poparcie ZSRR i państw demokracji ludowej, mocarstwa zachodnie państwowość Jugosławii uznały już 25 grudnia po konsultacjach z ZSRR. Nowa konstytucja ogłoszona została w styczniu 1946 roku, wzorowana była na konstytucji Związku Radzieckiego z 1936 roku. Nowy gabinet powołano w lutym.

### Okres przed rozłamem Stalin-Tito
Przed marszałkiem stanęło kilka najważniejszych problemów – odbudowa gospodarki zniszczonej w wyniku działań wojennych oraz nawiązanie współpracy z innymi państwami. Po wojnie wdrożono plan pięcioletni, który zakładał przyśpieszony proces uprzemysłowienia kraju.

#### Stalinizacja Jugosławii i terror
Agresywny i krwawy sposób prowadzenia wojny zraził mieszkańców Jugosławii do marszałka Tity, na domiar złego komunistyczni żołnierze grabili belgradzkie osiedla i okradali ludność z ich dobytku. Niechęć do komunistycznego reżimu wzmocnił szereg niesprawiedliwych praw, mieszkańcy byli codziennie nękani rozmaitymi utrudnieniami i sankcjami. Przykładowo rząd Tity zabronił powrotu do kosowsko-metohijskiego okręgu tysiącom Serbów, którzy zostali wygnani przez faszystowskie władze Albanii. Blagoje Nešković w 1945 roku, na marcowym posiedzeniu politbiura stwierdził:

Mieszczaństwo i inteligencja są przeciw nam (…) młodzież w miastach też jest przeciw nam

Edvard Kardelj dodał:

Nasz wróg w Serbii nie ma poparcia chłopów, ale my też go nie mamy

Komuniści przeprowadzili represje na olbrzymią skalę, dotykała ona każdego, kto nie był zachwycony wprowadzeniem bolszewizmu. Brygady, dywizje OZN-u i inne formacje otrzymały rozkaz, by każdego, kto nie popiera wprowadzenia stalinowskiego porządku komunistycznego, traktować jak „członków antynarodowej bandy”. Ludzi oskarżano o bierne zachowania wobec Tity, lub posiadanie możliwości wsparcia band. OZN dokonywał czystek, oraz likwidował takie „bandy”, doszło do masowych mordów. Do obozów koncentracyjnych wysyłano ludzi których jedną zbrodnią było mieszkanie na terenie, gdzie kiedyś działały bandy. W kraju panowało bezprawie, Tito nie uchwalił prawa karnego aż do 1951 roku, co dawało aparatowi represji nieograniczone możliwości. W Serbii, gdzie rozkradziono majątek prywatnych właścicieli i przemysłowców, każdy, kto nie popierał stalinowskiej ideologii, był mordowany. Nieznana jest liczba ofiar tych czystek, ale tylko w Belgradzie funkcjonowało 20 obozów i miejsc straceń.
Pod koniec 1944 roku i początku 1945 zamordowano w samej Serbii setki intelektualistów, gdyż nie zadeklarowali się jako zwolennicy ideologiczni Tity i Stalina. W czystkach zginął pisarz Niki Bartulovic i belgradzki dziennikarz Krsta Cicvaric. Największy terror dotknął Chorwację, gdzie można było zginąć bez żadnego powodu. Bicie stało się standardową procedurą policji, a za zatłuczenie kogoś na śmierć nie groziła żadna konsekwencja. Aresztowano z absurdalnych powodów, przykładowo inżynier Aleksander Janković został skazany za to, że podczas rządów Ustaszy nie zaprzestał produkcji mydła. Titowski terror trwał niemal 4 lata aż do 1948 roku.

#### Polityka zagraniczna

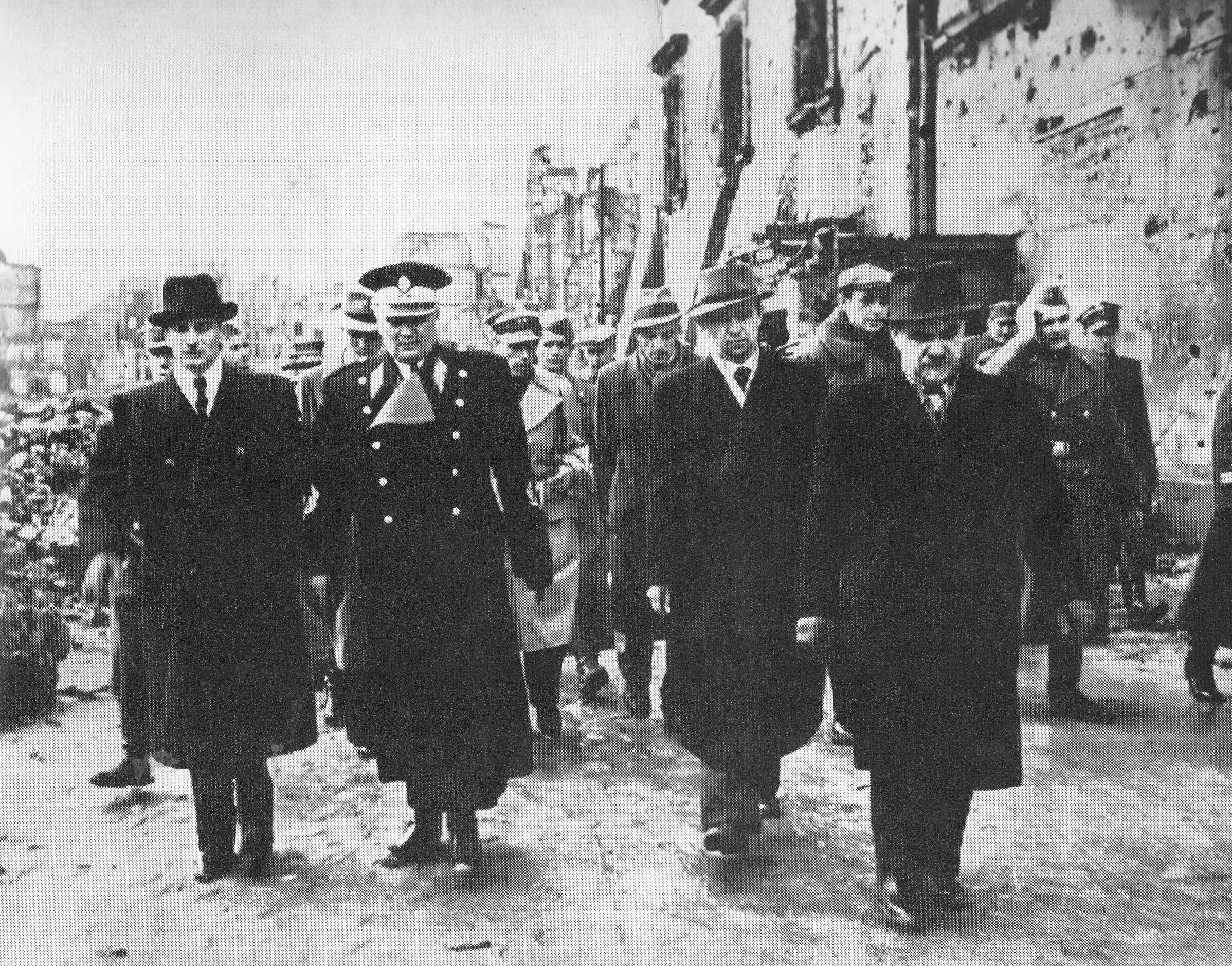
Tito (drugi z lewej) w zniszczonej Warszawie w marcu 1946 roku

Tito dążył do rozwoju działalności Jugosławii na forum Organizacji Narodów Zjednoczonych. Jednym z priorytetów rządu była poprawa relacji ze Stanami Zjednoczonymi, w lutym zaproponował prezydentowi Harry’emu Trumanowi nowe otwarcie i usunięcie aktualnych przeszkód w kontaktach między krajami. Manewr ten miał pomóc w zyskaniu poparcia USA dla Tity przed zbliżającą się paryską Konferencją Pokojową, na której rozstrzygnąć miały się spory terytorialne między Jugosławią a Włochami i Austrią. Innym z celów było pozyskanie amerykańskich kredytów na odbudowę Jugosławii. Jak się okazało zabiegi Jugosłowian nie były na tyle skuteczne jak się spodziewano, Amerykanie nie byli skorzy do udzielenia Jugosławii kredytów, a nawet powstał plan aby oddziały Polskich Sił Zbrojnych na Zachodzie rozmieścić wzdłuż spornych obszarów granicznych Jugosławii. Tak też się stało, a na linii demarkacyjnej nie obeszło się bez kilku starć między polskimi strażnikami a jugosłowiańskimi patrolami, kryzys udało się jednak przezwyciężyć. Tito polepszył też na pewien czas stosunki z Wielką Brytanią.
Tito starał się nawiązać bliższe relacje z ZSRR i innymi państwami bloku wschodniego, głównie z Polską. Tito jeszcze jako prezes rady ministrów Komitetu Narodowego uznał Polski Komitet Wyzwolenia Narodowego, a po zakończeniu działań wojennych między Polską a Jugosławią doszło do wymiany delegacji i wspólnych misji handlowo-gospodarczych. Polska wysłała Jugosławii prezent w postaci stu wagonów węgla. Broz wielokrotnie wypowiadał się o słuszności żądań Polski i przyznania jej granic na Odrze i Nysie (jugosłowiański przywódca domagał się też, aby Polska uznała jego roszczenia terytorialne). W zamian za to 7 września 1945 roku marszałek odznaczony został Krzyżem Grunwaldu I klasy. Na skutek polepszenia relacji między krajami do Polski powróciła duża grupa emigrantów, która jeszcze w okresie istnienia Austro-Węgier przeprowadziła się do Bośni. Prasa jugosłowiańska często podkreślała zasługi Polaków w walce z Niemcami na terenie Jugosławii – Polacy utworzyli bowiem batalion, który stał się częścią XIV Brygady partyzantów titoistowskich. 14 marca 1946 roku Broz odwiedził Warszawę, a przy placu Na Rozdrożu odbyła się na jego cześć defilada. W Belwederze otrzymał najwyższe polskie odznaczenie – Order Virtuti Militari I klasy. Cztery dni później podpisał Układ o Przyjaźni i Pomocy Wzajemnej pomiędzy Rzecząpospolitą Polską a FLRJ. Porozumienie miało charakter obronny „w przypadku powtórzenia agresji niemieckiej lub też ze strony państwa, które było sojusznikiem III Rzeszy” obydwa państwa zobowiązywały się do wzajemnej pomocy militarnej. W czasie wizyty podpisano również konwencję o współpracy kulturalnej. Odwiedził także Łódź i Wrocław. Po wizycie w Polsce udał się do stolicy Czechosłowacji. Choć próbował nawiązać porozumienie z tamtejszymi władzami, prezydent Edvard Beneš odmówił podpisania układu o przyjaźni i współpracy obawiając się, że Tito wciągnie go do swojej walki o zachodnią granicę. Porozumienie podpisano 9 maja w Belgradzie po tym, gdy komuniści umocnili swoje rządy w Czechosłowacji.
27 maja po raz drugi od zakończenia wojny światowej odwiedził ZSRR. Zabiegał u Sowietów o poparcie jego żądań terytorialnych. Ponadto omówiono sytuację na Bałkanach i problemy międzynarodowego ruchu komunistycznego i robotniczego. Już w czasie wizyty w kwietniu poprzedniego roku Tito zaproponował Moskwie utworzenia nowego ośrodka koordynacyjnego największych partii komunistycznych (tak jak kiedyś Międzynarodówka Komunistyczna). Tito uzyskał aprobatę Stalina i Georgia Dymitrowa. 8 czerwca oba kraje podpisały umowę o współpracy gospodarczej. Według propozycji Tity w odbudowie kraju pomagać miały wspólne przedsiębiorstwa radziecko-jugosłowiańskie. Sowieci zgodzili się na pierwszą część propozycji Tity, drugą natomiast odrzucili, gdyż wymagałyby one przyznania Jugosławii znacznych kredytów. Rozmowy radziecko-jugosłowiańskie kontynuowano jeszcze w 1947 roku, marszałek zgodził się na wspólne wydobywanie ropy naftowej, rud żelaza i metali. W 1946 roku podpisał umowę z Albanią, a w 1947 z Bułgarią oraz z Węgrami.
Początkowo poparł plan Marshalla, po namowach ZSRR zrezygnował z udziału w inicjatywie i zamiast tego przyjął radzieckich doradców cywilnych i wojskowych. Uważał wówczas, że plan uzależniłby kraj od kapitału i rządu USA, w późniejszym czasie wyrażał się krytycznie o wcześniejszej decyzji, uznał ją za zbyt pochopną, a nawet żałował, że nie zgodził się na wdrażanie w kraju tegoż planu.

#### Konferencja Pokojowa w Paryżu
Konferencja Pokojowa w Paryżu rozpoczęła się dla Jugosławii niepomyślnie, a jej stosunki z zachodnimi mocarstwami były już wówczas mocno nadszarpnięte. Jugosłowiańska przestrzeń powietrzna bywała często naruszana przez samoloty amerykańskie i brytyjskie, dwa z nich rozbiły się po tym, gdy Jugosłowianie zmusili je do lądowania. Choć Tito przeprosił za incydent i wypłacił odszkodowania rodzinom lotników, którzy zginęli w katastrofie, równocześnie twierdził, że loty te mają na celu destabilizację sytuacji w kraju, a lotnicy wspierają siły opozycyjne. Kolejny kryzys wybuchł po tym, gdy USA odmówiła wypłacenia Federacji Jugosławii zdeponowanego przez rząd emigracyjny złota o wartości 47 milionów dolarów. Po pertraktacjach, w których Amerykanie kazali spłacić długi zaciągnięte przez Jugosłowian, USA zgodziło się wypłacić jedynie złoto warte milion dolarów. Wkrótce potem USA zażądało od Organizacji Narodów Zjednoczonych, aby ta zmusiła UNRRA do wstrzymania pomocy dla Jugosławii, zdaniem Amerykanów pomoc od UNRRA przeznaczana nie była na cywili, lecz na wojsko. Konferencja rozpoczęła się 29 lipca 1946 roku i trwała do połowy października. Delegacja Jugosławii domagała się przyznania jej Triestu i dużej części Istrii, w wyniku kompromisu mocarstwa zachodnie zgodziły się utworzyć Wolne Terytorium Triestu. W rezultacie Triest wraz z jego okolicami został umiędzynarodowiony. Jugosławia domagała się aby Triest związano z Jugosławią unią realną, na co zachód już nie chciał się zgodzić, a Tito i Kardelij ogłosili, że Jugosławia nie podpisze porozumienia pokojowego.
W październiku rozpoczęła się kolejna konferencja, tym razem w Nowym Jorku pomiędzy ministrami czterech mocarstw alianckich. Konferencja zakończyła się w pierwszej połowie grudnia. Przed jej rozpoczęciem Broz spotkał się z Palmiro Togliattim, liderem włoskich komunistów. Togliatti przybył do Belgradu, gdzie omówił z marszałkiem sprawę kryzysu międzypaństwowego. Było to na tyle ważne, że włoscy komuniści posiadali jeszcze w rządzie swoich ministrów. Marszałek zaproponował liderowi komunistów, że w zamian za Triest Włochy powinny przyznać Jugosławii obszar Gorycji. Propozycją Tity zainteresował się minister spraw zagranicznych Włoch, Pietro Nenni, choć podkreślił, że układ z Jugosławią powinien mieć gwarancję ONZ. Jako że Broz wolał, aby terenem Triestu dysponowali Włosi, a nie mocarstwa zachodnie, zgodził się na pewne ustępstwa wobec Włoch, zgodził się m.in. na zwolnienie włoskich jeńców wojennych. Na konferencję w Nowym Jorku przybył szef dyplomacji Jugosławii Stanoje Simić i jego włoski odpowiednik. Na polecenie Tity Simić złagodził ostre stanowisko wobec kwestii Triestu jednocześnie w dalszym ciągu domagał się włączenia do Jugosławii spornych terytoriów. W rezultacie w zamian za utworzenie Wolnego Terytorium Triestu, Jugosławia uzyskała część Krainy Julijskiej jednak bez miasta Gorycja. Traktat pokojowy Jugosławii z Włochami podpisano 10 lutego 1947 we Francji. Reprezentant Jugosławii podkreślił przy tym, że jego kraj nie rezygnuje z ziem, które mu się etnicznie należą.

#### Powołanie Kominformu
Na przełomie lata i jesieni 1947 roku odbył się kongres założycielski Kominformu – Biura Informacyjnego Partii Komunistycznych i Robotniczych. Inicjatorem utworzenia organizacji był Tito, który zaproponował to na wiosnę 1945 roku w czasie swojej wizyty w Związku Radzieckim. Organizacja powstała z inicjatywy dziewięciu partii robotniczych. Komunistyczną Partię Jugosławii reprezentował Kardelj i Đilas. W trakcie spotkania między poszczególnymi frakcjami trwał spór merytoryczny, jeden z liderów polskich komunistów forsujących polską drogę do socjalizmu, Władysław Gomułka, krytycznie ocenił pomysł powołania Kominformu, jego zdaniem powołanie organizacji miało być powrotem do metod stosowanych przez Komintern i mogło pogorszyć stosunki z krajami zachodnimi. Gomułka skrytykował ataki KPJ i KP Bułgarii na partie włoskie i francuskie. Do propozycji Tity chłodno nastawione były też inne partie. Z jednoznaczną aprobatą pomysł powołania Kominformu spotkał się jedynie ze strony delegacji WKP(b) i KP Jugosławii. Po dyskusji zdecydowano, że siedzibą Kominformu zostanie stolica Jugosławii, Belgrad.

#### Budowa niezależności
W przeciwieństwie do innych nowych państw demokracji ludowej w Europie Środkowo-Wschodniej, Jugosławia wyzwoliła się spod okupacji nazistowskiej z bardzo ograniczonym wsparciem ze strony Armii Czerwonej. W wyzwoleniu Jugosławii wiodącą rolę miał Tito, po wojnie umocnił on swoją pozycję w partii i wśród społeczności kraju, jego osiągnięcia sprawiły też, że droga Jugosławii stała się drogą do naśladowania przez pozostałych przywódców bloku wschodniego. Chociaż formalnie Stalin był sojusznikiem Tito po II wojnie światowej, ZSRR już w 1945 roku założył w partii jugosłowiańskiej siatki szpiegowskie. Bezpośrednio po II wojnie światowej, doszło do kilku incydentów zbrojnych pomiędzy Jugosławią a aliantami zachodnimi. Po wojnie Jugosławia uzyskała bowiem dawne terytoria Włoch na Istrii, a także miasta Zadar i Rijeka. Tito chciał też włączyć do kraju miasto Triest, czemu sprzeciwili się alianci zachodni. Doprowadziło to do kilku incydentów zbrojnych, jednym z nich była bitwa między samolotami jugosłowiańskimi a amerykańskimi, która spowodowała gorzką krytykę Tity ze strony zachodu. W okresie 1945–1948 jugosłowiańskie lotnictwo zdołało zestrzelić co najmniej cztery samoloty Stanów Zjednoczonych. Oprócz starć mnożyły się konflikty między Włochami a Jugosłowianami w Czterostronnej Komisji Granicznej (organie wytyczającym powojenne granice). Marszałek poddał krytyce stanowisko aliantów wobec Austrii, Broz uważał, że Austria powinna ponieść większe konsekwencje swojego udziału w wojnie poprzez korektę jej granic.
Jeszcze w okresie trwania wojny światowej partia jugosłowiańska wywierała wpływ na pozostałe partie komunistyczne kontynentu. Po zakończeniu wojny KPJ popierała rozszerzenie rewolucji na całą Europę, co odrzucał Stalin obawiający się konfrontacji z zachodem.

##### Plan „Maksimum”
Jugosłowianie stworzyli plan militarny „Maksimum”, zakładał on uderzenie militarne na Włochy i Grecję i wywołanie tam rewolucji, w przypadku gdy Jugosławia zostanie zaatakowana przez któryś z tych krajów lub Stany Zjednoczone. Plany te budziły u Stalina niepokój i były o tyle możliwe do zrealizowania, że w lipcu 1948 roku po nieudanym zamachu na lidera Włoskiej Partii Komunistycznej Palmiro Togliattiego, na przemysłowej północy kraju doszło do zrywu robotniczego. Tito otwarcie w greckiej wojnie domowej popierał stronę republikańską (co prawda pomocy republikanom udzieliły też Albania i Bułgaria), podczas gdy Stalin po rozmowach z Winstonem Churchillem ustalił, że Grecja nie leży w zakresie zainteresowań ZSRR i przypadnie ona brytyjskiej strefie wpływów. Ponadto na granicy z Grecją dochodziło do zbrojnych incydentów. Niepokoje społeczne wybuchły także w sąsiedniej Turcji co budziło niepokój, że półwysep ponownie stanie się zarzewiem nowego konfliktu. Atmosferę podgrzewał fakt ingerencji USA w wewnętrzne sprawy pogrążonych w chaosie państw.
Tito przyjął do Jugosławii partyzantów hiszpańskich, którzy mieli powrócić do Hiszpanii i dołączyć w szeregi antyfrankistowskiego ruchu oporu. W 1948 roku do Belgradu przybyła delegacja komunistów hiszpańskich, delegaci chcieli uzyskać poparcie Tity dla ewentualnego powstania antyfrankistowskiego. Stalin konsekwentnie opowiadał się przeciwko poparciu republikańskich partyzantek w Grecji i Hiszpanii, 10 lutego 1948 roku na moskiewskim spotkaniu z komunistami z Jugosławii Bułgarii, Stalin opowiedział się „za ukróceniem ich [partyzantów greckich] walki i zaprzestaniem pomocy, której udziela się im z terytorium Jugosławii, Albanii i Bułgarii”. Wbrew Stalinowi, 21 lutego, Tito zwrócił się do greckiego ruchu oporu, aby ten kontynuował walkę zbrojną i obiecał im udzielenie pomocy.
Stalin uważał poczynania Jugosłowian za prowokacje, uważał, że polityka Tity doprowadzić może do otwartej wojny, do której ZSRR po stratach wojny światowej nie jest przygotowany. Jugosławia nie zgodziła się na proponowane przez ZSRR tworzenie przedsiębiorstw mieszanych, które mogły spowodować kontrolę ZSRR nad niektórymi gałęziami jugosłowiańskiej ekonomii. Jugosłowiańscy komuniści odrzucili plan, według którego Jugosłowianie odstąpić mieli od uprzemysłowienia. W odróżnieniu od innych komunistycznych przywódców, Tito nie uzgadniał polityki zagranicznej z radzieckim ministrem spraw zagranicznych, a radzieccy doradcy wojskowi i cywilni byli odprawiani, gdy krytykowali drogę rozwoju wybraną przez titoistów. Tito wyrażał pogląd: „Potrzebni nam są radzieccy eksperci, instruktorzy i specjaliści, ale nie są nam potrzebni komendanci, bo nauczyliśmy się dowodzić i sami możemy to robić”. Sporych problemów Sowietom przysparzał generał Koča Popović, pełniący rolę szefa sztabu generalnego. Popović krytykował radzieckich doradców wojskowych, wytykał im wtrącanie się w wewnętrzne sprawy Jugosławii i oskarżał ich o próby ograniczenia potencjału militarnego kraju w myśl radzieckiej strategii „armia radziecka obroni cały obóz”. Z inicjatywy Tity Jugosławię opuścił radziecki generał Nikołaj Dronow, który skrytykował generała Popovicia. Rząd ZSRR bał się, że Jugosławia stanie się drugim, konkurencyjnym wobec ZSRR, ośrodkiem bloku wschodniego, który przyciągnie do siebie inne kraje socjalistyczne.

### Rozłam Tito-Stalin

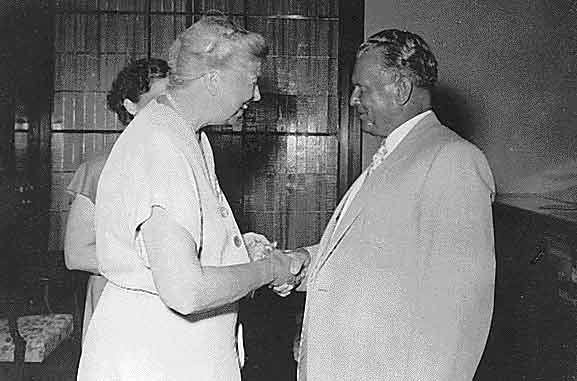
Tito i Eleonora Roosevelt w lipcu 1953 roku

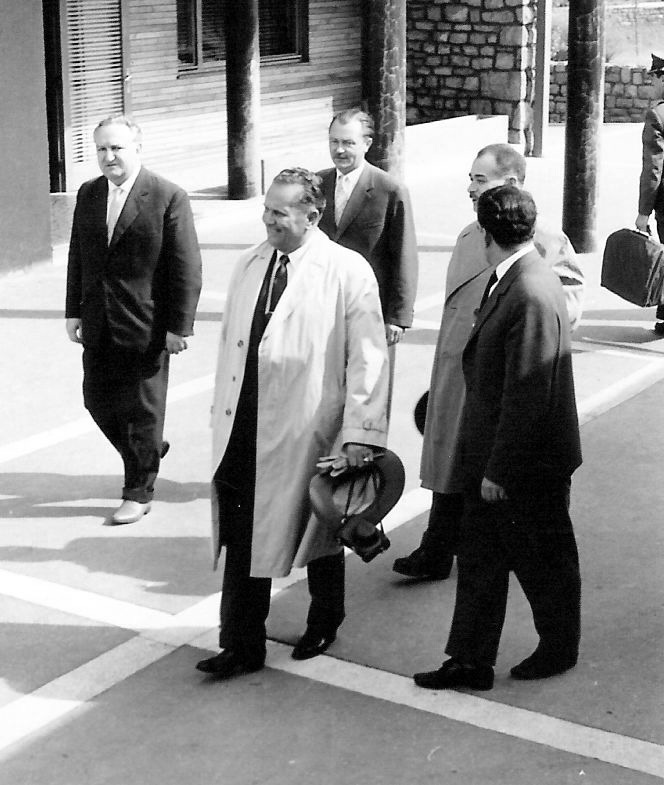
Tito w miejscu narodzin w Kumrovec, maj 1961 roku

W zimie 1948 roku na osobiste zaproszenie radzieckiego dyktatora do ZSRR udała się delegacja jugosłowiańska. W rozmowach uczestniczył też reprezentant Bułgarii, Dymitrow, a na spotkaniu dyskutowano o propozycji utworzenia federacji jugosłowiańsko-bułgarskiej. Józef Stalin oskarżył Jugosłowian o to, że chcą oni zjednoczyć się z Albanią w jedno państwo, jako dowód podał utworzenie projektu połączenia armii obydwu bałkańskich państw, współpracę gospodarczą między nimi i działania armii jugosłowiańskiej na obszarze Albanii (Tito posłał wojska w obawie przed inwazją ze strony Grecji). Przywódca ZSRR oznajmił, że polityka Jugosławii jest błędna – jego zdaniem najpierw powinny zjednoczyć się Bułgaria i Jugosławia – kolejnym krokiem mogłoby być utworzenie Federacji Bałkańskiej z udziałem Albanii. Tito nie zgodził się na propozycję utworzenia federacji, uważał, że Bułgarzy powinni dołączyć do Jugosławii na zasadach republiki związkowej – na to z kolei nie godziła się Bułgaria, która chciała zachować niezależność (Bułgarzy przystawali jedynie na propozycję konfederacji). Po sporze wokół hipotetycznej Federacji Bałkańskiej, w geście ostrzeżenia, Sowieci wycofali z Jugosławii swoich doradców. Po tych działaniach przywódca Jugosławii zmotywowany chęcią stworzenia silnej i niezależnej gospodarki otwarcie skrytykował Stalina. 27 marca Stalin wysłał Ticie list, w którym określił on stanowisko Jugosławii jako „antyradzieckie”, nazwał on komentarze Tity odnośnie do ZSRR i WKP(b) jako lewicowe frazesy powołując się przy tym na komentarze, w których Tito stwierdził m.in., że „w ZSRR panuje wielkomocarstwowy szowinizm”, „socjalizm w ZSRR przestał być rewolucyjny”, „WKP(b) jest zwyrodniała”, a to Jugosławia jest reprezentantem prawdziwego „rewolucyjnego socjalizmu”. Stalin porównał Titę do Lwa Trockiego, a list w imieniu rządu ZSRR zakończył słowami „Uważamy, że kariera polityczna Trockiego jest wystarczająco pouczająca”. Mimo napiętej sytuacji jeszcze w lutym, gdy Broz zachorował, Józef Stalin zaoferował mu wysłanie do niego swojego osobistego lekarza, na co zresztą Tito przystał. W czasie operacji wycięcia wyrostka doszło do sporu między lekarzami – sowieccy doktorzy po skończonym zabiegu chcieli przeprowadzić ponowną operację, tłumacząc to skrętem kiszek. Ponownemu zabiegowi sprzeciwili się obecni na sali Jugosłowianie. Po latach przyjaciel Tito, Milan Źeźelj wspominał, że projekt ponownej operacji narodził się wtedy, gdy lekarze jugosłowiańscy nie byli na sali obecni, a gdy tylko zobaczył, że radzieccy lekarze wyciągają nieznane mu leki pośpieszne zamknął ich w pokoju i wezwał pozostałych lekarzy. Według radzieckiego historyka Roja Miediediewa, po incydencie Tito wysłał do ZSRR telegram, w którym twierdził, że radzieccy lekarze próbowali go zabić.
Ze strony Stalina pod adresem KP Jugosławii padły oskarżenia o złe traktowanie radzieckich doradców, oddanie czołowych stanowisk w rządzie w ręce agentów Zachodu czy przyjęcie doktryny trockistowskiej. Marszałek chcąc zapewnić sobie wsparcie partii w walce ze Stalinem, zwołał posiedzenie plenarne KC KPJ. Odbyło się one w nocy z 12 na 13 kwietnia, na plenum przygotowano odpowiedzi na zarzuty postawione przez Stalina. Poproszono stronę sowiecką o wysłanie do Jugosławii zespołu, który mógłby pomóc w rozwiązaniu wszystkich sporów i zaprotestowano przeciwko naruszaniu suwerenności i niepodległości Jugosławii. Odmówiono udziału w dyskusji ideologicznej i odpowiedziano na oskarżenia personalne. Zanim KC dostało odpowiedź z ZSRR, swoje listy wysłały KC partii węgierskiej, rumuńskiej, bułgarskiej i czechosłowackiej, w których skrytykowały one politykę Tity i wyraziły solidarność ze Związkiem Radzieckim, Tito nie został poddany krytyce jedynie przez Polską Partię Robotniczą, na czele której stał wtedy Władysław Gomułka. W połowie kwietnia Tito wysłał do Stalina list, w którym domagał się naprawy błędów radzieckiej wersji systemu socjalistycznego. Radziecka odpowiedź doszła w dniu 4 maja, przedstawiciele ZSRR upomnieli Tito i Komunistyczną Partię Jugosławii i ogłosili, że nie mają zamiaru naprawiać tego, co Tito nazwał błędami systemowymi. Strona radziecka zauważyła, że duma rządu Jugosławii wywodzi się z sukcesów przeciwko Niemcom, stąd też w liście utrzymywano, że to Armia Czerwona uratowała partyzantów przed zniszczeniem.
Odpowiedź Tity nadeszła 17 maja, jugosłowiański przywódca poinformował w niej, że sprawa ta zostanie rozstrzygnięta na czerwcowym posiedzeniu Kominformu. Tito w obawie przed frontalnym atakiem na jugosłowiańskich komunistów nie zjawił się jednak na zjeździe. Józef Stalin wysłał kolejne listy 19 i 22 maja, ponownie zaatakował KP Jugosławii i oznajmił, że problem jugosłowiański będzie przedyskutowany na zjeździe Kominformu niezależnie od tego, czy pojawią się na niej Jugosłowianie. Dyktator krytycznie odniósł się do zrównania Jugosłowian przez ZSRR z krajami imperialistycznymi i stwierdził, że zasługi KPJ są takie same jak zasługi innych partii bloku wschodniego, a nawet są mniejsze od zasług partii komunistycznych we Włoszech i Francji.
Wiedząc, że Kominform ma wśród członków KPJ bardzo duże poparcie, starał się jeszcze dojść do porozumienia ze Stalinem, ponadto zbyt wczesne rozstanie się z blokiem wschodnim nie było korzystne dla Jugosławii ze względu na jej konflikt z mocarstwami zachodnimi. Dodatkowo wśród Czarnogórców i Serbów popularna była opcja prorosyjska historycznie związana z okresem walk z Turkami. Na kolejnym ze spotkań Komitetu Centralnego ustalono, że w lipcu ruszy V Kongres partii, na którym Tito odwoła się do całej partii, a partia nie weźmie udziału w spotkaniu Biura w Bukareszcie. W obliczu kryzysu Tito rozważał podanie się do dymisji, od pomysłu odciągnęło go jednak jego najbliższe otoczenie. 8 czerwca KPJ odebrało list od Komitetu Centralnego PPR, w którym lider partii, Gomułka, przekonywał Jugosłowian do udziału w spotkaniu Kominformu i zgłosił mediację swoją i Jakuba Bermana. Tito zaproponował, aby PPR wysłała do Jugosławii swojego przedstawiciela, lecz podkreślił, że decyzja o nieuczestniczeniu w kongresie jest ostateczna.
Następnym krokiem Stalina było zaproszenie Broza do Kijowa, Tito ponownie odmówił. 28 czerwca 1948 roku, usunięto KPJ z Kominformu, powołano się przy tym na „nacjonalistyczne elementy”, które miały rzekomo przejąć dominującą pozycję w kierownictwie KPJ. Negowanie radzieckiego przywództwa przyniosło Ticie duży rozgłos na świecie, ale również zapoczątkowało okres niestabilności często zwany okresem Informbiura (Biura Informacyjnego). 21 lipca rozpoczął się V Kongres Komunistycznej Partii Jugosławii, w którym udział wzięły 2344 osoby. W trakcie kongresu Tito odpowiedział na oskarżenia stalinistów. Stosunkowo duża część komunistów jugosłowiańskich opowiedziała się za polityką Kominformu, np. w Czarnogórze za tą instytucją opowiedziało się czterech spośród dziewięciu członków tamtejszego komitetu KPJ, niektóre komitety miejskie i jedna trzecia działaczy partii komunistycznej. Staliniści w Czarnogórze próbowali nawet utworzyć własny ruch partyzancki. Do frakcji kominformowców dołączył generał Arso Jovanović, dawny wojskowy armii królewskiej, który przeszedł do wojsk komunistów. ZSRR prawdopodobnie chciało powołać w Bukareszcie satelicki rząd emigracyjny Jugosławii, do którego dołączyć miał generał Jovanović, który próbował przedostać się do stalinowskiej Rumunii (gdzie przeniesiono kierownictwo Kominformu), lecz został zastrzelony podczas nielegalnej próby przekroczenia granicy. W kraju rozpoczęły się represje wobec miejscowych sympatyków stalinizmu, duża część zagorzałych stalinistów trafiła do więzienia o zaostrzonym rygorze na wyspie Goli otok, kwestią ciągle dyskutowaną jest, czy i ile Tito wiedział o tym więzieniu.
ZSRR zarządził blokadę gospodarczą Jugosławii chcąc zmusić ten kraj do powrotu do systemu stalinowskiego. Stalin próbował zorganizować w Jugosławii przewrót, postawił na Andriję Hebranga – lidera chorwackich komunistów odsuniętego od władzy przez Titę z powodu skłonności nacjonalistycznych. Titoiści oskarżyli Hebranga o szpiegostwo i chęć oderwania Chorwacji od Jugosławii, po czym został on skazany i stracony. Kominform ogłosił, że KPJ znajduje się „w rękach morderców i szpiegów”, a Tito wybudował w kraju „reżim policyjny typu faszystowskiego”. Wraz z uznaniem titoizmu za szkodliwą frakcję w ruchu komunistycznym rozpoczęła się czystka wymierzona w prawdziwych bądź rzekomych „titoistów” w całym bloku komunistycznym. Na przykład w stalinowskiej Polsce funkcjonował propagandowy slogan „Tito – pies łańcuchowy imperializmu”. W 1949 roku kryzys omal nie przerodził się w konflikt wojenny, kiedy na północnej granicy Jugosławii zbierać się zaczęły wojska węgierskie i radzieckie. Stalin wykorzystał rozłam radziecko-jugosłowiański jako element walki z opozycją antystalinowską w partiach komunistycznych państw demokracji ludowej, a z tamtejszych partii rozpoczęto wydalanie rzekomych „titoistów”. Jednym z takich procesów był proces 14 wysokich rangą działaczy komunistycznych z Czechosłowacji w tym Rudolfa Slánský'ego. Stalin rozpoczął czystkę wśród czechosłowackich komunistów mającą zapobiec wybieraniu przez nich „własnej drogi do socjalizmu”, jak to zrobił Tito. Ponadto rząd ZSRR, według Jugosłowian, próbował kilkukrotnie zabić Tito. W korespondencji między dwoma przywódcami, Tito otwarcie napisał o tym, że Stalin wysłał na niego pięciu zabójców, w tym jednego z karabinem i bombą, i zagroził wysłaniem własnego agenta do Moskwy w celu zabicia oponenta. ZSRR zorganizowało grupy zamachowców złożonych z jugosłowiańskich imigrantów. Przed śmiercią Stalina zabójstwem Tity zająć się miał Józef Grygulewicz, agent który wcześniej dokonał zamachów na Lwa Trockiego w Meksyku i hiszpańskiego rewolucjonistę Andreu Nina.

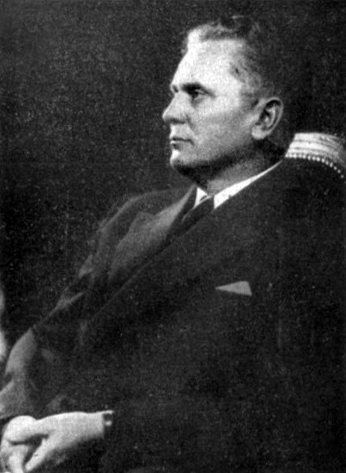
Tito w 1949 roku

W tym czasie na granicy Jugosławii z innymi krajami demokracji ludowej zdarzały się incydenty zbrojne, a w kraju dochodziło do zamachów czy aktów sabotażu. Jugosłowianie spodziewali się też inwazji wojsk pozostałych krajów demokracji ludowej, w związku z czym Tito zdecydował się na przenoszenie fabryk z terenów zagrożonych atakiem. Cywile szykowani byli do prowadzenia wojny partyzanckiej na wypadek zajęcia Jugosławii przez wojska interwencyjne, a z powodu małych zasobów militarnych z prośbą o dostarczenie broni zwrócono się do NATO. Aby zwiększyć poparcie, rząd pod hasłem „fabryki robotnikom” tworzył rady robotnicze. Titoiści w pismach klasyków marksistowskich zaczęli doszukiwać się alternatywy wobec stalinowskiej wersji komunizmu. Głosili, że w okresie budowy socjalizmu, państwo nie może pełnić funkcji molocha, lecz musi stopniowo obumierać, model ten nazwany został „socjalizmem samorządowym”.
Rozłam był istotny nie tylko dla Jugosławii i Tito, lecz także dla globalnego rozwoju komunizmu, był to pierwszy poważny rozłam między państwami socjalistycznymi. Wielu komunistów przyjęło reformy w Jugosławii jako bunt przeciwko stalinowskim wypaczeniom, centralizmowi i etatyzmowi. Tito jako pierwszy (i jedyny, który odniósł sukces) lider komunistyczny zdołał się przeciwstawić przywództwu Stalina w Kominformie i zanegował koncepcje budowania socjalizmu według wzorców radzieckich. W Jugosławii, po dyskusjach wewnątrzpartyjnych, ustalono, że zadaniem KPJ jest stworzenie nowej metody urzeczywistnienia idei marksizmu-leninizmu w gospodarce i systemie społecznym. Postawa Tito przyniosła mu międzynarodowe uznanie, ale wywołała też okres niestabilności, często zwany okresem Informibro. Odcięcie się od stalinizmu włączyło Jugosławię do pomocy ze strony USA i Stowarzyszenia Współpracy Gospodarczej (ECA) – instytucji odpowiedzialnej za plan Marshalla. Tito nie zdecydował się jednak na dołączenie do bloku zachodniego. Po śmierci Stalina w 1953 roku, stosunki Jugosławii z ZSRR zostały znormalizowane, Jugosławia uzyskała pomoc z ZSRR i Rady Wzajemnej Pomocy Gospodarczej. W ten sposób, Tito grał antagonizmami Wschód-Zachód na swoją korzyść. Jesienią 1951 roku podpisał z Amerykanami umowę o pomocy militarnej. Pomoc przekazana przez mocarstwa zachodnie w latach 1951–1954 wyniosła 407 milionów dolarów z czego 82% tej sumy sponsorowało USA. Jugosławia stała się głównym przedstawicielem ruchu niezaangażowanych, czyli „trzeciej drogi” – grupy państw niezainteresowanych udziałem ani w bloku wschodnim, ani zachodnim.
W 1951 wszystkie jego książki zostały wycofane z polskich bibliotek oraz objęte cenzurą.
W 1952 roku na VI Kongresie partii, Broz informował, że blokada gospodarcza zorganizowana przez blok wschodni spowodowała straty w wysokości 429 milionów dolarów amerykańskich, a koszt ochrony kraju przed ewentualną agresją wyniósł 1407 milionów. Skrytykował wtedy politykę zarówno Zachodu, jak i Wschodu.

### Tito jako prezydent
26 czerwca 1950 roku Zgromadzenie Narodowe poparło istotną ustawę autorstwa Milovana Đilasa i Tity o „samozarządzaniu” (samoupravljanie: typ niezależnego socjalizmu który eksperymentuje z dzieleniem zysków z zarządzanych państwowo przedsiębiorstw). 13 stycznia 1953 roku prawo o samozarządzaniu zostało uznane za podstawę całego porządku społeczno-gospodarczego w Jugosławii. 14 stycznia 1953 roku Tito zastąpił Ivana Ribara na stanowisku Prezydenta Jugosławii. Po śmierci Stalina w 1953 roku, Tito odrzucił zaproszenie ZSRR na rozmowy w celu omówienia ewentualnej normalizacji stosunków radziecko-jugosłowiańskich. Zamiast tego w 1955 roku na rozmowy z Tito w Belgradzie przybyli Nikita Chruszczow i Nikołaj Bułganin, na spotkaniu z Tito przeprosili za wykroczenia popełniane przez administrację Stalina. Tito odwiedził Związek Radziecki w 1956 roku, tym samym zasygnalizował światu, że wrogość między Jugosławią a ZSRR została złagodzona. Po krótkim okresie rozwoju wzajemnych relacji, do ponownego ochłodzenia stosunków między krajami doszło w latach 60.

#### Program samorządności, „Wielki Przełom”
Program reform w myśl zasady głoszonej przez hasło: „fabryki robotnikom, ziemia chłopom” Tito przedstawił 27 czerwca 1950 roku w czasie sesji Zgromadzenia Narodowego Federacji. Programem reform od strony praktycznej zajęli się Boriś Kidrić oraz Edvard Kardelij. Na skutek reform utrzymanych w stylu socjalistycznym, w przedsiębiorstwach utworzono samorządy wybierane przez pracowników. Już na sesji z 27 czerwca uchwalono ustawę o kierowaniu przedsiębiorstwami państwowymi przez kolektywy składające się z robotników (ustawa popularnie znana jako „Prawo o przekazaniu robotnikom kierowania fabrykami”). Celem reform według samego Broza miało być to aby KPJ nie zrosła się z aparatem biurokratycznym i państwem. Partia komunistyczna sprawować miała funkcję organizatora i najaktywniejszego uczestnika w swych politycznych, kulturalnych i gospodarczych zadaniach, a także masowej kontroli. Przyjęcie programu samorządności zakończyło dwuletni, trwający od zerwania z komunizmem w stylu radzieckim, okres szukania alternatywy systemowej. Jugosłowianie tworząc nowy model socjalizmu nie korzystali z innych wzorców a ich jedynym nawiązaniem do przeszłości była demonstracja robotników z 15 lutego 1876 roku w Kragujevcu gdy strajkujący pracownicy wywiesili czerwony sztandar z napisem „Samouprava”, czyli „samorząd”. Program reform zakładał też zwiększenie samorządności w innych, niegospodarczych dziedzinach życia. Okres najbardziej radykalnych reform lat 50. znany jest jako „Wielki Przełom”.
Przed reformami w stylu samorządności, w styczniu ubiegłego roku Broz przeprowadził kolektywizację wsi co spotkało się z protestami części chłopstwa, które przerodziły się w demonstracje przeciwko rządom partii. Protesty w niektórych miejscach Wojwodiny i Bośni przerodziły się w starcia między chłopami uzbrojonymi w powojenną broń a policją. Na plenum najbliższego Komitetu Centralnego doszło do kłótni między Aleksandrem Rankoviciem nadzorującym służbę bezpieczeństwa a Borisem Kidrićem. Kidrić skrytykował samowolę służb natomiast Ranković twierdził, że metody służb są niezbędne do ochrony Jugosławii przed jej wrogami. Broz przyznał się do błędu i wziął winę za sytuację na siebie. W 1952 roku KPJ zmieniła nazwę na Związek Komunistów Jugosławii co miało być zgodne z zaleceniami Karola Marksa. W latach 50. samorządność objęła coraz szersze dziedziny życia. Program miał stać się fundamentem budowy socjalizmu i jedynym na świecie projektem prawdziwie socjalistycznej demokracji. Koncepcja opracowana przez Titę i Kardelja zakładała, że samorządność będzie się cały czas udoskonalać, miała być to historyczna, jakościowa przemiana systemowa, od której, według jej teoretyków, nie było odwrotu. Jednocześnie rząd zatrzymał realizację innych eksperymentów i reform, z których część przynosiła więcej strat niż korzyści. W 1961 roku Zgromadzenie Narodowe wydało ustawę, która określała zasady dzielenia dochodu firm. Powołane zostały komisje, które miały zapobiegać dowolności w określaniu pensji. W rynkowych zmianach część działaczy partii widziała zagrożenie dla gospodarki kraju, uważali oni, że zmiany te doprowadzą do nielojalnej konkurencji i spekulacji. Krytycy systemu uważali, że załogi pracowników rozgrabią dochód. Zwolennicy samorządności uważali natomiast, że w dalszym ciągu w gospodarce dominują zjawiska etatystyczne, które należy ukrócić, a organizacje samorządowe należy usamodzielnić. Zwolennicy samorządności proponowali nawet likwidację partii. Innym argumentem krytyków były struktury narodowościowe kraju, krytycy uważali że samorządność doprowadzi do zbytniego wzrostu wpływów przedstawicieli mniejszości narodowych. Na wieść o wydalaniu przedstawicieli mniejszościowych narodowych z urzędów czy funkcji partyjnych, Tito wysłał do partii list, w którym podkreślił równouprawnienie wszystkich narodów.
W marcu 1962 roku na żądanie Tity odbyło się posiedzenie KW KC ZKJ poświęcone gospodarce i sytuacji w kraju. Tito wstrzymał się od projektu kolejnych radykalnych reform, co miało zapobiec rozłamowi w partii oraz skrytykował działalność służby bezpieczeństwa – w wyniku krytyki z ZKJ i z funkcji państwowych odwołano szefa służb, Rankovicia, który został przeniesiony na emeryturę. Ze służb usunięto także inne osoby winne nadużyć. W konflikcie między dogmatykami a liberałami zajął neutralne stanowisko, stwierdził, że liberalizm w partii jest tak samo niebezpieczny jak dogmatyzm. Skrytykował propozycje przekształcenia ZKJ w partię socjaldemokratyczną pozbawioną partyjnej dyscypliny, a z drugiej strony skrytykował rolę partii jako „nadzorcy”. Pod koniec 1966 roku zmieniono skład KW ZKJ, do którego dołączyli nowi działacze, a wielu starych odeszło. Na skutek przemian w partii zwiększono rolę Związkowej Rady Wykonawczej, a więc rządu federalnego oraz Zgromadzenia Związkowego, czyli parlamentu. W latach 1967–1968 wprowadzono kolejne poprawki do konstytucji. Równocześnie zmieniono strukturę ZKJ, która została sfederalizowana. Dotychczas kierunki działania określał kongres ogólnokrajowy ZKJ, po nowych zmianach kierunek ustalały organizacje lokalne.

#### Znormalizowanie stosunków z ZSRR

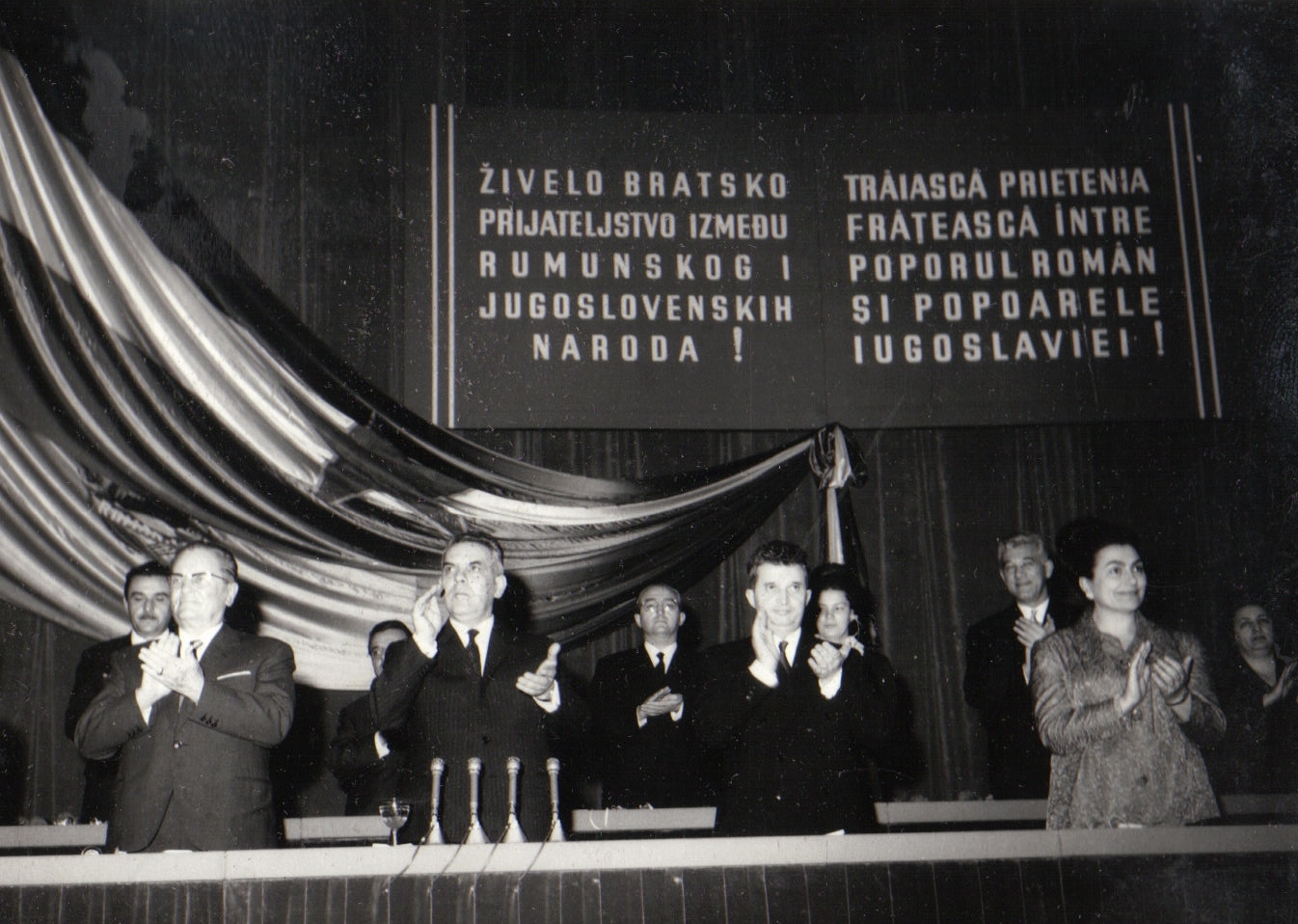
Tito i przywódca Rumunii Nicolae Ceaușescu

Po śmierci radzieckiego dyktatora Józefa Stalina w 1953 roku w ZSRR rozpoczął się proces destalinizacji i odchodzenia od totalitarnego modelu sprawowania władzy. W 1955 roku Jugosławię odwiedzili delegaci ZSRR na czele z I Sekretarzem KPZR, Nikitą Chruszczowem. Obie strony podpisały Deklarację Belgradzką, w której zagwarantowały sobie rozwiązywanie sporów drogą pokojową. Rok później obie strony podpisały Deklarację Moskiewską, co doprowadziło do normalizacji stosunków między Jugosławią a blokiem wschodnim. Do pierwszych zgrzytów po destalinizacji doszło po wydarzeniach poznańskiego czerwca 1956 roku i wydarzeniach na Węgrzech. Broz potępił stalinowskie metody sprawowania władzy, a w walkach między frakcjami poparł narodowych komunistów (w Polsce był to Władysław Gomułka). Potępił radziecką interwencję na Węgrzech, którą nazwał „wielkim błędem”. Stosunek do wydarzeń na Węgrzech zmienił się, gdy w samej Jugosławii doszło do wzmocnienia nastrojów antykomunistycznych, wówczas Tito potępił wejście komunistów węgierskich do sojuszu z „reakcyjnymi siłami”, stwierdził również, że „Uzasadniony protest i powstanie przeciwko jednej klice przekształciło się w powstanie przeciwko socjalizmowi i Związkowi Radzieckiemu”.

### Ruch Państw Niezaangażowanych
Pod przywództwem Tity Jugosławia stała się członkiem założycielem Ruchu Państw Niezaangażowanych. W 1961 roku Tito wraz z Gamal Abdel Nasserem z Egiptu, Jawaharlalem Nehru z Indii, Sukarno z Indonezji oraz Kwame Nkrumahem z Ghany (inicjatywa pięciu) powołał ów ruch do życia. Ta działalność, zwana także Inicjatywą Pięciu poprawiła jugosłowiańską pozycję polityczną w świecie i przyczyniła się do zbliżenia między krajami trzeciego świata. Ruch poprawił pozycję dyplomatyczną Jugosławii. 1 września 1961 roku Josip Broz Tito stał się pierwszym sekretarzem generalnym ruchu niezaangażowanych.

#### Kształtowanie się ruchu
Po destalinizacji i uspokojeniu się konfliktu międzynarodowego między zachodem a wschodem Tito zastanawiał się, czy powinien wrócić do sojuszu z ZSRR, czy też związać się z zachodem. Na krótko przed destalinizacją w 1954 roku podpisał on układ z Grecją i Turcją, który zakładał współpracę polityczną, gospodarczą i kulturalną. ZKJ nawiązał bliskie kontakty z dużą liczbą partii socjaldemokratycznych. Wraz z zakończeniem zagrożenia ze strony państw stalinowskich Tito stał się jednym z rzeczników niezaangażowania, przełomem stała się konferencja w Bandungu (Indonezja) na wiosnę 1955 roku. W Indonezji spotkali się delegaci 29 krajów Afryki i Azji, którzy postanowili zjednoczyć się „w walce z kolonializmem i dyskryminacją rasową”. Tito od początku wykazywał zainteresowanie konferencją, a w drugiej połowie lat 50. rozpoczął serię podróży międzynarodowych. Przyjął koncepcję „Panczaszila”, czyli pięciu zasad pokojowej współpracy. Przyjął ją on od Indii i Chin, które w 1954 roku zawarły ze sobą porozumienie dotyczące nieagresji, równouprawnienia, współistnienia, niemieszania się w sprawy wewnętrzne i poszanowania granic.
Polityka zagraniczna Tito doprowadziła do budowy dobrych relacji z różnymi rządami. W 1953 roku odwiedził Wielką Brytanię, gdzie spotkał się z Winstonem Churchillem, odwiedził również Cambridge i Bibliotekę Uniwersytecką. W 1954 i 1956 odbyła się wymiana wizyt z cesarzem Hajle Sellasje z Etiopii, gdzie imieniem Tity została nazwana nawet jedna z ulic. W 1955 roku wyjechał do Birmy, gdzie spotkał się z liderem tego kraju, U Nu, Jugosławia nawiązała z Birmą przyjazne stosunki, które zostały jednak ochłodzone po 1959 roku, gdy do władzy doszedł Ne Win. Tito znany był z prowadzenia neutralnej polityki zagranicznej i budowy dobrych relacji z krajami rozwijającymi się. W swoich wypowiedziach Tito często powtarzał, że polityka neutralności i współpracy ze wszystkimi krajami jest naturalna, o ile kraje te nie używają swoich wpływów do nacisków na Jugosławię. Stosunki Jugosławii z USA i państwami Europy Zachodniej na ogół pozostawały serdeczne. Jesienią 1960 roku Tito w czasie posiedzenia Zgromadzenia Ogólnego ONZ, spotkał się z prezydentem USA Dwightem Eisenhowerem. Tito i Eisenhower omówili szereg kwestii od kontroli zbrojeń do rozwoju gospodarczego.
W lipcu 1956 roku współorganizował spotkanie na wyspie Vang w archipelagu Wysp Briońskich. Spotkał się z premierem Indii Jawaharlalem Nehru i prezydentem Egiptu Gamalem Abdelem Naserem. Na spotkaniu omówiono zasady współpracy państw nienależących do bloków militarnych i politycznych. Przez kolejne dwa lata nawiązała się współpraca „Niezależnej Trójki”. W 1958 roku złożył wizytę w ośmiu krajach Afryki i Azji, gdzie rozmawiał o zjednoczeniu się, obronie przed mocarstwami i o wspólnej walce o interesy. Inicjatorami projektu byli Tito, Nkrumah, Naser i Sukarno.

#### Działalność ruchu
Do I Konferencji szefów rządów państw niezaangażowanych doszło we wrześniu 1961 roku w Jugosławii. W konferencji udział wzięło 25 państw oraz 3 w charakterze obserwatorów. W następnych latach grupę zasiliły kolejne kraje, a także grupy narodowowyzwoleńcze. Zdaniem przeciwników organizacji Ruch Państw Niezaangażowanych był trzecim blokiem zimnej wojny, co jednak nie było zgodne z prawdą, organizacja nie miała bowiem charakteru militarnego. Marszałek w kolejnych latach często podejmował problemy państw trzeciego świata. Zaoferował on mediację m.in. w wojnie między Iranem a Irakiem. Opracował również nowe zasady porządku informacyjnego – promował on redukcję zagranicznych telewizji, stacji radiowych i gazet oraz tworzenie własnych, narodowych mediów. W Jugosławii miała temu służyć powołane w Belgradzie radio „Jugoslavija” nadające audycję poświęcone wyłącznie ruchowi niezaangażowania.

#### Polityka zagraniczna
Jugosławia wprowadziła liberalną politykę umożliwiającą swobodne podróżowanie cudzoziemców po kraju oraz umożliwiającą podróże obywateli Jugosławii na całym świecie, podczas gdy w większości innych krajów socjalistycznych prawa te były ograniczone. Duża liczba obywateli jugosłowiańskich pracowała w całej Europie Zachodniej. W czasie swoich rządów Tito spotkał się z wieloma światowymi przywódcami, wśród nich byli liderzy ZSRR Józef Stalin, Nikita Chruszczow i Leonid Breżniew; lider Egiptu Gamal Abdel Naser; Indii – Jawaharlal Nehru i Indira Gandhi; Wielkiej Brytanii – Winston Churchill, James Callaghan i Margaret Thatcher, USA – Dwight Eisenhower, John F. Kennedy, Richard Nixon, Gerald Ford i Jimmy Carter, ponadto co najmniej raz w życiu Tito spotkał się z osobami takimi jak Ernesto Guevara, Fidel Castro, Jaser Arafat, Willy Brandt, Helmut Schmidt, Georges Pompidou, Elżbieta II, Hua Guofeng, Kim Ir Sen, Sukarno, Sheikh Mujibur Rahman, Suharto, Idi Amin, Hajle Sellasje Kenneth Kaunda, Mu’ammar al-Kaddafi, Erich Honecker, Nicolae Ceaușescu i János Kádár. Spotkał również wiele gwiazd świata rozrywki. Ze względu na swoją neutralność Jugosławia, co było rzadkością pośród demokracji ludowych, nawiązała stosunki dyplomatyczne z prawicowymi rządami antykomunistycznymi. Jugosławia była jedynym krajem socjalistycznym, który miał ambasadę w Paragwaju rządzonym przez dyktatora Alfredo Stroessnera. Jedynym wyjątkiem od nieideologicznego nastawienia do tych reżimów było Chile rządzone przez Augusto Pinocheta, Jugosławia była jednym z państw, które zerwały stosunki dyplomatyczne z Chile po tym, gdy w wyniku zamachu stanu z 1973 roku obalony tam został prezydent Salvador Allende.
Tito aktywnie wspierał ruchy antykolonialne i narodowowyzwoleńcze w krajach Trzeciego Świata. Marszałek wysłał wsparcie m.in. dla partyzantów angolskich toczących wojnę o niepodległość. W tym samym okresie wsparł też FRELIMO zbrojnie walczące o wyzwolenie Mozambiku.

### Konflikt z Djilasem
W latach 50. Tito wdał się w konflikt ideologiczny z Milvanem Djilasem, wówczas jednym z sekretarzy Komitetu Centralnego KPJ, a zarazem przewodnicząceym Zgromadzenia Narodowego Jugosławii. Konflikt między dwoma działaczami zaczął się jeszcze w czasie walki ze stalinizmem na przełomie lat 40. i 50. W trakcie tego konfliktu Djilas ogłosił się przeciwnikiem marksizmu-leninizmu i głosił wolność działania organizacji o charakterze politycznym, według Djilasa ideologia socjalizmu naukowego zestarzała się i wymaga odnowy i demokratyzacji. Djilas oskarżał kierownictwo KPJ i weteranów ruchu o oderwanie się od pracowników i rewolucji. Djilas występował przeciwko przywilejom wręczanym działaczom partii. 11 października 1953 roku Djilas na łamach komunistycznego pisma „Borba” opublikował artykuł, w którym poddał krytyce politykę partii. Następnie w piśmie ukazało się kolejnych szesnaście utrzymanych w podobnym tonie artykułów. Djilas zaatakował samego Titę, którego oskarżył o koncentrowanie wokół siebie zbyt dużej władzy, otaczanie się pochlebcami, akceptowanie kultu własnej osoby i zapędy dyktatorskie. Na życzenie Broza w styczniu następnego roku Komitet Wykonawczy KC ZKJ potępił artykuły Djilasa, Broz uważał, że Djilas jest zagrożeniem dla jedności partii. Marszałek odrzucił tezy Djilasa, twierdząc, że nie uwzględnił on tego, iż w Jugosławii cały czas istnieje klasa robotnicza i oskarżył go o chęć likwidacji partii. Broz nie przestał uznawać Djilasa za komunistę i pozwolił na jego dalszą działalność w Związku Komunistów. Josip Broz wkrótce zrewidował stanowisko i na jego życzenie partia na III Plenum wykluczyła radykalnego Djilasa z partii, a w 1957 roku został on pozbawiony funkcji publicznych oraz został zesłany do więzienia. Mimo to Djilas kontynuował swoją kampanię przeciwko rządowi z więzienia, a za granicą ukazało się kilka książek jego autorstwa. Forsował on teorię wytworzenia się w kraju tzw. „trzeciej klasy”, czyli grupy partyjnych elit, która oderwała się od pracowników. W swoim mieszkaniu Djilas przyjmował zachodnich dziennikarzy, w wywiadach z którymi krytykował aktualne poczynania Tity.

### Lata 60.
7 kwietnia 1964 roku kraj oficjalnie zmienił nazwę na Socjalistyczną Federalną Republikę Jugosławii (SFRJ). Podjęte reformy ułatwiły działalność prywatnych przedsiębiorstw i zniosły wiele ograniczeń dotyczących wolności słowa i wyznania. W 1964 roku po VIII Kongresie ZKJ kierownictwo partii i rządu w Chorwacji wzmogło politykę zmian podziału dochodu narodowego na korzyść zakładów pracy. Chorwaci domagali się, aby od roku 1970 zniesiono centralizację kapitału ogólnokrajowego (poza funduszem pomocy na rzecz biedniejszych republik oraz okręgów autonomicznych). Po tym, gdy Chorwaci przedstawili swoje postulaty publicznie, w kraju doszło do pierwszych od lat oznak niezadowolenia. Jako pierwsi przeciwko proponowanym zmianom protestowali studenci, demonstracje rozpoczęły się na wiosnę 1968 roku w Lublanie, Zagrzebiu i Belgradzie. Protestujący studenci domagali się likwidacji nierówności socjalnych, bezrobocia, większej demokratyzacji, poprawy warunków materialnych młodzieży i większego udziału studentów w życiu społecznym. Studenci zajęli Uniwersytet Belgradzki, który ogłosili „Czerwonym Uniwersytetem Karola Marksa” oraz Uniwersytet Zagrzebski, który przemianowali na „Socjalistyczną Wszechnicą Siedmiu Sekretarzy SKOJ-a”. Pojawiły się hasła, tj. „Precz z czerwoną burżuazją, nie chcemy odbudowy kapitalizmu”. Wkrótce do protestów przyłączyli się wykładowcy, udziału w demonstracjach odmówili natomiast robotnicy. Na skutek protestów Tito zgodził się na wprowadzenie paszportów, zwiększenie możliwości wyjazdów do Europy Zachodniej. W kraju pojawiły się zagraniczne pisma, wydawnictwa i książki,
dzięki otwarciu granic za granicą pracę znalazło milion obywateli kraju. Zmiany te wdrażane były na równi z boomem ekonomicznym, który przejawił się poprzez m.in. zwiększoną liczbę samochodów nabywanych przez osoby prywatne. Od 1 stycznia 1967 roku Jugosławia stała się pierwszym krajem demokracji ludowej, który szeroko otworzył swoje granice dla cudzoziemców i zniósł wizy.
W 1966 zawarto umowę ze Stolicą Apostolską. Nawiązanie współpracy z hierarchią Kościoła katolickiego możliwe było wraz ze śmiercią arcybiskupa Zagrzebia, Alojzego Stepinaca, w przeszłości skonfliktowanego z Titą. Po zgonie hierarchy poprawiła się sytuacja Kościoła katolickiego w Jugosławii, zagwarantowano częściową wolność katechizacji i otwierania seminariów. Nowy socjalizm Tity zakładał, iż komuniści muszą w przyszłości rządzić Jugosławią dzięki sile argumentów, a nie dyktaturze. Za słowami poszły także czyny i zmniejszono obsadę państwowej agencji ochrony (UDBA) do 5000 pracowników. Nowy socjalizm spotkał się z krytyką frakcji konserwatywnych komunistów, na czele z Aleksandarem Rankoviciem.
W 1967 roku jugosłowiański przywódca zaczął aktywnie promować pokojowe rozwiązanie konfliktu izraelsko-arabskiego. Jego plan zakładał skłonienie Arabów do uznania państwa Izrael w zamian za zwrot jego zdobyczy terytorialnych.
W 1968 roku Tito zaoferował przywódcy Czechosłowacji Alexandrowi Dubčekowi, że przyleci do Pragi, jeśli tylko Dubček będzie potrzebował pomocy w zwalczaniu ZSRR. W tym samym roku potępił on interwencję Układu Warszawskiego w Czechosłowacji udzielił poparcia rządowi Czechosłowacji. Odrzucił on też doktrynę Breżniewa usprawiedliwiającą interwencje Układu Warszawskiego w krajach socjalistycznych. W kwietniu 1969 roku Tito zdegradował generałów Ivana Gošnjaka i Rade Hamovicia z powodu nieprzygotowania jugosłowiańskiej armii do analogicznej inwazji ZSRR na Jugosławię.

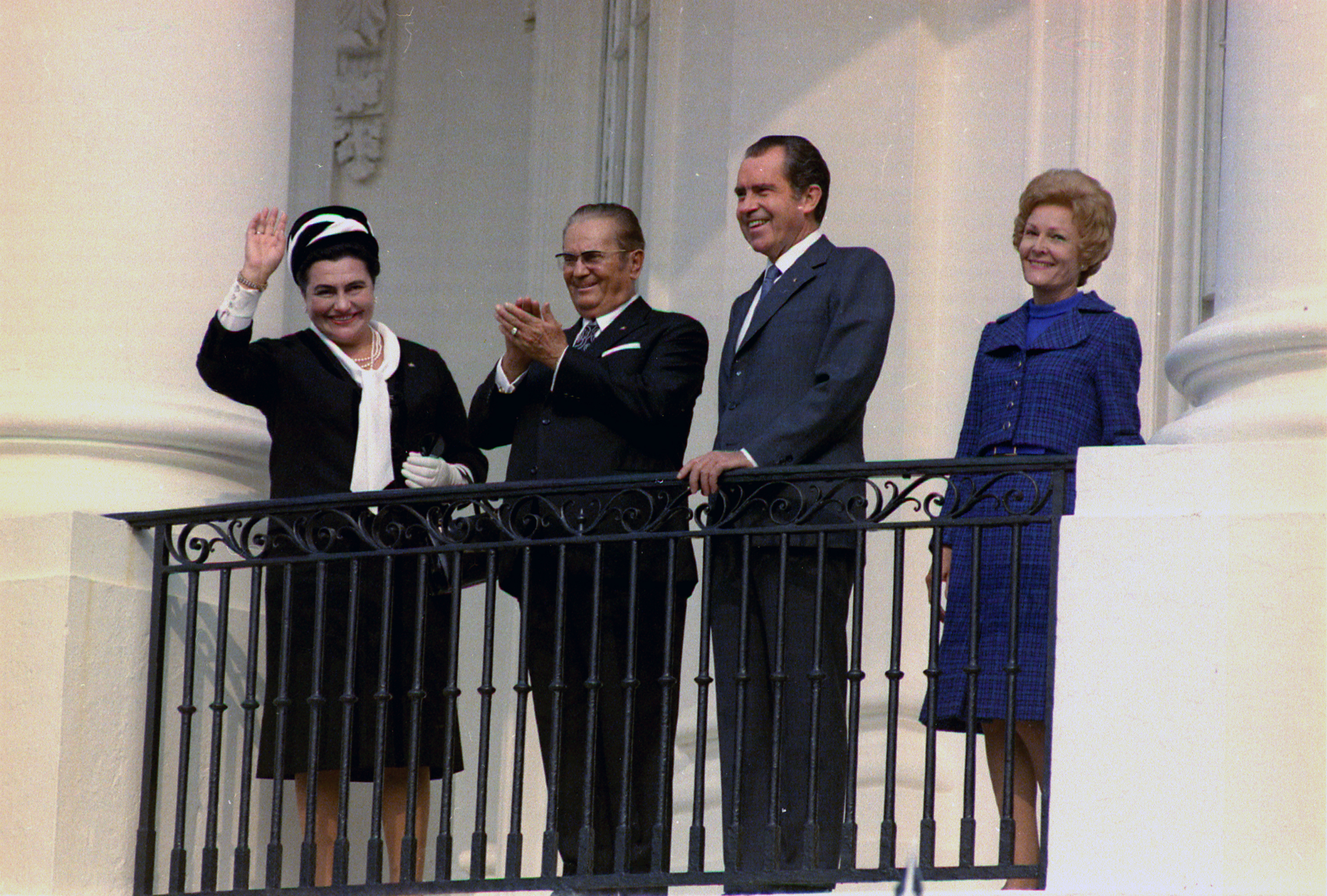
Tito, Richard Nixon i Pat Nixon w Białym Domu w 1971 roku

W oczach Zachodu zaletą rządów Tity, było tłumienie działalności nacjonalistycznej i utrzymanie jedności kraju. Jedność ta była wiele razy wystawiana na próbę, szczególnie podczas tak zwanej Chorwackiej Wiosny (znanej również jako masovni pokret, „maspok”, co znaczy „ruch masowy”), kiedy to rząd musiał tłumić demonstracje i sprzeciw także wewnątrz partii komunistycznej. Mimo stłumienia Chorwackiej Wiosny wiele jej postulatów znalazło swój wyraz w nowej konstytucji.

### Lata 70.
Reformy kontynuowano na początku lat 70. Nowy projekt był rozpatrywany na konferencji partii w Serbii, w parlamencie i przez rząd. Nad projektem czuwał Edvard Kardelij. 30 czerwca 1971 roku wniesiono do konstytucji poprawki, które wzmocniły rolę systemu samorządowego i objęły jeszcze większy obszar zarządzania. Ruszyła akcja uświadamiająca obywateli w kwestii nowych zmian, które według Tity miały doprowadzić do budowy „pierwszej w dziejach ludzkości prawdziwej demokracji”. Ruszyły też pracę nad projektem kodeksu zasad samorządowych. W 1971 roku został po raz szósty wybrany na Prezydenta Jugosławii. W swoim przemówieniu przed Zgromadzeniem Federalnym przedstawił 20 poprawek do konstytucji. Miały one usprawnić państwo jugosłowiańskie. Poprawki przewidywały kolektywną głowę państwa – 22-osobowy organ, składający się z reprezentantów sześciu republik i dwóch autonomicznych prowincji. Tito uważał, że organ ten powinien mieć jednego przewodniczącego, a przewodnictwo miało się zmieniać między przedstawicielami sześciu republik. Gdyby Federalne Zgromadzenie nie uchwaliło jakiejś ustawy, to kolektywna głowa państwa mogłaby rządzić za pomocą dekretów. Poprawki wzmacniały także rolę rządu, a jego władza wykonawcza i prawodawcza została w znacznym stopniu uniezależniona od partii komunistycznej. Zmiany szły w kierunku decentralizacji kraju przez zwiększenie autonomii republik i prowincji. Rząd federalny miał dysponować władzą w zakresie polityki zagranicznej, obronności, spraw wewnętrznych, polityki monetarnej, wolnego handlu oraz w zakresie kredytowania biedniejszych części kraju. Zarządzanie edukacją, służbą zdrowia, polityką mieszkaniową miało spoczywać na rządach republik i autonomicznych prowincji.

#### Sytuacja narodowościowa – kryzys narodowościowy (1971–1972)
W latach 60. pod wpływem prasy czy wypowiedzi polityków coraz więcej obywateli kraju w ankietach personalnych deklarowało się jako Jugosłowianie. Sam marszałek nie popierał tego zjawiska, a w wywiadzie dla brytyjskiego dziennikarza potępił „jugosłowianizm w unitarystycznym sensie, które neguje narodowości lub też usiłuje zmniejszyć ich rolę”, według marszałka obywatele kraju Jugosłowianami byli poprzez swoją narodowość. Ostro krytykował też nacjonalizm i szowinizm. Pod koniec dekady lat 60. doszło do zjawiska o przeciwstawnym charakterze – do wzrostu nastrojów wielkoserbskich i wielkochorwackich oraz ożywienia nacjonalizmów Słoweńców, Albańczyków, Czarnogórców czy Macedończyków. Już od 1969 roku Związek Komunistów Słowenii lansował pogląd zakładający budowę „samodzielnej Słowenii, powiązanej ze środkową Europą” a kolejnym punktem zapalnym stało się Kosowo. W obliczu wzrostu nacjonalizmów po raz kolejny (trzeci raz w karierze) marszałek rozważał rezygnację z pełnionych urzędów i przejście na polityczną emeryturę.
Poszczególne narody domagały się sprawiedliwego im zdaniem podziału dochodu całego państwa, poszczególne narody wysuwały wobec siebie wzajemne oskarżenia, Chorwaci deklarowali przywiązanie do kultury Zachodu i brak powiązań z kulturą półwyspu natomiast Serbowie manifestowali swoją wyższość wobec pozostałych narodów republiki (szczególnie Czarnogórców, Macedończyków i Albańczyków). W prasie chorwackiej pojawiły się agresywne artykuły, w których atakowano dotychczasowy układ. Działalność prowadziły organizacje nacjonalistyczne – Matica hrvatska i Rewolucyjny Komitet Pięćdziesięciu skupiający pisarzy, dziennikarzy oraz intelektualistów. Tito oskarżył Maticę o nielegalną działalność, a winą za wzrost tendencji nacjonalizmu chorwackiego obarczył Związek Komunistów Chorwacji, który, według niego, zbyt wolno reagował na przejawy szowinizmu. Z drugiej strony najbliższe grono współpracowników skrytykowało go za bierność i nadmiernie liberalną politykę prowadzoną przez niego w Chorwacji. Po reformie konstytucyjnej z 1971 roku KC ZKCh przedstawił tezy odzwierciedlające chorwacki nacjonalizm – Jugosławia jest więzieniem dla Chorwacji. Chorwacja została okradziona i nadal jest okradana. Serbowie są w Chorwacji panującym, rządzącym narodem. Chorwacki język jest tępiony. Należy więc umocnić i usamodzielnić chorwackie państwo, uczynić w nim Chorwatów jedynymi podmiotami suwerenności. Państwo chorwackie musi być państwem „klasowego pokoju”. Chorwaccy komuniści dopuścili się zdrady narodowej i można mieć zaufanie jedynie do tych, którzy tworzą postępową siłę, gotową do działania na rzecz wyzwolenia narodowego i uczestniczą w narodowym odrodzeniu. Winą za rzekome dyskryminowanie Chorwatów obarczono Serbów i ich nacjonalizm.
W obliczu wzrostu nacjonalizmów marszałek potępił zjawisko wzajemnego krytykowania się Federacji oraz dokonał reform KC ZKJ. 4 lipca spotkał się z kierownictwem ZKCh, w dniach 12–13 lipca odbyła się IV konferencja partii chorwackiej, na której pominięto temat krytyki partii przez przywódcę państwa, mimo to partia zdecydowała się na wydalenie z szeregów kilku polityków. Kampania nacjonalistyczna w Chorwacji zatrzymała się do jesieni, gdy nabrała ponownego rozpędu. Nacjonaliści wykorzystali to, że Tito w październiku i listopadzie przebywał w podróży w Iranie (z okazji 2500 lat istnienia cesarstwa Persji), Indiach i Zjednoczonej Republice Arabskiej, USA, Kanadzie i Wielkiej Brytanii. Na czele ruchu nacjonalistycznego stanęli komuniści – Mika Tripalo, Pero Pirker i Savka Dabćević-Kućar kontrolujący m.in. radio i prasę chorwacką. Frakcja nacjonalistyczna uzyskała poparcie dużej części weteranów walk z Niemcami w tym wielu generałów w stanie spoczynku.
Gdy w listopadzie doszło do strajku studentów chorwackich, którzy domagali się usunięcia z partii zagorzałego titoisty i weterana wojny, Vladimira Bakaricia, Tito zdecydował się na konfrontację z nacjonalistami. 30 listopada zaprosił członków Prezydium KPJ i przywódców partii chorwackiej do spotkania w swojej rezydencji. Marszałek zażądał, aby dyskusja w sprawie Chorwacji objęła całe KPJ. W czasie spotkania członkowie Prezydium poparli Titę i skrytykowali działanie Chorwatów. Chorwatów skrytykował Branko Mikulić, titoistowski przewodniczący KC ZKBiH, który stwierdził, że Bośni i Hercegowina rozwinęła się właśnie w momencie, gdy w Republice BiH „osiągnięto wysoki poziom braterstwa i jedności Chorwatów, Serbów i Muzułmanów”. Kolejnymi sojusznikami Tity okazał się lider Słoweńców, France Popit, szef partii w JAL, a nawet Fadil Hodża – członek BW ZK Kosowa (który skądinąd 10 lat późnej został usunięty ze stanowisk w partii ze względu na swoje poparcie dla albańskiego nacjonalizmu). Tito ostrzegł Chorwatów i przypomniał im, że Prezydium partii ma prawo ingerować w działalność partii w poszczególnych krajach. Wkrótce po listopadowym spotkaniu w chorwackiej partii nastąpiły duże zmiany kadrowe, wielu doświadczonych działaczy partii zostało zastąpionych przez młodszych. Z partii łącznie wydalono 741 działaczy, ze swoich urzędów zrezygnowało 280 działaczy i zmieniono obsadę 131 funkcji. Wobec Broza szczególnie ostra opozycja narastała w Związku Komunistów Serbii, który został przez Titę skrytykowany za zjawiska analogiczne do tych występujących w Chorwacji.
Drugą osią nacjonalizmu była Serbia, gdzie co prawda ruch nacjonalistyczny nie był tak ostry jak w Chorwacji, a działania tamtejszych nacjonalistów nie miały charakteru antyfederalnego. ZK Serbii domagał się federalizacji partii i reformy państwa – część inteligencji nacjonalistycznej uważała, że dotychczasowe zmiany były antyserbskie i zostały narzucone Serbom przez Chorwatów i Słoweńców. Po stronie antytitoistów opowiedzieli się nawet przewodniczący partii, Marko Nikezić i sekretarz jej KC, Latinka Perović. Nacjonaliści oskarżyli kierownictwo KPJ o autokratyczne zarządzanie poszczególnymi republikami. Po stronie KPJ opowiedziała się większość serbskiego parlamentu, który uznał rodzaj dyskusji prowadzony przez nacjonalistów za szkodliwy. Aby uspokoić nastroje konfliktowe w samej partii, 29 września 1972 roku marszałek wysłał list „Do wszystkich komunistów Jugosławii”, w którym wzywał do wspólnej walki o rozwój kraju.
Choć promował decentralizację państwa, zdecydowanie opowiedział się przeciwko postulowanej przez Serbów decentralizacji samej partii, przeciwnie opowiedział się on za większą centralizacją. Jak uważał sam Tito, ze względu na ten pogląd, w kraju i za granicą przedstawiany był jako konserwatysta, niemal stalinista natomiast jego partyjny rywal, nacjonalista Nikezić jako przewodniczący linii postępowej.
W październiku odbyła się dyskusja między Titem a liderami partii serbskiej. Serbowie zarzucili Ticie zapędy dyktatorskie mimo ostrej dyskusji w oficjalnym komunikacie podano jedynie, że na spotkaniu wyjaśniono wszystkie błędy i przegięcia ideologiczne, a sam marszałek przyznał, że stosunki między Prezydium a kierownictwem KPS nie rozwijały się najlepiej. Po dyskusji Tito zagroził ingerencją Prezydium w sprawy KPS, po tym do dymisji poddali się nacjonaliści Perović i Nikezić, a wraz z nimi wielu innych zwolenników tej frakcji. Po rezygnacji zakończył się kryzys polityczny w Serbii, a zarazem na kolejne 20 lat zatrzymano wzrost regionalnych nacjonalizmów. Oprócz Serbii i Chorwacji, czystki kadrowe objęły też Macedonię oraz Bośnię i Hercegowinę. Jednym krajem, w którym nie doszło do wystąpień nacjonalistycznych, była Czarnogóra. Reformy kadrowe trwały do połowy roku 1973.

#### Zaostrzenie kursu
Po kryzysie narodowościowym, Tito wdrażał w partii centralizm demokratyczny i wprowadził zasadę odpowiedzialności najważniejszych działaczy z republik przed Prezydium KP Jugosławii. Promował współpracę narodów poprzez organizacje, tj. młodzieżowe brygady pracy czy armia, w których, w tych samych brygadach, służyli przedstawiciele wielu narodów. KPJ przebudowano w ten sposób, aby każdy członek mógł działać aktywnie w mniejszych zespołach. Przy komitetach powoływano ośrodki marksistowskie, a działaczom partii zalecano studiowanie teorii ideologicznej. Wzmocnieniu uległa rola KPJ przy podejmowaniu decyzji kadrowych. Powołano samoobronę cywilną oraz zwiększono rolę policji politycznej, a milicjanci coraz rzadziej posługiwali się mundurami zamiast tego powrócono do pracy po cywilnemu. Socjalistyczny Związek Ludu Pracującego Jugosławii („ludowy parlament”) musiał być zaakceptowany przez komitety KPJ. Okres ten charakteryzował się przyjęciem części wzorców przyjętych w państwach bloku wschodniego i powrotu do stylu rządów z początku objęcia w Jugosławii władzy przez komunistów. W maju 1972 roku w Kladovie Broz spotkał się z prezydentem Rumunii, Nicolaem Ceaușescu, gdzie wspólnie otworzyli oni elektrownię wodną „Djerdap”. Obydwaj przywódcy czerpali wzajemnie z utworzonych przez siebie wzorców, a między nimi wytworzyła się przyjaźń. 20 maja w Kumrovcu odbyła się uroczystość z okazji osiemdziesiątych urodzin Broza i 35. rocznicy objęcia przez niego władzy w KPJ. Cztery dni później na sesji Zgromadzenia Federalnego Tito odznaczony został (po raz drugi) Orderem Bohatera Narodowego, tego samego dnia decyzją Rady Najwyższej ZSRR został też odznaczony najwyższym odznaczeniem Związku Radzieckiego, Orderem Lenina. W 1972 roku Tito zaprosił do Jugosławii ministra obrony narodowej PRL generała Wojciecha Jaruzelskiego, z którym spotkał się na luksusowym jachcie „Brod Mira Galeb” („Okręt Pokoju Mewa”).

### Końcowe lata
Po zmianie konstytucji, Tito coraz bardziej przejmował rolę męża stanu. Jego bezpośredni udział w polityce wewnętrznej malał.

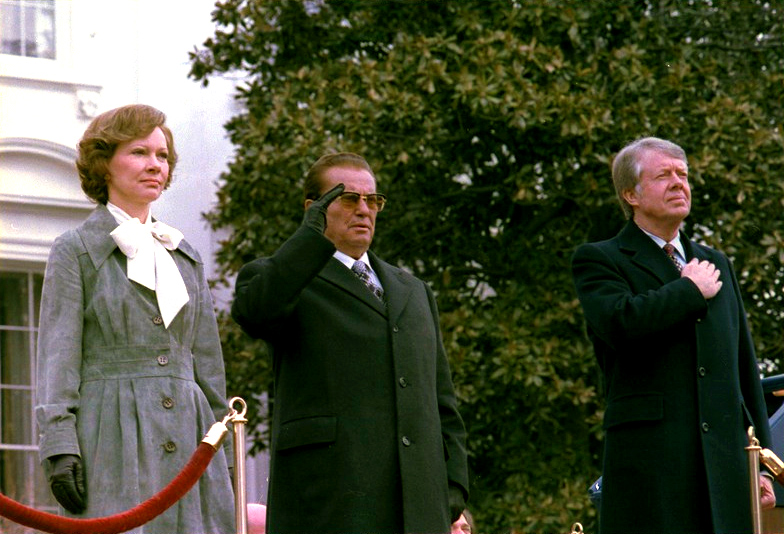
Josip Broz Tito i prezydent Jimmy Carter w czasie wizyty w Jugosławii w 1978 roku

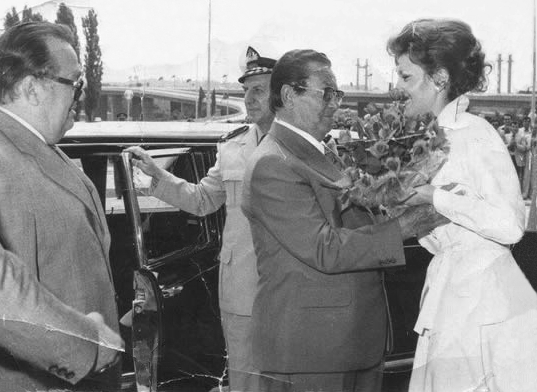
Josip Broz Tito był hedonistą, kochał łowy, kobiety i podróże

W 1976 roku wydano opracowaną przez Titę i Kardelija tzw. nową konstytucję, czyli „Prawo o Zrzeszonej Pracy” regulujące zasady samorządności. W czerwcu wziął udział w konferencji partii komunistycznych i robotniczych Europy w Berlinie. Pod koniec roku zdobył doktorat nauk wojskowych. Udał się też na konferencję państw niezaangażowanych w Kolombo na Sri Lance. W 1977 roku po raz trzeci odznaczony został Orderem Bohatera Narodowego i Orderem Rewolucji Październikowej, który Tito odebrał w czasie letniej wizyty w ZSRR. W tym roku złożył też wizytę w Niemczech Zachodnich.
W 1977 roku złożył wizytę w Pekinie, zaś w 1979 roku Jugosławię odwiedził Hua Guofeng. Wizyty te stały się początkiem poprawy stosunków jugosłowiańsko-chińskich – wcześniej Chińczycy zarzucali Tito rewizjonizm. W kolejnym roku zachorował na ischias i wyjechał na urlop do rezydencji w Igalo. Po krótkim urlopie odwiedził USA i Wielką Brytanię oraz organizował XI Kongres partii, po czym ponownie wyjechał na krótki urlop, tym razem do Brioni. Na Brijuni przebywał przez dłuższy czas, właśnie tam w czerwcu 1978 roku przyjął delegację polską z Edwardem Gierkiem na czele, który przybył tam z „oficjalną przyjacielską wizytą”, część rozmów odbyła się na okręcie wojennym „Galeb” stacjonującym w pobliżu wybrzeży wysp. Broz przeniósł też Prezydium Federacji z Belgradu do Brioni, ponieważ nie był w stanie udać się w dłuższą podróż. W Brijuni wziął udział w kongresie partii, w którym uczestniczyli delegaci 130 partii komunistycznych, lewicowych, robotniczych, organizacji międzynarodowych i ruchów wyzwoleńczych. W swoim referacie do ZKJ wezwał do walki z bezrobociem wśród młodzieży i walki o podnoszenie wydajności pracy. W trakcie kongresu do statutu ZKJ dopisano fragmenty umacniające centralizm demokratyczny, jedna ze zmian mówiła o tym, że Broz pozostaje dożywotnim przewodniczącym partii, jednocześnie zmniejszono liczbę osób zasiadających w Prezydium partii do 24 osób. Likwidacji uległ Komitet Wykonawczy, którego funkcję przejął sekretarz Prezydium. Na kongresie po raz ostatni wystąpił Kardelij, który zmarł 9 lutego kolejnego roku.
W zimie 1979 roku odbył jedną z ostatnich wizyt zagranicznych, tym razem do Iraku, Syrii i Kuwejtu. Ostatnia podróż odbyła się w listopadzie 1979 roku, gdy w Rumunii spotkał się z Nicolaem Ceaușescu. W listopadzie wziął udział w obradach Rady Międzynarodowego Funduszu Walutowego i Międzynarodowego Banku Odbudowy i Rozwoju, a także Międzynarodowej Korporacji Finansowej. Pod koniec życia rozstał się z żoną Jovanką i zawiązał nieformalny związek ze śpiewaczką operową Gertrudą Muntić. W 1979 roku ciężko zachorował. W styczniu 1980 roku Tito trafił do kliniki w Lublanie (Klinični Center) z problemami krążenia w nogach. Wkrótce potem amputowano mu lewą nogę. Zmarł tam 4 maja 1980 roku o godz. 15:05, trzy dni przed swoimi 88. urodzinami. W związku z jego śmiercią w Jugosławii ogłoszono siedmiodniową żałobę narodową i odwołano wszystkie wydarzenia rozrywkowe, kulturalne i sportowe na znak szacunku. Siedmiodniową żałobę narodową ogłoszono w Korei Północnej, Egipcie, Algierii, Tanzanii i Birmie, czterodniową żałobę ogłoszono w Pakistanie, Cyprze i Ghanie, trzydniową żałobę ogłoszono w Jordanii, Indii, Iraku, Kubie, Gwinei i Zambii, dwudniową żałobę ogłoszono w Angoli, jednodniową żałobę ogłoszono na Sri Lance. W jego pogrzebie, który odbył się 8 maja 1980 roku w Belgradzie, uczestniczyło wielu światowych mężów stanu. Biorąc pod uwagę liczbę obecnych polityków i delegacji krajowych, był to największy pogrzeb męża stanu w historii. Na pogrzeb przyjechało czterech królów, trzydziestu jeden prezydentów, sześć księżnych, dwudziestu dwóch premierów i czterdziestu siedmiu ministrów spraw zagranicznych. Przybyli oni z obu stron żelaznej kurtyny, ze 128 różnych państw. Tito pochowany został w mauzoleum (Dom Kwiatów) w Belgradzie.

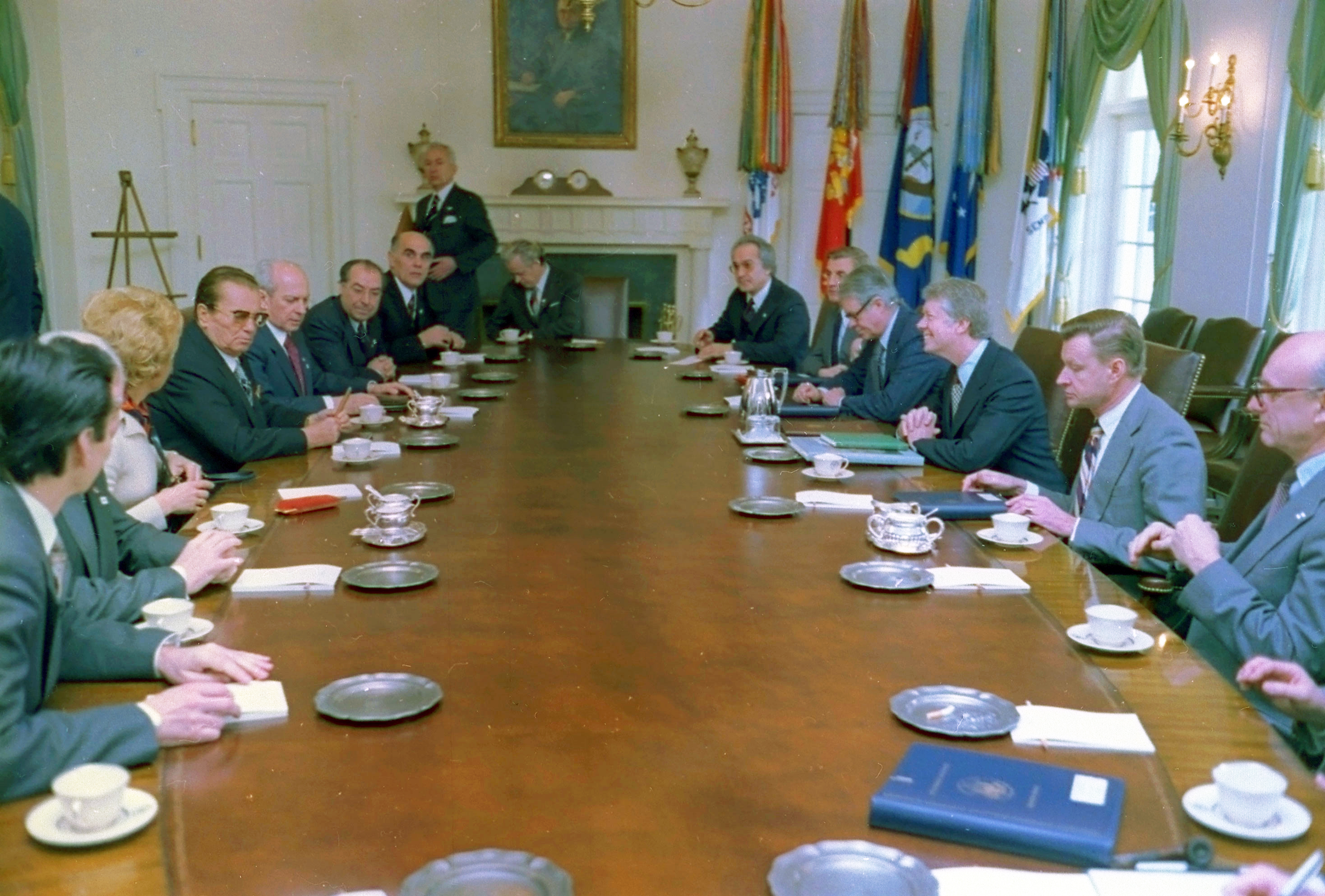
Rozmowy jugosłowiańsko-amerykańskie w 1978

Śmierć Josipa Broza Tity była początkiem końca SFRJ. W latach 80. miał miejsce wzrost nacjonalizmu, co doprowadziło do rozpadu Jugosławii na początku lat 90.

## Upamiętnienie
Imieniem Tity nazwanych zostało wiele obiektów, szczególnie miało to miejsce w pierwszym roku po śmierci przywódcy. Kilka z tych miejsc powróciło potem do pierwotnych nazw, tak się stało w przypadku m.in. miasta Podgorica, znanego wcześniej jako Titograd (choć lotnisko międzynarodowe w Podgoricy wciąż identyfikuje się przez kod TGD), w 1992 roku do pierwotnej nazwy powróciły również Užice, znane wcześniej jako Titovo Užice. Także w stolicy Serbii, Belgradzie, przywrócono nazwy ulic sprzed II wojny światowej. W 2004 roku pomnik Tito w miejscu jego narodzin w Kumrovcu, autorstwa Antuna Augustinčicia został wysadzony w powietrze. Następnie jednak zdecydowano się na naprawę i rekonstrukcję pomnika. W 2008 roku na placu Marszałka Tito w Zagrzebiu, odbyły się dwa protesty: jeden zorganizowany przez grupę Krug za Trg, protestujący domagali się wówczas zmiany nazwy placu, w proteście przeciwko temu postulatowi odbył się protest zorganizowany przez organizację Obywatelska Inicjatywa Przeciwko Ustaszyzmowi (Građanska inicijativa protiv ustaštva), ruch ten oskarżył Krug za Trg o neofaszyzm i rewizjonizm historyczny. Także prezydent Chorwacji, Stjepan Mesić skrytykował demonstrację domagającą się zmiany nazwy placu.
W wielu miastach Serbii, szczególnie północnej, ulice nazywane są imieniem marszałka Tity, ulice imienia Tity znajdują się także w Chorwacji m.in. w nadmorskim mieście Opatija, gdzie jego imię nosi główna, a zarazem najdłuższa ulica miasta. Imieniem marszałka nazwana jest też jedna z głównych ulic w centrum Sarajewa. Pomnik marszałka znajduje się w parku przed kampusem uniwersyteckim w Marjin Dvor w Bośni i Hercegowinie, obecnie przed pomnikiem odbywają się obchody upamiętniające postać Josipa Broza. Największy pomnik Tito na świecie, mierzy około 10 metrów wysokości i znajduje się na placu Tity w centrum Velenje w Słowenii. Imieniem Tity nazwany jest jeden z największych mostów Słowenii, znajdujący się w drugim co do wielkości mieście kraju, Mariborze. Centralny plac w największym mieście portowym Słowenii, Koprze, nosi nazwę placu Tito.
Co roku w Czarnogórze, Macedonii i Serbii organizowana jest sztafeta „Braterstwo i Jedność”, która kończy się w dniu 25 maja w belgradzkim „Domu Kwiatów” – miejscu spoczynku Tity. W tym samym czasie biegacze ze Słowenii, Chorwacji oraz Bośni i Hercegowiny wyruszają do Kumrovca, miejsca urodzin Tito w północnej Chorwacji. Przed upadkiem Jugosławii, organizowana była wędrówka młodzieży, w trakcie której obchodzono całą Jugosławię, a trasa kończyła się w Belgradzie.
W Macedonii Północnej istnieje szczyt nazwany Titow Wrw. Obiekty nazwane imieniem Tity istnieją także poza obszarem byłej Jugosławii, plac jego imienia istnieje m.in. w Moskwie.

## Rodzina i życie prywatne
Ożenił się kilkakrotnie. Gdy w 1918 roku trafił do Omska w Rosji jako jeniec wojenny, spotkał Pelagiję Biełousową, z którą ożenił się rok później i z którą przeniósł się do Jugosławii. Pelagija urodziła pięcioro dzieci, jednak przeżył jedynie syn, Žarko Leon (ur. 4 lutego 1924). Kiedy Tito został aresztowany w 1928 roku, po uwolnieniu zdecydował się na emigrację do ZSRR. W jej czasie, w 1936, rozwiódł się z Biełousową. Wcześniej w tym roku, mieszkając w hotelu Lux w Moskwie, poznał Austriaczkę Luciję Bauer, z którą pobrał się zaraz po rozwodzie, w październiku 1936 roku.
Po raz kolejny związał się z Hertą Haas, którą poślubił w 1940 roku. Gdy w kwietniu Broz wyjechał do Belgradu, Haas pozostała w ZSRR. W maju 1941 roku urodziła syna, Aleksandara „Mišo” Broza. Tito utrzymywał też związek z Davorjanką Paunović, która pracowała jako kurier w ruchu oporu, a następnie została jego osobistym sekretarzem. Haas i Tito rozstali się w 1943 roku w Jajce podczas drugiego spotkania AVNOJ po tym, gdy rzekomo zobaczyła razem Tito i Davorjankę. Po raz ostatni Haas zobaczyła Broza w 1947 roku. Davorjanka zmarła na gruźlicę w 1946 roku i została pochowana w belgradzkim pałacu Beli dvor.
Jego najbardziej znaną żoną była Jovanka Broz. Tito ożenił się z nią w 1952 roku. Para nie miała dzieci.
Znał serbsko-chorwacki, niemiecki, rosyjski i angielski. Jego biograf stwierdził, że mówił też po czesku, słoweńsku, francusku, włosku i kirgisku.
Był ateistą, a wcześniej katolikiem. W młodości uczęszczał do katolickiej szkółki niedzielnej, a później był ministrantem. Po incydencie, w którym ksiądz go spoliczkował i okrzyczał, z powodu trudności w pomaganiu mu ze zdjęciem szat liturgicznych, Tito nie wszedł ponownie do kościoła.

## Pozostałe informacje
- Słoweński historyk Joze Pirjevec popiera tezę, według której to Tito kazał zabić radzieckiego przywódcę, Józefa Stalina. Według biografii Tity, napisanej przez Pirjeveca, w dokumentach Stalina znaleziono list Tity, w którym napisał, że z rozkazu Stalina przygotowano na niego 22 zamachy m.in. przy pomocy szkatułki, z której ulatniał się gaz[139].
- W latach 60. doszło do trzęsienia ziemi w stolicy Macedonii, Skopje, w wyniku której część miasta została zniszczona. Tito przybył na miejsce zaraz po katastrofie. Do akcji ratunkowej pośpiesznie przyłączyli się żołnierze radzieccy, a w odbudowie miasta uczestniczyli m.in. Polacy i Japończycy. W trakcie wizytacji zrujnowanego miasta doszło do incydentu z udziałem marszałka – na wieść o przybyciu do miasta Tity, wielu mieszkańców wyległo na ulice, gdzie witało prezydenta i jego żonę pieśnią ludową „Jovano, Jovanke”. Oburzony postawą zgromadzonych, zaczął przeganiać zgromadzonych i zarzucać im bezduszność i głupotę. Do rozwścieczonego prezydenta przybyli lekarze, którzy zdołali go uspokoić[110].
- Istnieje kilka wersji pochodzenia pseudonimu „Tito”. Pseudonim ten pojawił się w 1930 roku jako kryptonim Kominternu dla Broza (wcześniej kryptonimem był „Walter”)[140]. Według innej teorii, nazwa ta podchodzi od fabryki Titan, w której pracował[141]. Według jeszcze innego wyjaśnienia „Tito” to serbsko-chorwacka wersja imienia rzymskiego cesarza Tytusa[142]. Fitzroy MacLean w książce Eastern Approaches podaje, że przydomek ten stanowi połączenie dwóch słów z języka serbsko-chorwackie – „ti” (czyli „ty”) i „ta” (czyli „to”), jak głosi legenda w czasie jego dowództwa wydawał on polecenie najpierw wskazując osobę, a następnie zadanie, które ma wykonać[143]. Według biografia Tity, Vladimira Dedijera, nazwa może pochodzić od nazwiska chorwackiego pisarza romantycznego, Tytusa Brezovačkiego[144].

W archiwum Komitetu Centralnego KPJ znajduje się notka Tity z 1952 roku. Wynika z niej, że imię Tito nosił już od 1934-1936. Miał je on wybrać ze względu na to, że było niezwykle popularne w rodzinnym mieście Zagorju. Według samego Tity, wcześniej w samej Jugosławii posługiwał się pseudonimem Rudi, a poza nią Walter. Imię Rudi zmienił na Tito gdy okazało się, że ten sam pseudonim nosi członek KC Rodoljup Ćolaković.

## Ordery i odznaczenia

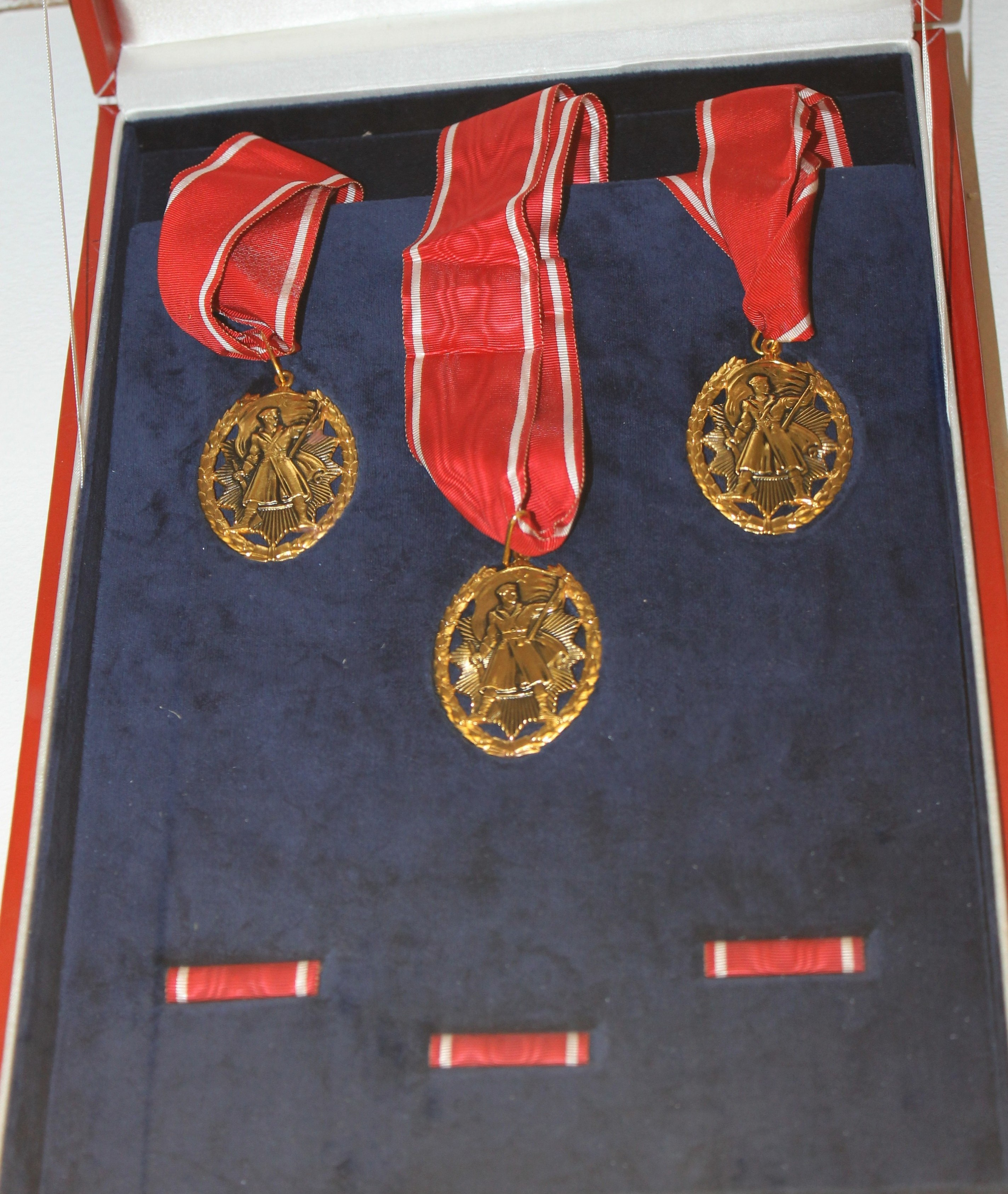
Trzy Ordery Bohatera Narodowego należące do Josipa Broz Tity

Josip Broz Tito otrzymał 119 nagród i odznaczeń z 60 krajów całego świata (w tym Jugosławii). Tito uzyskał 21 odznaczeń jugosłowiańskich (18 z nich otrzymał raz a trzykrotnie otrzymał Order Bohatera Narodowego). Spośród 98 międzynarodowych nagród i odznaczeń, 91 otrzymał raz, a trzy dwukrotnie (Order Lwa Białego, Polonia Restituta i Karola Marksa). Do najbardziej znaczących nagród Tity zalicza się francuską Legię Honorową i Order Narodowy Zasługi, brytyjski Order Łaźni, japoński Order Chryzantemy, radziecki Order Lenina, niemiecki Order Zasługi Republiki Federalnej Niemiec oraz Order Zasługi Republiki Włoskiej. Dekoracje były prezentowane stosunkowo rzadko, po rozłamie jugosłowiańsko-radzieckim z 1948 roku i jego inauguracji na prezydenta w 1953 roku, Tito rzadko kiedy nosił mundur. Odznaczenia w pełnej liczbie zaprezentowane zostały tylko na pogrzebie Tity w 1980 roku.
Do korzystnego uznania międzynarodowego Tity przyczyniła się reputacja jednego z przywódców aliantów II wojny światowej i rola założyciela ruchu niezaangażowania.

### Jugosławia
- Order Braterstwa i Zjednoczenia ze Złotym Wieńcem – 15 sierpnia 1943
- Order Partyzanckiej Gwiazdy ze Złotym Wieńcem – 15 sierpnia 1943[146]
- Order Wyzwolenia Narodowego – 15 sierpnia 1943
- Order za Odwagę – 15 sierpnia 1943
- Medal Pamiątkowy Partyzantów 1941 – 14 września 1944[146]
- trzykrotnie Order Bohatera Narodowego – 6 listopada 1944, 15 maja 1972 i 16 maja 1977[146]
- Order Wolności – 12 czerwca 1945
- Order Zasługi Ludowej – 9 lipca 1945
- tytuł honorowego obywatela Lublany – 1946[147]
- Order Flagi Jugosłowiańskiej z Mieczami – 29 listopada 1947
- Order Bohatera Pracy Socjalistycznej – 29 listopada 1950
- Medal 10-lecia Armii Jugosłowiańskiej – 22 grudnia 1951
- Order Armii Ludowej z Wieńcem Laurowym – 29 grudnia 1951
- Order Sztandaru Wojennego – 29 grudnia 1951
- Order Zasługi Wojennej z Wielką Gwiazdą – 29 grudnia 1951
- Order Gwiazdy Jugosłowiańskiej – 1 lutego 1954
- Order Republiki ze Złotym Wieńcem – 2 lipca 1960
- Medal 20-lecia Armii Jugosłowiańskiej – 22 grudnia 1961
- Medal 30-lecia Armii Jugosłowiańskiej – 22 grudnia 1971
- Medal 30-lecia Zwycięstwa nad Faszyzmem – 9 maja 1975

### Zagraniczne
- Order „Zwycięstwo” (ZSRR, 1945)
- Order Krzyża Grunwaldu I klasy (Polska – 7 września 1945)[148][149]
- Order Virtuti Militari I klasy z Gwiazdą (Polska, 12 marca 1946)[150]
- Krzyż Partyzancki (Polska, 11 października 1946)[151]
- Medal Zwycięstwa i Wolności 1945 (Polska, 11 października 1946)[152]
- Czechosłowacki Wojskowy Order Lwa Białego „Za zwycięstwo” (Czechosłowacja, 1946)
- Krzyż Wojenny Czechosłowacki 1939 (Czechosłowacja, 1946)
- Order Słowackiego Powstania Narodowego I klasy (Czechosłowacja, 1946)
- Wojskowy Medal „Za Zasługi” I stopnia (Czechosłowacja, 1946)
- Order Zasługi Republiki Węgierskiej I klasy (Węgry, 1947)
- Krzyż Wielki Orderu Królowej Saby (Etiopia, 1954)
- Wojskowy Medal Zasługi Orderu Świętego Jerzego (Etiopia, 1954)
- Order Zbawiciela I klasy (Grecja, 1954)
- Wielka Wstęga Orderu Nilu (Egipt, 1955)
- Krzyż Wielki Orderu Legii Honorowej (Francja, 1956)
- Medal Wojskowy (Francja, 1956)
- Krzyż Wojenny 1939–1945 z brązową palmą (Francja, 1956)
- Krzyż Kombatanta-Ochotnika (Francja, 1956)
- Krzyż Wielki Królewskiego Orderu Kambodży (Kambodża, 1956)
- Order Królewski Serafinów (Szwecja, 1959)
- Łańcuch ze Wstęgą Orderu Najwyższego Słońca (Afganistan, 1960)
- Order Gwiazdy Indonezji I klasy (Indonezja, 1961)
- Wielka Wstęga Orderu Pionierów Liberii (Liberia, 1961)
- Nishan-e-Pakistan (Pakistan, 1961)
- Wielka Wstęga Orderu Niepodległości (Tunezja, 1961)
- Krzyż Wielki Orderu Białej Róży Finlandii (Finlandia, 1963)[153]
- Łańcuch Orderu Orła Azteckiego (Meksyk, 1963)
- Krzyż Wielki Narodowego Orderu Kondora Andów (Boliwia, 1963)
- Krzyż Wielki Orderu Krzyża Południa (Brazylia, 1963)
- Krzyż Wielki Orderu Odrodzenia Polski (Polska, dwukrotnie: 1964 i 1973)[154]
- Złota odznaka honorowa „Za Zasługi dla Warszawy” (1964)[155]
- Krzyż Wielki Orderu Lwa Białego (Czechosłowacja, 1964)
- Order Flagi Węgierskiej Republiki Ludowej I klasy (Węgry, 1964)
- Wielka Gwiazda Odznaki Honorowej za Zasługi dla Republiki Austrii (Austria, 1965)
- Krzyż Wielki Orderu św. Olafa (Norwegia, 1965)
- Order Pahlawiego (Iran, 1966)
- Krzyż Wielki Orderu Świętego Maryna (San Marino, 1967)
- Order Dwóch Rzek I klasy (Irak, 1967) – cywilny
- Wielka Wstęga Orderu Męstwa (1967)
- Order Chryzantemy (Japonia, 1968)
- Krzyż Wielki Orderu Zasługi Narodowej (Mauretania, 1968)
- Order Suche Batora (Mongolia, 1968)
- Krzyż Wielki z Wielką Wstęgą Orderu Zasługi Republiki Włoskiej (Włochy, 1969)
- Order Serca Złotego I klasy (Kenia, 1970)
- Kawaler Krzyża Wielkiego Orderu Lwa Niderlandzkiego (Holandia, 1970)
- Krzyż Wielki Orderu Domowego Złotego Lwa Nassau (Holandia, 1970)
- Wielka Wstęga Orderu Leopolda (Belgia, 1970)
- Order Wielkiego Towarzysza Wolności I klasy (1970, Zambia)
- Łańcuch Orderu Orła Zambii[156] (Zambia, 1970)
- Order Lenina (ZSRR, 1972)
- Order Łaźni (Wielka Brytania, 1972)
- Tytuł „Honorowy Górnik PRL” (Polska, 1972)[157]
- Krzyż Wielki Orderu Zasługi (1972, Republika Środkowoafrykańska)
- Order Republiki I klasy (Libia, 1973)
- Wielka Wstęga Orderu Umajjadów (Syria, 1974)
- Order Słonia (Dania, 1974)
- Specjalny Stopień Krzyża Wielkiego Orderu Zasługi Republiki Federalnej Niemiec (RFN, 1974)
- Łańcuch Orderu Ojaswi Rajanya (Nepal, 1974)
- Krzyż Wielki Orderu św. Jakuba od Miecza (Portugalia, 1975)
- Krzyż Wielki Orderu Narodowego Lwa (Senegal, 1975)
- Łańcuch Orderu Zasługi (Kongo, 1975)
- Krzyż Wielki Narodowego Orderu Zasługi (Francja, 1976)
- Wielki Łańcuch Orderu Oswobodziciela (Wenezuela, 1976)
- Łańcuch Orderu Manuela Amadora Guerrero (Panama, 1976)
- Order Gwiazdy Somalii (Somalia, 1976)
- Krzyż Wielki Orderu Mono (Togo, 1976)
- Bohater KRLD (Korea Północna, 1977)
- Order Flagi Narodowej I klasy (Korea Północna, 1977)
- Wielki Łańcuch Orderu Infanta Henryka (Portugalia, 1977)
- Order Dwóch Rzek I klasy (Irak, 1979) – wojskowy
- Łańcuch Orderu Mubaraka Wielkiego (Kuwejt, 1979)